# Liste der Biografien/Ac
Liste der Biografien |
Portal Biografien |
Personensuche
# |
A |
B |
C |
D |
E |
F |
G |
H |
I |
J |
K |
L |
M |
N |
O |
P |
Q |
R |
S |
T |
U |
V |
W |
X |
Y |
Z |
?
 
Aa |
Ab |
Ac |
Ad |
Ae |
Af |
Ag |
Ah |
Ai |
Aj |
Ak |
Al |
Am |
An |
Ao |
Ap |
Aq |
Ar |
As |
At |
Au |
Av |
Aw |
Ax |
Ay |
Az
Die Liste der Biografien führt alle Personen auf, die in der deutschsprachigen Wikipedia einen Artikel haben. Dieses ist eine Teilliste mit 1285 Einträgen von Personen, deren Namen mit den Buchstaben „Ac“ beginnt.

## Ac

### Aca
- Aca, antiker römischer Toreut
- Acaba, Joseph M. (* 1967), US-amerikanischer Astronaut
- Acácio, Marlon (* 1982), mosambikanischer Judoka
- Acacius von Beröa, Bischof von Beröa in Syrien
- Acacius von Caesarea, spätantiker Bischof von Caesarea
- Acaja, Gian Giacomo dell’ (1500–1570), italienischer Architekt und Festungsbaumeister
- Acamapichtli († 1391), Herrscher von Tenochtitlán
- Acampa, Gennaro (* 1945), italienischer römisch-katholischer Geistlicher und Weihbischof in Neapel
- A’Campo, Norbert (* 1941), Schweizer Mathematiker
- Acampora, Vincenzo (1911–1975), italienischer Musikpädagoge, Komponist und Dirigent
- Acapandié, Mathieu (* 2004), madagassisch-französischer Fußballspieler
- Acar, Çiçek (* 1981), türkische Schauspielerin
- Açar, Ercan (* 1956), türkischer Fußballspieler
- Acar, Hasan (* 1994), türkischer Fußballspieler
- Acar, Hasan Ali (* 1985), türkischer Fußballspieler
- Acar, İhsan (* 1975), türkischer Autor
- Acar, Jacques F. (1931–2020), französischer Mediziner und Mikrobiologe
- Açar, Kayahan (1949–2015), türkischer Sänger, Komponist und Liedtexter
- Acar, Mehmet Sirri (* 1966), deutscher Politiker (SPD), MdBB
- Acar, Mustafa (* 1969), deutscher Politologe und Fachbuchautor
- Acar, Numan (* 1974), deutscher Schauspieler und Filmproduzent türkischer HerkunftNuman Acar (* 1974)

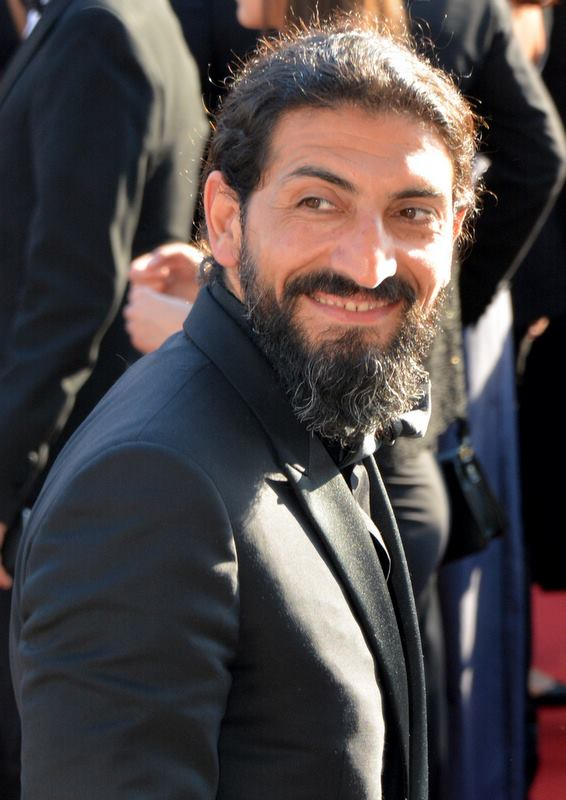
Numan Acar (* 1974)

- Acar, Onur (* 1983), türkischer Fußballspieler
- Acar, Sırrı (* 1943), türkischer Ringer
- Acar, Timur (* 1979), türkischer Schauspieler
- Acar, Tolgahan (* 1986), türkischer Fußballtorhüter
- Acar, Tunay (* 1989), türkischer Fußballspieler
- Acar, Veli (* 1981), türkischer Fußballspieler
- Açar, Yeliz (* 1997), türkisch-aserbaidschanische Fußballnationalspielerin
- Acarapi, Richard (* 1978), bolivianischer Straßenradrennfahrer
- Acarbay, Enes (* 1992), türkisch-deutscher Fußballspieler
- Acardipane, Marc (* 1969), deutscher Musikproduzent und DJ
- Acarie, Barbe (1566–1618), französische Karmelitin und Selige
- Acarius, Bischof von Doornik und Noyon
- Acart de Hesdin, Jehan, französischer Dichter
- Acart, Alain (1951–2023), französischer Kanute
- Ačas, Remigijus (* 1962), litauischer Politiker
- Acasiete, Santiago (* 1977), peruanischer Fußballspieler
- Acason, Gwendoline, britische Mitarbeiterin des Women’s Royal Naval Service
- Acasuso, José (* 1982), argentinischer Tennisspieler
- Acasuzo, Eusebio (* 1952), peruanischer Fußballtorwart
- Acatos, Alexander (1873–1950), griechisch-schweizerischer Bauingenieur
- Acatrinei, Andreea (* 1992), rumänische Kunstturnerin
- Acayaba, Marcos (* 1944), brasilianischer Architekt und Städteplaner

### Acb
- Açba, Leyla (1898–1931), abchasische Prinzessin am osmanischen Hof

### Acc
- Acca, Bischof von Dunwich
- Acca, Bischof von Hereford
- Acca von Hexham, englischer Bischof von Hexham
- Accam, David (* 1990), ghanaischer Fußballspieler
- Accama, Bernardus (1697–1756), niederländischer Historien- und Porträtmaler
- Accambray, William (* 1988), französischer Handballspieler
- Accame, Ilaria (* 2001), italienische Sprinterin
- Accame, Nicolás C. (1880–1963), argentinischer Botschafter
- Accame, Vincenzo (1932–1999), italienischer Dichter und Übersetzer
- Accardi, Angelo (* 1964), italienischer Künstler
- Accardi, Carla (1924–2014), italienische Malerin der abstrakten Kunst
- Accardi, Fabio (* 1983), italienischer Fußballspieler
- Accardi, Luigi (* 1947), italienischer Mathematiker
- Accardo, Anthony (1906–1992), US-amerikanischer MobsterAnthony Accardo (1906–1992)

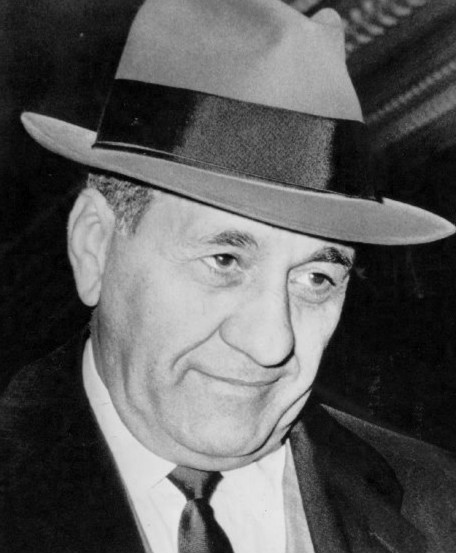
Anthony Accardo (1906–1992)

- Accardo, Salvatore (* 1941), italienischer Violinist und Dirigent
- Accarisi, Alberto (1497–1544), italienischer Grammatiker, Lexikograf, Italianist
- Accart, Eveline (1921–2015), französische Pianistin, Komponistin, Toningenieurin und Rundfunkregisseurin
- Accattino, Angelo (* 1966), italienischer Geistlicher, römisch-katholischer Erzbischof und Diplomat des Heiligen Stuhls
- Accattino, Giuseppe (1914–1979), italienischer Filmregisseur, Drehbuchautor und Produzent
- Accavallo, Horacio (1934–2022), argentinischer Boxer im Fliegengewicht
- Accenna Helvius Agrippa, Marcus, römischer Offizier (Kaiserzeit)
- Acceptus, italienischer Bildhauer
- Acciai, Alessandra (* 1965), italienische Schauspielerin
- Acciai, Giovanni (* 1946), italienischer Musikwissenschaftler, Chorleiter und Komponist
- Acciaio, Beatrice, Mathematikerin und Hochschullehrerin
- Acciaioli, Angelo (1340–1408), italienischer Geistlicher, Kardinal Römischen Kirche
- Acciaioli, Zanobi (1461–1519), Dominikaner und vatikanischer Bibliothekar
- Acciaiuoli, Angelo (1298–1357), Bischof von Aquila, von Florenz und von Monte Cassino
- Acciaiuoli, Donato (1429–1478), italienischer Philologe
- Acciaiuoli, Filippo (1637–1700), italienischer Librettist, Dichter, Theaterdirektor, Komponist, Theateringenieur und Erfinder szenischer Effekte
- Acciaiuoli, Filippo (1700–1766), italienischer Geistlicher, päpstlicher Diplomat, Bischof von Ancona und Kardinal der Römischen Kirche
- Acciaiuoli, Niccolò (1310–1365), italienischer Staatsmann
- Acciaiuoli, Niccolò (1630–1719), italienischer Kurienkardinal und Bischof
- Accialini, Fulvio (* 1952), italienischer Filmwirkender
- Acciapaccio, Niccolò d’ (1382–1447), Kardinal
- Acciarelli, Francesco, italienischer Komponist und Organist
- Acciari, Noel (* 1991), US-amerikanischer Eishockeyspieler
- Accioli Sobral, Adalberto (1887–1951), brasilianischer Geistlicher und Erzbischof von São Luís do Maranhão
- Accioly, Breno (1921–1966), brasilianischer Arzt und Schriftsteller
- Accius Euanthus, Gaius, antiker römischer Toreut
- Accius Secundus, Gaius, antiker römischer Toreut
- Accius, Lucius, römischer Tragödiendichter
- Acco († 53 v. Chr.), Stammesfürst der Senonen
- Accogli, Luigi (1917–2004), italienischer Geistlicher, römisch-katholischer Erzbischof und Diplomat des Heiligen Stuhls
- Accola, Martin (1928–2012), Schweizer reformierter Pfarrer
- Accola, Martina (* 1969), Schweizer Skirennläuferin
- Accola, Paul (* 1967), Schweizer Skirennfahrer
- Accolay, Jean-Baptiste (1833–1900), belgischer Komponist, Violinist, Violin-Lehrer, Musikpädagoge und Dirigent
- Accolla, Giovanni (* 1951), italienischer Geistlicher, Erzbischof von Messina-Lipari-Santa Lucia del Mela
- Accolla, Tonino (1949–2013), italienischer Schauspieler und Synchronsprecher
- Accolti, Benedetto (1497–1549), italienischer Geistlicher, Kardinal der katholischen Kirche
- Accolti, Pietro (1455–1532), italienischer Geistlicher und Kardinal der katholischen Kirche
- Acconci, Daniele (* 1994), italienischer Beachvolleyballspieler
- Acconci, Vito (1940–2017), US-amerikanischer Architekt, Landschaftsarchitekt und Installationskünstler
- Acconcia Longo, Augusta (1940–2016), italienische Byzantinistin
- Acconcia, Italo (1925–1983), italienischer Fußballspieler
- Accooe, Will (1874–1904), US-amerikanischer Pianist, Organist, Songwriter und Dirigent
- Accoramboni, Girolamo (1469–1537), italienischer Mediziner und Philosoph
- Accoramboni, Giuseppe (1672–1747), italienischer Geistlicher und Kardinalbischof von Frascati
- Accoramboni, Vittoria (1557–1585), italienische AdligeVittoria Accoramboni (1557–1585)

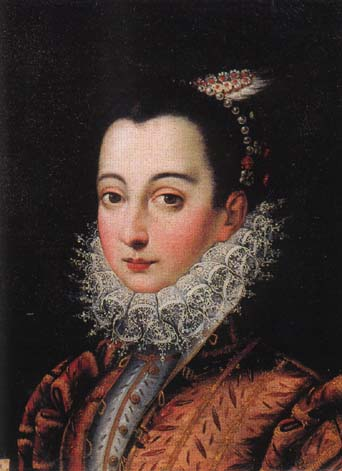
Vittoria Accoramboni (1557–1585)

- Accord, Clark Bertram (1961–2011), Schriftsteller und Makeup Artist aus Guyana
- Accorimboni, Agostino (1739–1818), italienischer Opernkomponist
- Accorinti, Michele (1888–1973), italienischer Pianist, Sänger (Tenor), Musikpädagoge und Komponist
- Accornero, Roberto (* 1957), italienischer Schauspieler und Synchronsprecher
- Accorsi, Alfredo (1881–1951), italienischer Turner
- Accorsi, Stefano (* 1971), italienischer FilmschauspielerStefano Accorsi (* 1971)

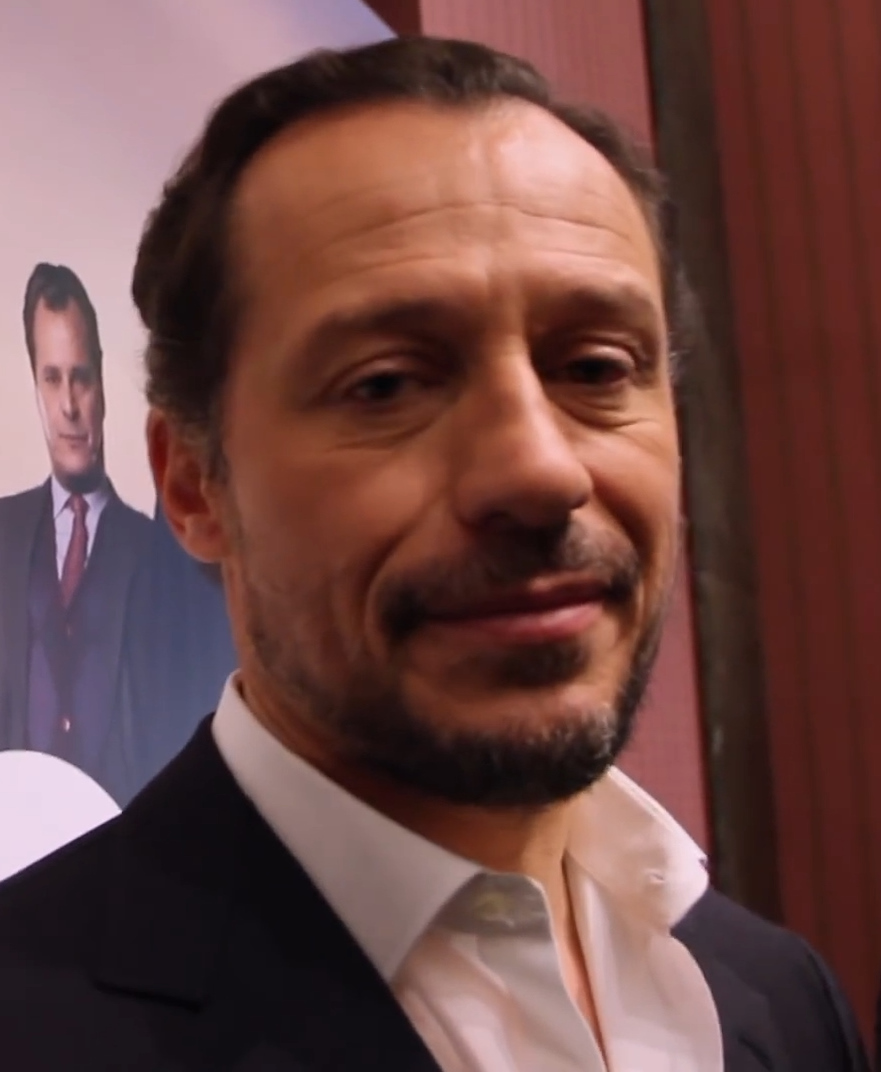
Stefano Accorsi (* 1971)

- Accorso da Reggio, italienischer Jurist
- Accoto Martins, Daniel (* 1981), portugiesischer Handballschiedsrichter
- Accoto Martins, Roberto (* 1981), portugiesischer Handballschiedsrichter
- Accoyer, Bernard (* 1945), französischer Politiker, Mitglied der Nationalversammlung
- Accrocca, Elio Filippo (1923–1996), italienischer Dichter und Übersetzer
- Accrocca, Felice (* 1959), italienischer Geistlicher, römisch-katholischer Erzbischof von Benevent
- Accrocciamuro, Lionello († 1458), italienischer Condottiere, Herzog von Celano und Baron von Carapelle Calvisio
- Accrocciamuro, Ruggero († 1496), italienischer Condottiere und Graf von Celano und Baron von Carapelle Calvisio
- Accuface, deutscher Trance-Produzent
- Accum, Friedrich (1769–1838), deutscher Chemiker
- Accursi, Romeo (1836–1919), italienischer Violinist und Komponist
- Accursio, Mariangelo (1489–1546), italienischer Renaissance-Humanist, Philologe und Epigraphiker
- Accursius, italienischer Glossator

### Acd
- Acda, Chantal (* 1978), niederländische Singer-Songwriterin und Fusionmusikerin (Gitarre, Bass)
- Acda, Thomas (* 1967), niederländischer Sänger, Schriftsteller, Schauspieler und Kabarettist

### Ace
- Ace Hood (* 1988), US-amerikanischer Rapper
- Ace Tee (* 1993), deutsche R&B-Sängerin
- Ace, Johnny (1929–1954), amerikanischer Musiker
- Acea, Johnny (1917–1963), amerikanischer Jazzpianist
- Acea, Raidel (* 1990), kubanischer Mittelstreckenläufer und Sprinter
- Acebedo, Edmundo († 1925), uruguayischer Fußballspieler
- Acebey, Nelson Camilo (* 1990), bolivianischer Hürdenläufer
- Acebo, Alexander V. (1927–2019), US-amerikanischer Politiker, State Auditor von Vermont
- Acebo, Esther (* 1983), spanische Schauspielerin, Moderatorin und ReporterinEsther Acebo (* 1983)

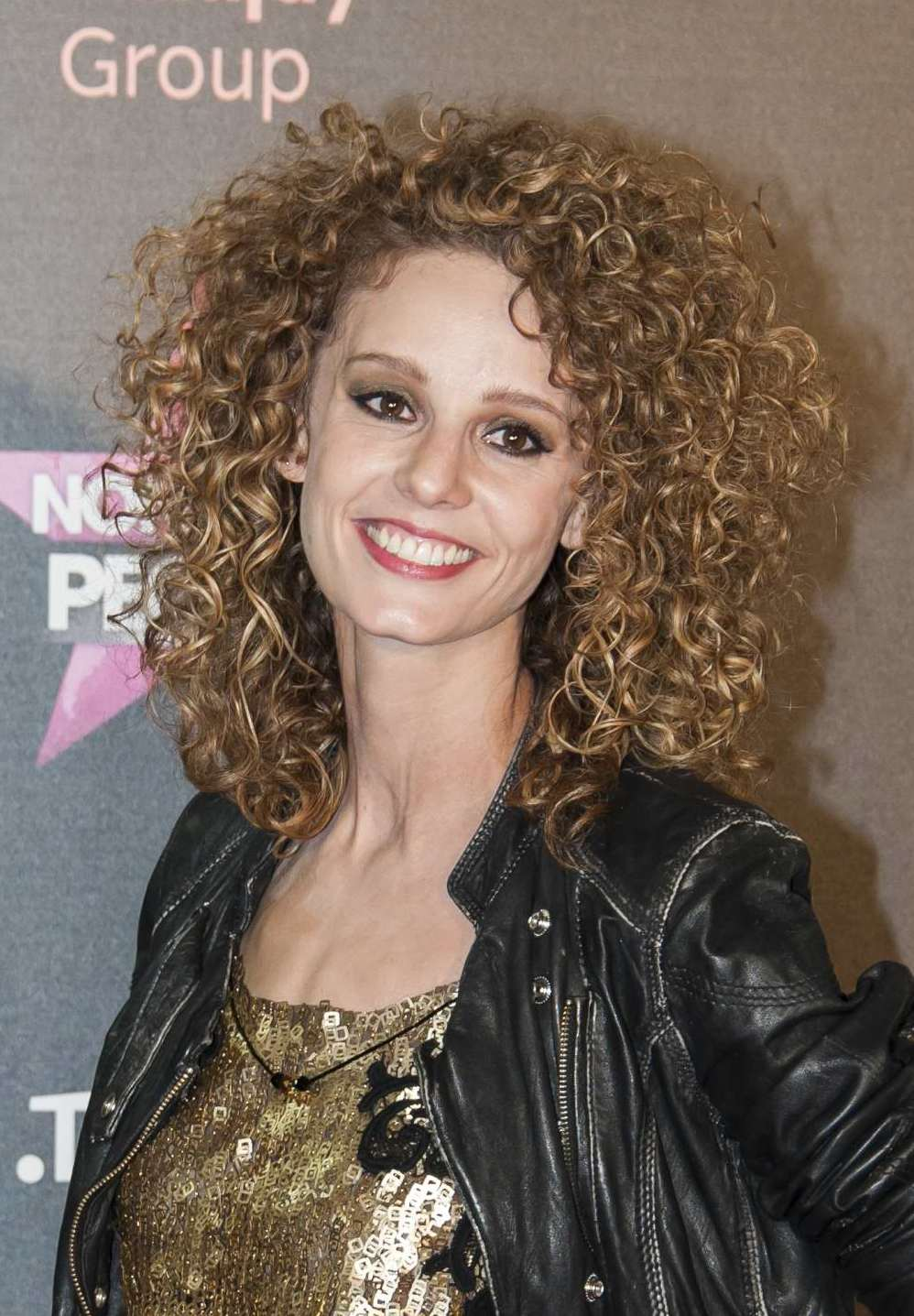
Esther Acebo (* 1983)

- Acédo, Jean (* 1964), französischer Fußballspieler
- Acédo, Jérémy (* 1987), französischer Fußballspieler
- Acél, Ervin (1935–2006), ungarisch-rumänischer Dirigent
- Acele, Sadullah (* 1954), türkischer Fußballspieler und -trainer
- Acelli, Cesare, italienischer Komponist
- Acemoğlu, Daron (* 1967), US-amerikanischer ÖkonomDaron Acemoğlu (* 1967)

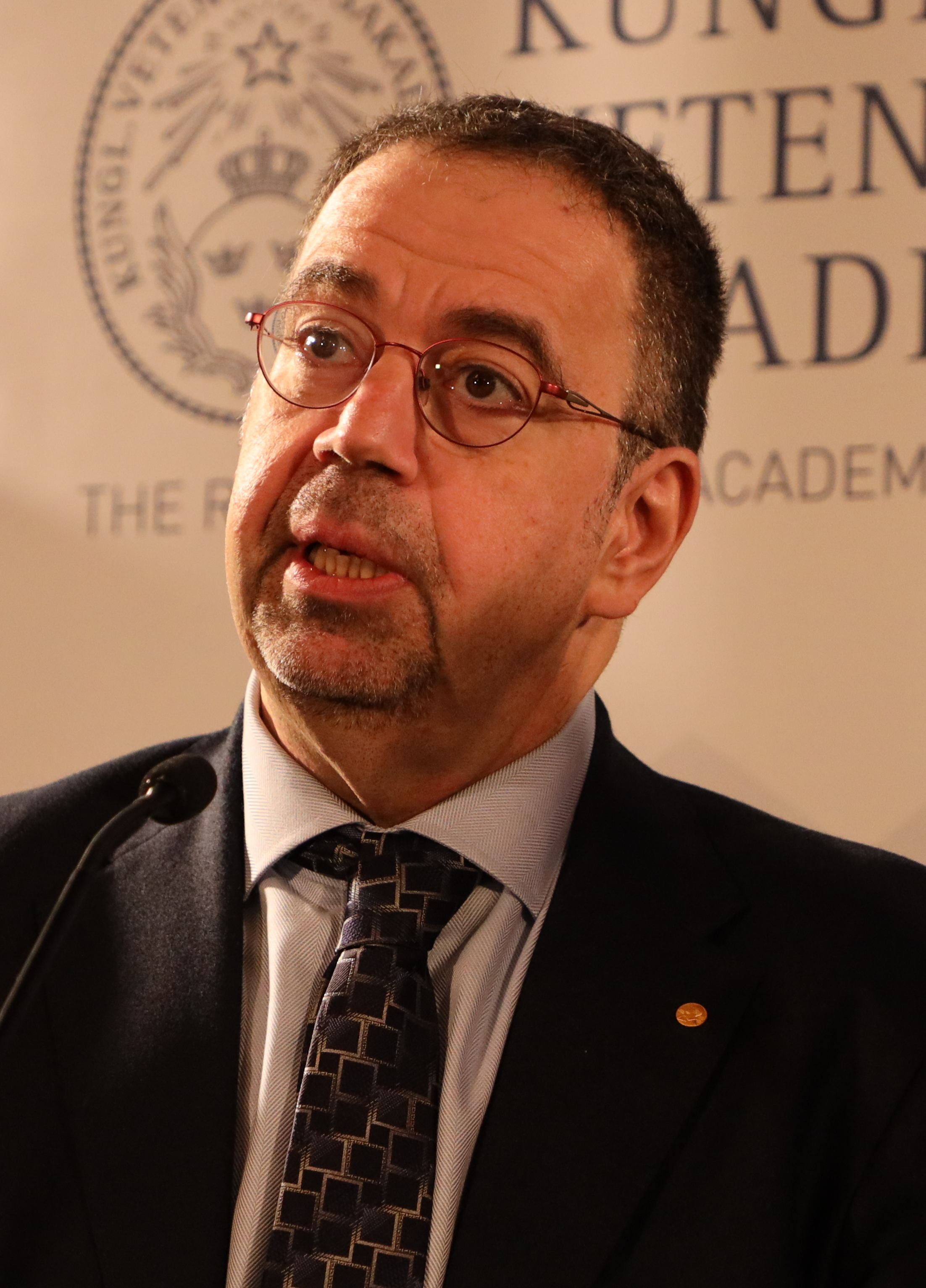
Daron Acemoğlu (* 1967)

- Aceng, Jane (* 1968), ugandische Politikerin und Medizinerin
- Acer, Yusuf (* 1997), türkischer Fußballspieler
- Acerbi, Angelo (* 1925), italienischer Geistlicher, Apostolischer Nuntius sowie Prälat des Malteserordens, Kardinal
- Acerbi, Domenico (1842–1921), italienischer Dirigent, Musikpädagoge und Komponist
- Acerbi, Enrico (1785–1827), italienischer Mediziner
- Acerbi, Francesco (* 1988), italienischer Fußballspieler
- Acerbi, Giuseppe (1773–1846), italienischer Reisender, österreichischer Diplomat
- Acerbo, Giacomo (1888–1969), italienischer Politiker, Mitglied der Camera dei Deputati und Faschist
- Acerbo, Maurizio (* 1965), italienischer Politiker
- Acerbo, Nicola, italienischer Komponist und Musikpädagoge
- Acerboni, Mario (1889–1967), italienischer Radsportler, Motorradrennfahrer und Unternehmer
- Acerenza, Claudia (* 1966), uruguayische Leichtathletin
- Acerenza, Domenico (* 1995), italienischer Schwimmer
- Acerenza, Soledad (* 1966), uruguayische Leichtathletin
- Acero Pérez, Francisco Javier (* 1973), spanisch-mexikanischer römisch-katholischer Geistlicher, Weihbischof in Mexiko-Stadt
- Acero Sánchez, Héctor (* 1966), dominikanischer Boxer im Superbantamgewicht
- Aceron, Susan (1972–2016), kanadische Synchronsprecherin und Schauspielerin
- Aceros, Hermán (1938–2018), kolumbianischer Fußballspieler
- Acerra, Angelo Thomas (1925–1990), US-amerikanischer römisch-katholischer Ordensgeistlicher, Weihbischof im US-amerikanischen Militärordinariat
- Acerronius Proculus, Gnaeus, römischer Politiker, Konsul 37 n. Chr.
- Acers, Victor Bryan (1897–1980), US-amerikanischer Sänger (Bassbariton), Kirchenmusiker und Musikpädagoge
- Acestes, Märtyrer und Heiliger
- Acet, Alperen (* 1998), türkischer Hochspringer
- Acet, Gülistan (* 1985), türkische Schauspielerin, Drehbuchautorin und Regisseurin
- Aceti, Tommaso (1687–1749), italienischer römisch-katholischer Bischof
- Aceti, Vladimir (* 1998), italienischer Sprinter
- Aceva, Vera (1919–2006), mazedonische Kommunistin und Partisanin
- Aceval, Benjamín (1845–1900), paraguayischer Politiker und Diplomat
- Aceval, Emilio (1853–1931), paraguayischer Politiker, 26. Präsident Paraguays
- Aceval, Miguel (* 1983), chilenischer Fußballspieler
- Acevedo Díaz, Eduardo (1851–1921), uruguayischer Schriftsteller und Politiker
- Acevedo Dudley, Ainara (* 1991), spanische Fußballschiedsrichterin
- Acevedo Muñoz, Juan Bautista (1555–1608), spanischer römisch-katholischer Geistlicher, Bischof von Valladolid und Patriarch von Westindien
- Acevedo Pavez, Juan (1914–2010), chilenischer Politiker
- Acevedo Raposo, Remigio (1896–1951), chilenischer Komponist
- Acevedo Rojas, Román (1908–1994), mexikanischer römisch-katholischer Geistlicher, Weihbischof in Morelia
- Acevedo Vargas, Jorge Luis (* 1943), costa-ricanischer Musikethnologe, Sänger (Bariton), Komponist und Chorleiter
- Acevedo Vilá, Aníbal (* 1962), puerto-ricanischer Politiker
- Acevedo, Albert (* 1983), chilenischer Fußballspieler
- Acevedo, Álvaro (* 1995), uruguayischer Fußballspieler
- Acevedo, Aníbal Santiago (* 1971), puerto-ricanischer Boxer
- Acevedo, Carlos (* 1955), uruguayischer Fußballspieler
- Acevedo, David (* 1937), argentinischer Fußballspieler
- Acevedo, Eduardo Mario (* 1959), uruguayischer Fußballspieler
- Acevedo, Elizabeth (* 1988), US-amerikanische Schriftstellerin
- Acevedo, Emilio (1880–1938), spanischer Komponist und Dirigent
- Acevedo, Fabio (* 1949), kolumbianischer Radrennfahrer
- Acevedo, Gerson (* 1988), chilenischer Fußballspieler
- Acevedo, Ginette (* 1942), chilenische Sängerin
- Acevedo, Jackie (* 1987), mexikanisch-US-amerikanische Fußballspielerin
- Acevedo, Janier (* 1985), kolumbianischer Straßenradrennfahrer
- Acevedo, Javier (* 1998), kanadischer Schwimmer
- Acevedo, José (* 1985), chilenischer Fußballspieler
- Acevedo, Kirk (* 1971), US-amerikanischer SchauspielerKirk Acevedo (* 1971)

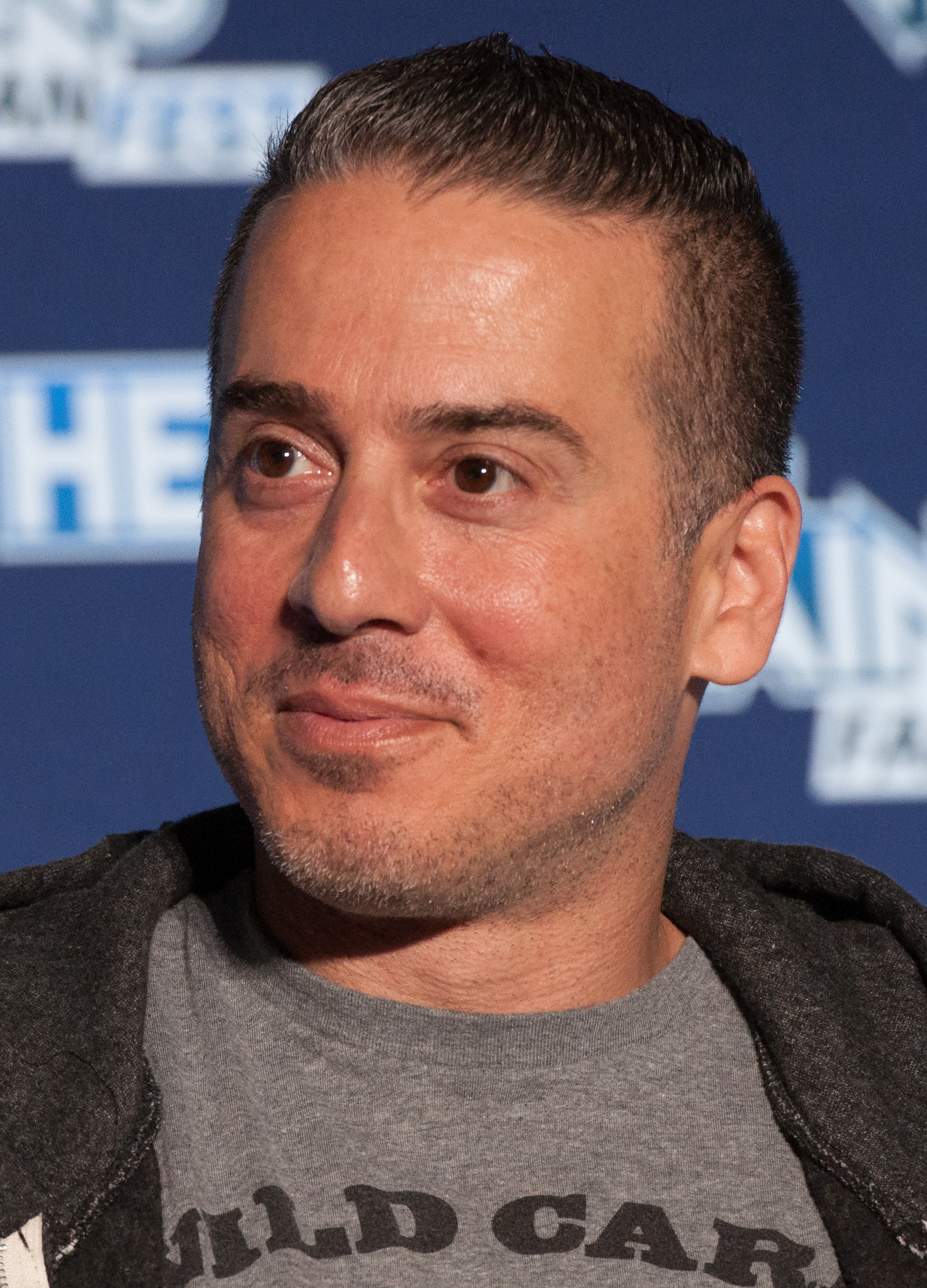
Kirk Acevedo (* 1971)

- Acevedo, Luis (1944–1996), chilenischer Fußballspieler
- Acevedo, Pascual (* 1999), uruguayischer Leichtathlet
- Acevedo, Pedro (* 1973), chilenischer Fußballspieler
- Acevedo, Placido (1904–1974), puerto-ricanischer Trompeter, Orchesterleiter und Komponist
- Acevedo, Rafael (* 1954), kolumbianischer Radrennfahrer
- Acevedo, Raymond (* 1971), puerto-ricanischer Popmusiker, Popsänger, Schauspieler und Visual Artist
- Acevedo, Remigio (1863–1911), chilenischer Komponist, Dirigent und Organist
- Acevedo, Rodney Elpidio (* 1935), paraguayischer Politiker, Jurist und Diplomat
- Acevedo, Victoria (* 1999), mexikanische Fußballspielerin
- Acevedo, Xiomara, kolumbianische Klimaschützerin
- Acevedo, Yareli (* 2001), mexikanische Radsportlerin
- Aceves Navarro, Gilberto (1931–2019), mexikanischer Maler
- Aceves y Lozano, Rafael (1837–1876), spanischer Komponist und Pianist
- Aceves, Daniel (* 1964), mexikanischer Ringer
- Aceves, José de Jesús (* 1953), mexikanischer Fußballspieler
- Aceves, Mauricio (* 1960), mexikanischer Boxer
- Acevit, Ayşegül (* 1968), deutsch-türkische Schriftstellerin
- Acevska, Ljubica (* 1957), nordmazedonische Diplomatin und Botschafterin
- Acevska, Vesna (* 1952), jugoslawische bzw. mazedonische Dichterin
- Aceyalone (* 1970), US-amerikanischer Rapper und Musikproduzent

### Acf
- Acfred († 927), Graf von Auvergne und Herzog von Aquitanien

### Ach
- Ach, Friedrich (* 1948), deutscher Autor
- Ach, Hermann (1880–1953), österreichischer Beamter und Politiker
- Ach, Karl-Heinz (* 1952), deutscher Fußballtorhüter
- Ach, Manfred (1940–2024), deutscher Politiker (CSU), Mitglied des Bayerischen Landtages
- Ach, Manfred (* 1946), deutscher Schriftsteller und Verleger
- Ach, Marianne (* 1942), deutsche Schriftstellerin und Pädagogin
- Ach, Narziß (1871–1946), deutscher Psychologe und Hochschullehrer

#### Acha
- Acha (680–752), jüdischer Gelehrter
- Acha aus Lydda, Amoräer
- Acha Martínez, Jesús Emmanuel (* 1955), mexikanischer Popsänger und Komponist
- Achá, Alberto (1920–1965), bolivianischer Fußballspieler
- Achá, José María (1810–1868), bolivianischer General und Präsident
- Achaari, Mohammed (* 1951), marokkanischer Autor, Journalist und Politiker
- Achab, Jaouad (* 1992), belgischer Taekwondo-Weltmeister
- Achache, Mona (* 1981), französische Regisseurin und Drehbuchautorin
- Achad Ha'am (1856–1927), zionistischer Aktivist, Hauptvertreter des sogenannten Kulturellen ZionismusAchad Ha'am (1856–1927)

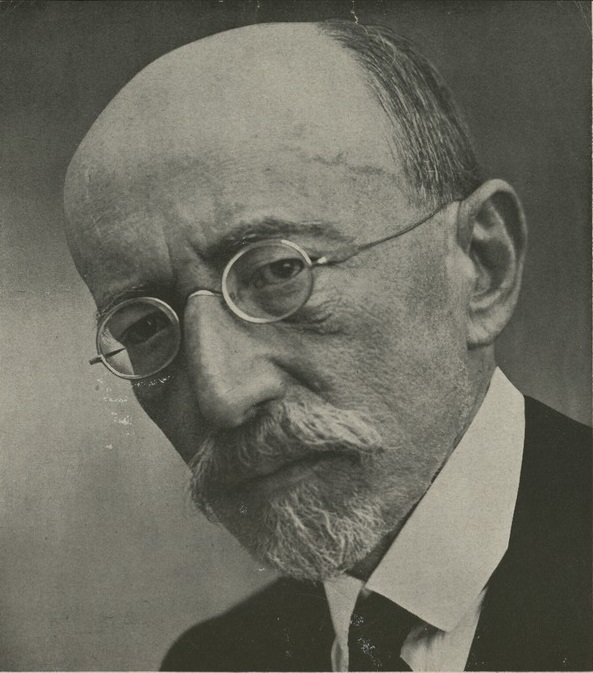
Achad Ha'am (1856–1927)

- Achadow, Waleri Bakijewitsch (* 1945), tadschikisch-russischer Regisseur
- Achahbar, Anass (* 1994), niederländischer Fußballspieler
- Achahbar, Nora (* 1982), niederländische Juristin, Richterin und Politikerin
- Achahildis, Heilige und Kirchenstifterin
- Achaicus, Heiliger, Bischof und Märtyrer
- Achaimenes, Ahnherr der Achämeniden
- Achaimenes († 463 v. Chr.), Satrap von Ägypten
- Achaimowa, Lilija Igorewna (* 1997), russische Kunstturnerin
- Achaios aus Eretria, griechischer Tragiker
- Achaios der Ältere, griechischer Adliger im Seleukidenreich
- Achaios der Jüngere, General des griechischen Seleukidenreiches und Usurpator in Kleinasien (220 v. Chr.–213/14 v. Chr.)
- Achaius, König von Schottland
- Achalinotopoulos, Manos (* 1968), griechischer Klarinettist, Komponist und Musikpädagoge
- Achalkazi, Nodar (1938–1998), georgisch-sowjetischer Fußballspieler, -trainer und -funktionär
- Acham, Evelyn, ugandische Klimaschützerin
- Acham, Karl (* 1939), österreichischer Soziologe und Historiker
- Achamer, Johann (1650–1712), österreichischer Metall- und Glockengießer
- Achamer, Sebastian (1623–1694), österreichischer Orgelbauer
- Achamer-Pifrader, Humbert (1900–1945), österreichischer Jurist, SS-Oberführer
- Achammer, Christoph M. (* 1957), österreichischer Architekt und Hochschullehrer
- Achammer, Josef (1762–1810), Freiheitskämpfer und Schützenhauptmann von Sillian
- Achammer, Philipp (* 1985), italienischer Politiker (SVP) (Südtirol)Philipp Achammer (* 1985)

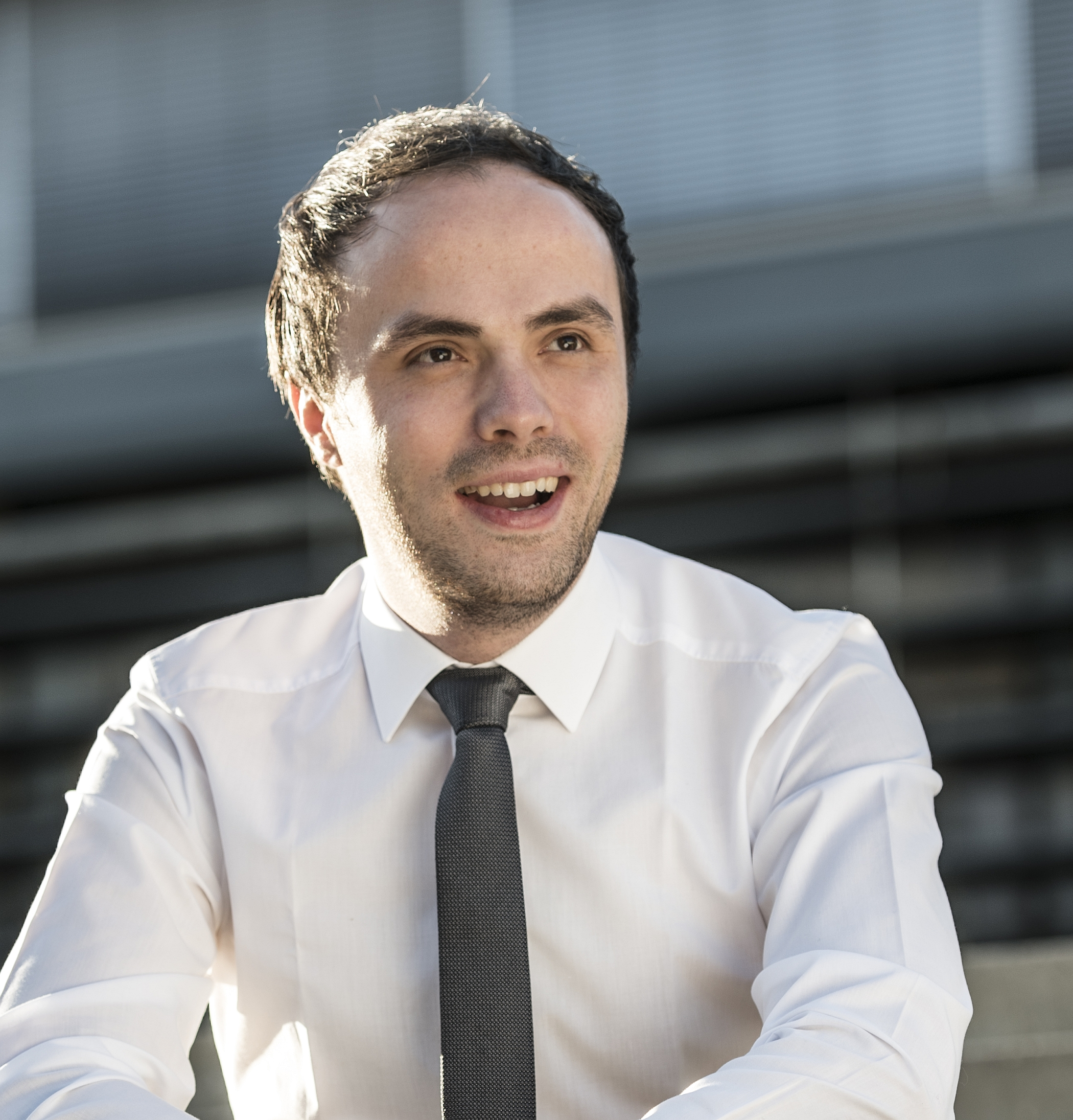
Philipp Achammer (* 1985)

- Achamo, Netsanet (* 1987), äthiopische Langstrecken- und Hindernisläuferin
- Achamonrau, ägyptischer Beamter während der 25. Dynastie
- Achampong, Kenny (* 1966), englisch-ghanaischer Fußballspieler
- Achan, biblische Person
- Achane, De’Von (* 2001), US-amerikanischer American-Football-Spieler
- Achara, Kieron (* 1983), britischer Basketballspieler
- Achard von Clairvaux, Baumeister der Zisterzienser
- Achard, Amédée (1814–1875), französischer Schriftsteller
- Achard, Audrey (* 1982), französische Snowboarderin
- Achard, Charles (1860–1944), französischer Arzt
- Achard, Claude-François (1751–1809), französischer Bibliothekar und Provenzalist
- Achard, Franz Carl (1753–1821), deutscher Naturwissenschaftler
- Achard, Laurent (1964–2024), französischer Regisseur und Drehbuchautor
- Achard, Marcel (1899–1974), französischer Dramatiker und Schriftsteller
- Achard, Marguerite (1874–1963), französische Harfenistin, Musikpädagogin und Komponistin
- Achard, Martin (* 1971), kanadischer Philosophiehistoriker
- Acharia, Amrita (* 1990), nepalesisch-ukrainische SchauspielerinAmrita Acharia (* 1990)
- Achariten, nubischer König

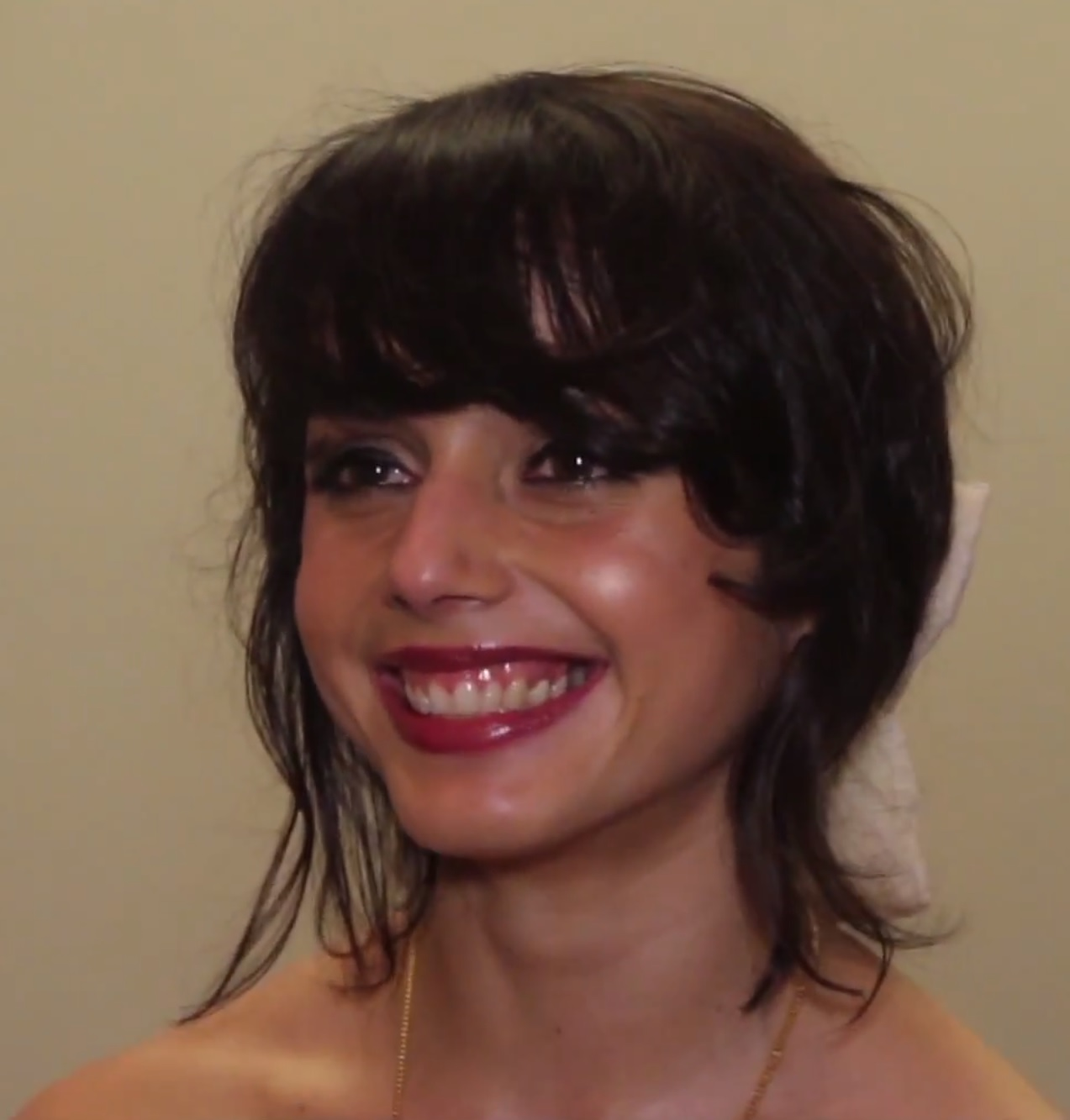
Amrita Acharia (* 1990)

- Acharius, Erik (1757–1819), schwedischer Botaniker und Arzt
- Acharki, Aziz (* 1972), deutscher Taekwondoin
- Acharuparambil, Daniel (1939–2009), indischer Geistlicher und Erzbischof von Verapoly
- Acharya, Amitav (* 1962), indischer Politikwissenschaftler und Hochschullehrer
- Acharya, Francis (1912–2002), belgisch-indischer Trappist, Abt und Klostergründer
- Acharya, N. R. (1909–1993), indischer Filmregisseur und -produzent
- Acharya, Sid, australischer Komponist und Pianist
- Acharya, Sri Ananda (1881–1945), indischer Philosophieprofessor, Yogi, Guru und Poet
- Achates, Leonardus, Schweizer Buchdrucker
- Achatius Klimax, Heiliger und Eremit
- Achatius von Armenien, römischer Offizier und christlicher Märtyrer
- Achatius von Byzanz, Soldat und MärtyrerAchatius von Byzanz

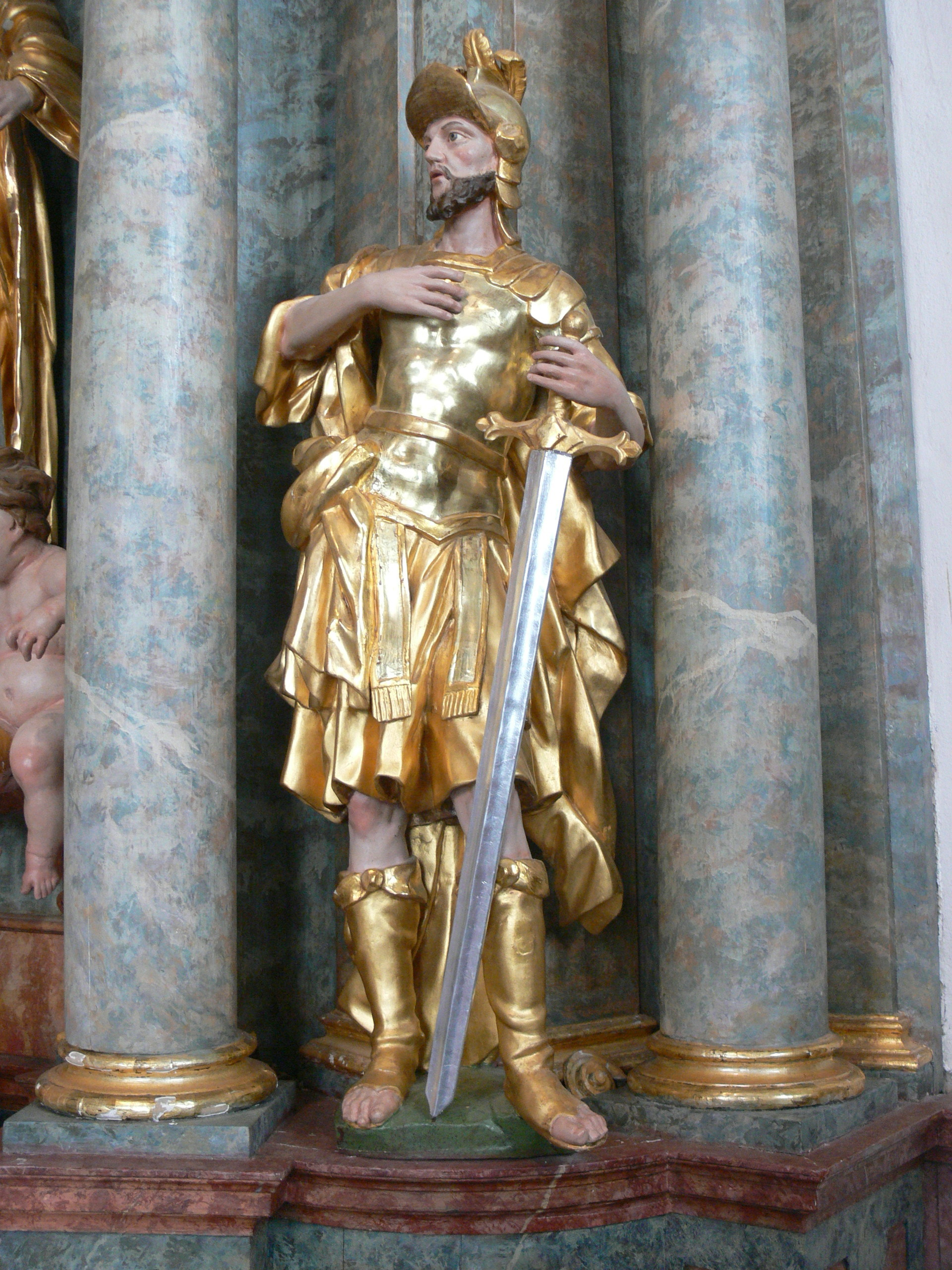
Achatius von Byzanz

- Achatius, Israel († 1581), Theologe, Pfarrer und Reformator
- Achatow, Danil Ilgisowitsch (* 2003), russischer Fußballspieler
- Achatow, Gabdulchaj (1927–1986), russischer Wissenschaftler, Linguist und Turkologist
- Achatowa, Albina Chamitowna (* 1976), russische Biathletin
- Achatowa, Iraida Abubakirowna (* 1946), sowjetische bzw. russische Agraringenieurin, Pferdezüchterin und Hochschullehrerin
- Achatowa, Ljudmila (* 1997), kasachische Biathletin
- Achatz, Alois (* 1964), deutscher Bildhauer, Grafiker und Objektkünstler
- Achatz, Anna Elisabeth (* 1950), österreichische Politikerin (FPÖ), Abgeordnete zum Nationalrat
- Achatz, Carl (1901–1974), schwedischer Flötist und Dirigent österreichischer Herkunft
- Achatz, Grant (* 1974), US-amerikanischer ChefkochGrant Achatz (* 1974)

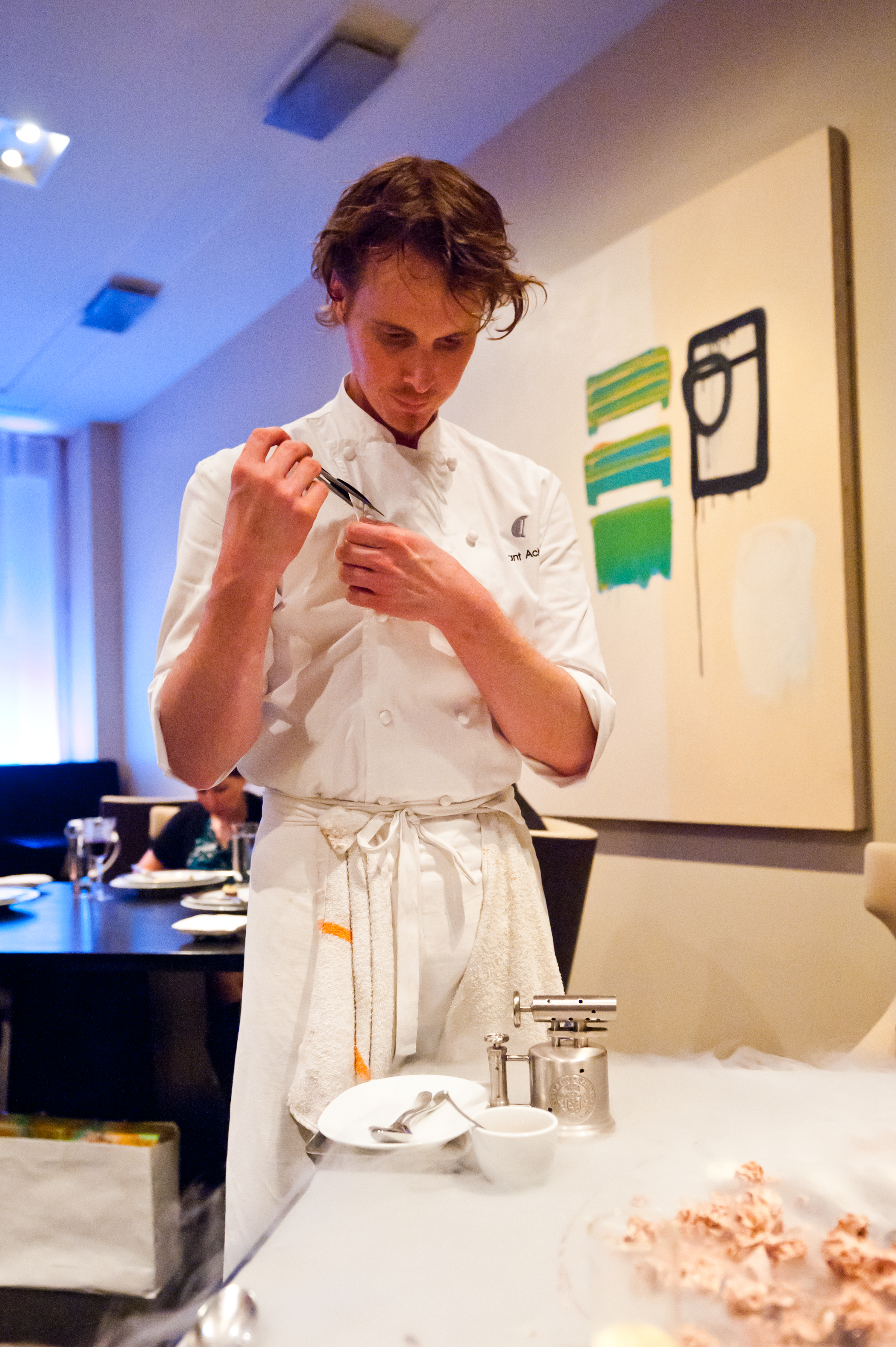
Grant Achatz (* 1974)

- Achatz, Hans (1943–2017), österreichischer Jurist und Politiker (FPÖ), Landtagsabgeordneter
- Achatz, Helmut (* 1948), deutscher Fußballspieler
- Achatz, Johann Michael (1778–1867), österreichischer Domdechant und Politiker, Landtagsabgeordneter
- Achatz, Karin (* 1944), österreichische Politikerin (SPÖ), Mitglied des Bundesrates
- Achatz, Markus (* 1960), österreichischer Verwaltungs- und Finanzwissenschaftler
- Achatz, Mathias (* 1981), deutscher Trompeter
- Achatz, Mathias (* 1987), deutscher Koch
- Achatz, Romina, österreichische Regisseurin, Hörfunkproduzentin, Performerin und Schriftstellerin
- Achatz, Sepp (1931–2020), deutscher Skilangläufer
- Achatz, Walter (* 1960), deutscher Architekt
- Achawan Sales, Mehdi (1929–1990), persischer Lyriker

#### Achb
- Achba, Igor (* 1949), abchasischer Politiker und Diplomat
- Achbauer, Johann Georg der Jüngere (1680–1737), böhmischer Baumeister
- Achbauer, Johann Georg, der Ältere († 1683), österreichischer Baumeister, der in Böhmen wirkte
- Achberger, Leopold (1903–1994), österreichischer evangelisch-lutherischer Superintendent der Steiermark
- Achberger, Linda (* 1992), österreichische Autorin

#### Achc
- Achcar, Gilbert (* 1951), libanesischer Hochschullehrer
- Achcińska, Adriana (* 2002), polnische Fußballspielerin

#### Achd
- Achdé (* 1961), französischer Comic-Zeichner und Nachfolger von Morris

#### Ache
- Aché, Anne Antoine d’ (1701–1780), französischer Adliger und Marineoffizier
- Ache, Caran d’ († 1909), russisch-französischer Karikaturist und humoristischer Zeichner
- Ache, Ragnar (* 1998), deutscher FußballspielerRagnar Ache (* 1998)

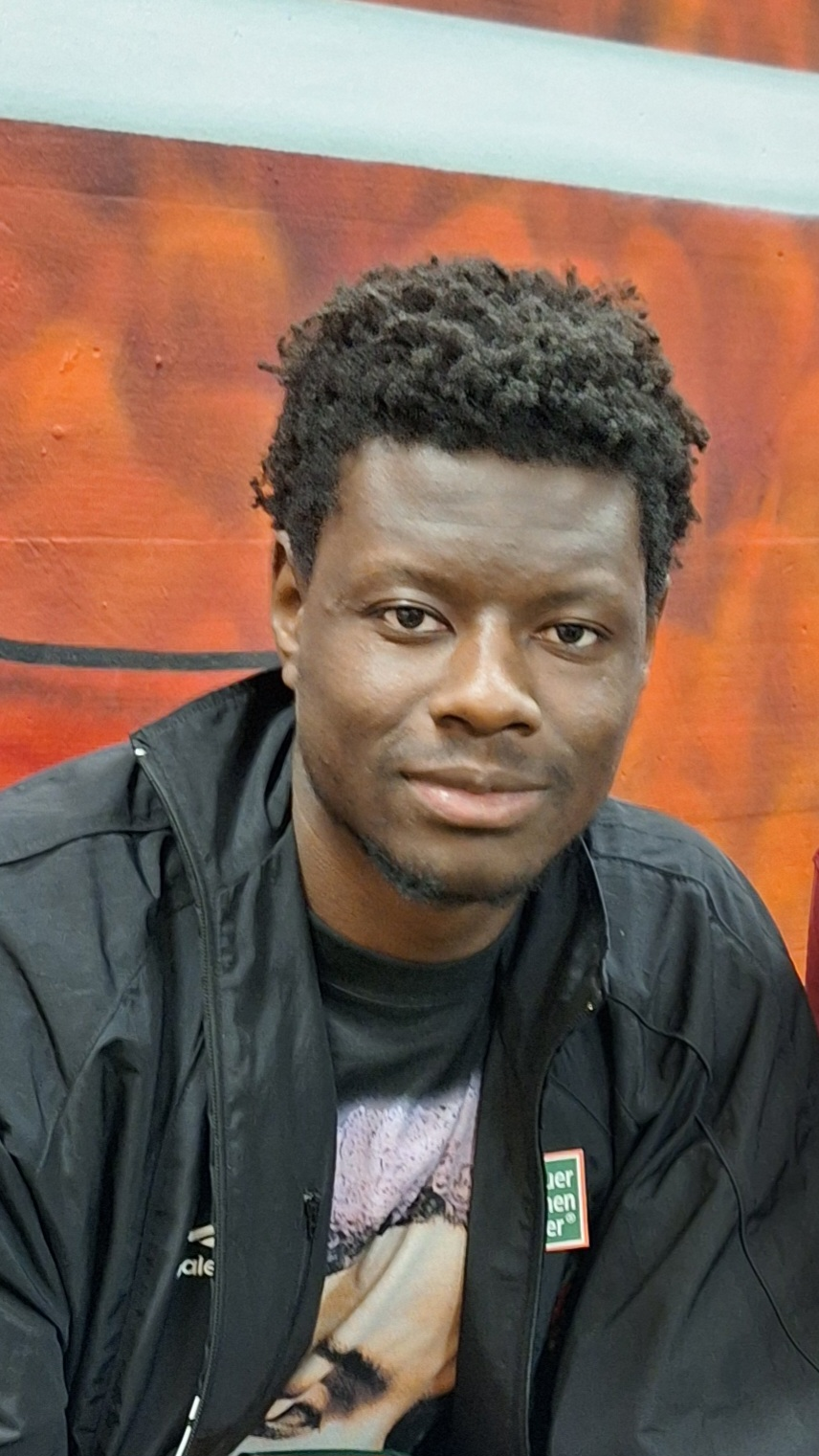
Ragnar Ache (* 1998)

- Acheampong, Deborah (* 2002), ghanaische Sprinterin
- Acheampong, Emmanuel (* 2002), österreichischer Fußballspieler
- Acheampong, Frank (* 1993), ghanaischer Fußballspieler
- Acheampong, Gemma (* 1993), ghanaische Sprinterin
- Acheampong, Ignatius Kutu (1931–1979), ghanaischer Politiker, Staatschef von Ghana
- Acheampong, Josh (* 2006), englischer Fußballspieler
- Acheampong, Lane (* 1994), deutscher American-Football-Spieler
- Acheampong, Vivienne (* 1984), britische Schauspielerin
- Achebe, Chinua (1930–2013), nigerianischer SchriftstellerChinua Achebe (1930–2013)

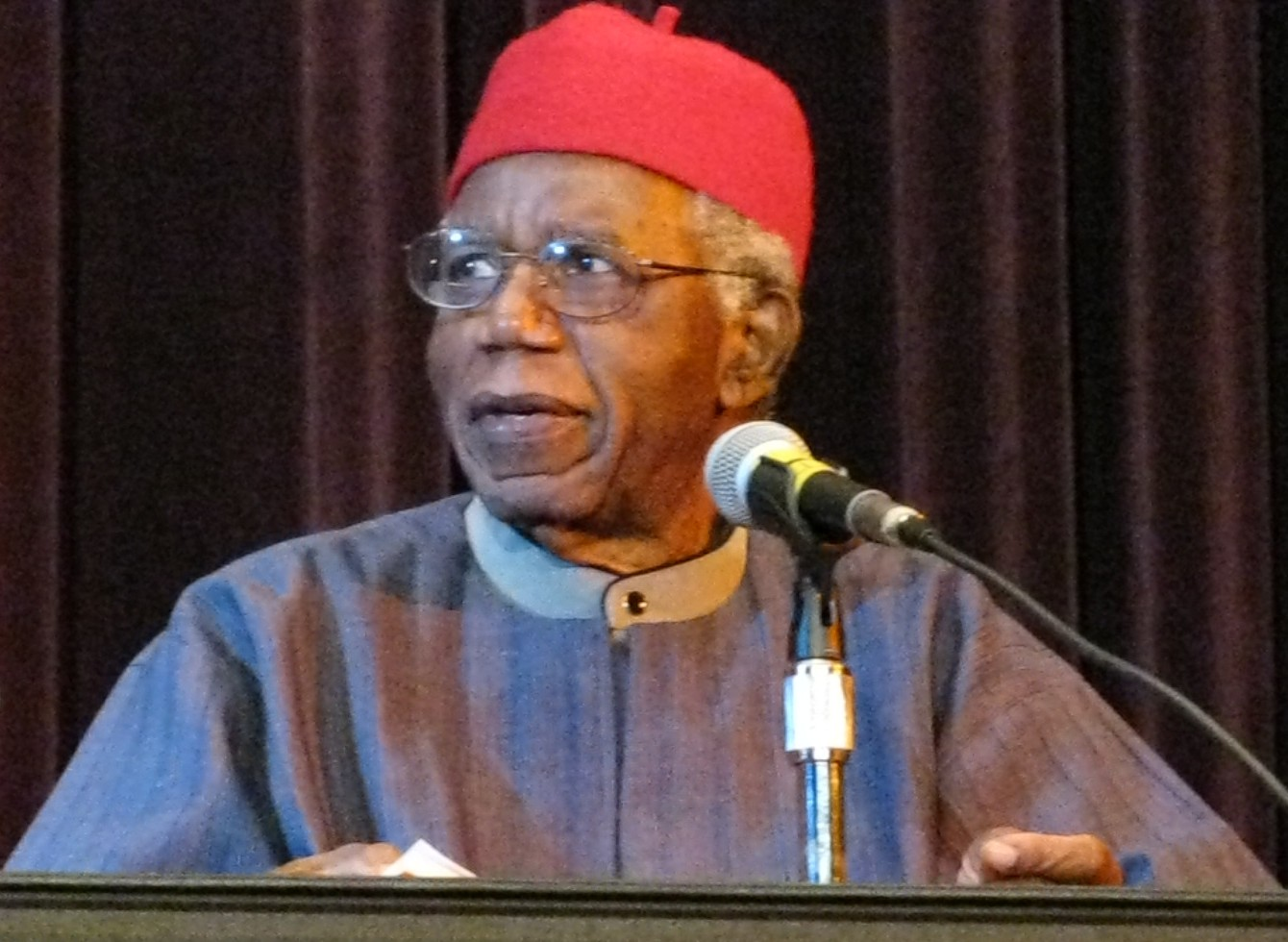
Chinua Achebe (1930–2013)

- Achelen, Igram van († 1604), friesischer Politiker
- Achelis, Eduard (1864–1939), deutscher Großkaufmann
- Achelis, Ernst Christian (1838–1912), evangelischer Theologe
- Achelis, Friedrich (1840–1917), deutscher Kaufmann und Politiker, MdBB
- Achelis, Hans (1865–1937), deutscher Kirchenhistoriker
- Achelis, Johann Daniel (1898–1963), deutscher Physiologe und Medizinhistoriker
- Achelis, Johannes C. (1836–1913), deutscher Kaufmann und Politiker, MdBB
- Achelis, Thomas (1850–1909), deutscher Gymnasiallehrer, Ethnologe und Religionswissenschaftler
- Achelis, Thomas Otto (1887–1967), deutscher Gymnasiallehrer und Landeshistoriker
- Achelis, Werner (1897–1982), deutscher Schriftsteller und Psychotherapeut
- Achelius, Johann Jacob (1794–1870), deutscher Glasermeister
- Acheloos-Maler, griechischer Vasenmaler des schwarzfigurigen Stils
- Achelwilm, Doris (* 1976), deutsche Politikerin (Die Linke), MdB
- Achen, Christopher (* 1946), US-amerikanischer Politikwissenschaftler
- Achenbach, Adolf (1825–1903), deutscher Beamter und Berghauptmann
- Achenbach, Adolf von (1866–1951), preußischer Landrat und Politiker
- Achenbach, Andreas (1815–1910), deutscher Landschaftsmaler der RomantikAndreas Achenbach (1815–1910)

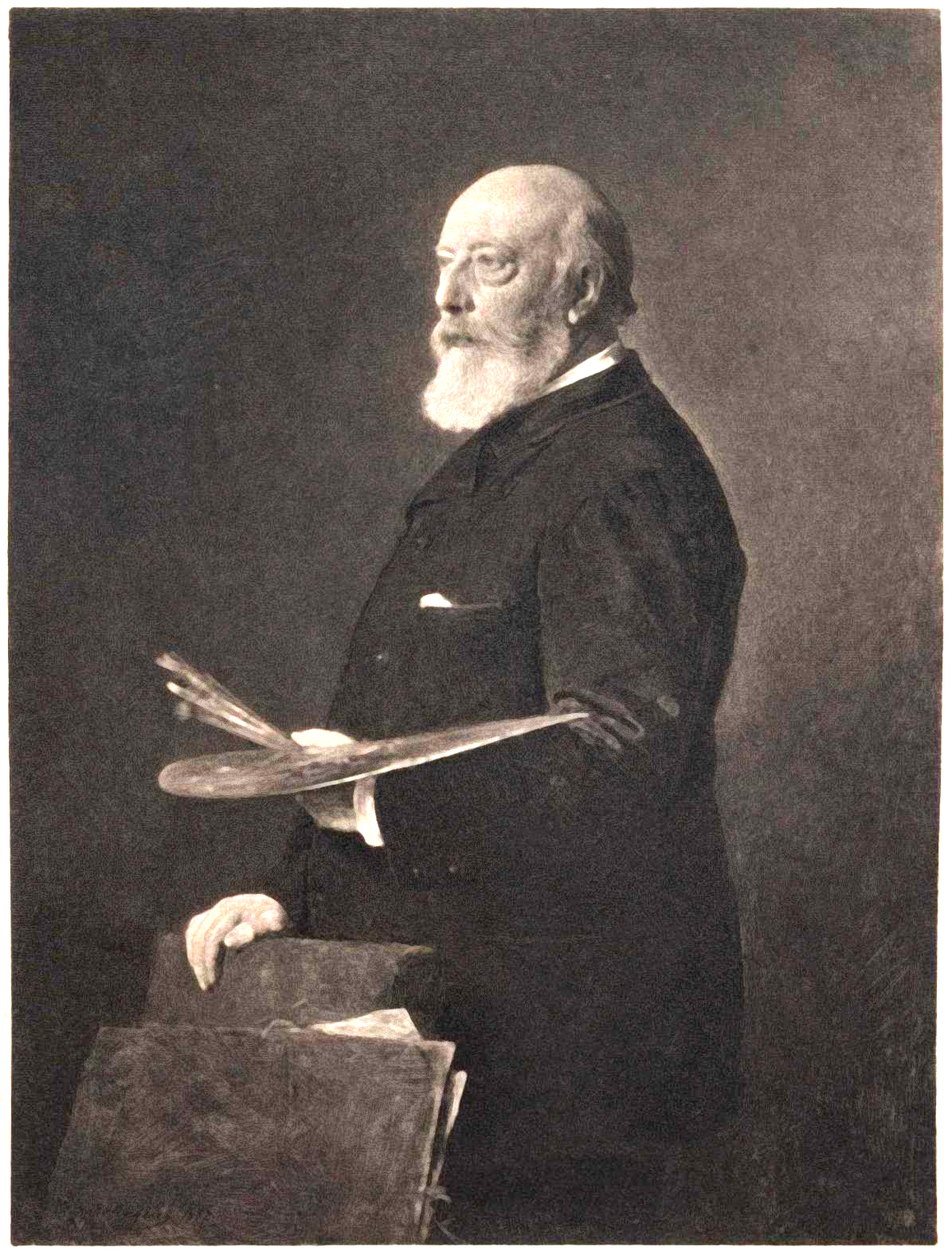
Andreas Achenbach (1815–1910)

- Achenbach, Benno von (1861–1936), Begründer der deutschen Kutschfahrkunst
- Achenbach, Carl (1881–1961), deutscher Maler und Fotograf
- Achenbach, Christian (* 1978), deutscher Künstler
- Achenbach, Christian Heinrich Julius (1835–1907), deutscher Großkaufmann, Amateurmusiker, Dichter und Komponist
- Achenbach, Christina Petronella (1816–1907), niederländische Konzertsängerin
- Achenbach, Christoph (* 1958), deutscher Manager
- Achenbach, Cornelia (* 1982), deutsche Schriftstellerin und Journalistin
- Achenbach, Ernst (1909–1991), deutscher Politiker (FDP), MdL, MdB, MdEPErnst Achenbach (1909–1991)

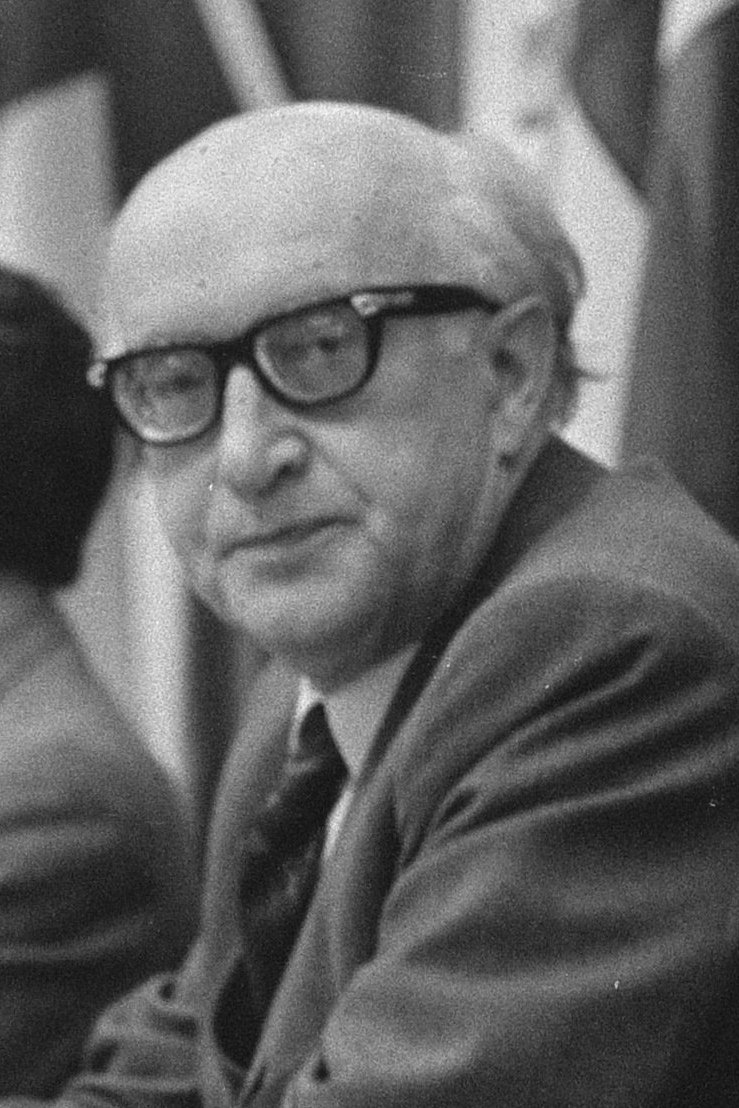
Ernst Achenbach (1909–1991)

- Achenbach, Friedrich (1878–1965), deutscher Schiffbauingenieur
- Achenbach, Gerd (* 1941), deutscher Politiker (SPD), Landrat des Kreises Unna
- Achenbach, Gerd B. (* 1947), deutscher Philosoph und Gründer der ersten Philosophischen Praxis
- Achenbach, Gustav Wilhelm (1847–1911), deutscher evangelischer Pfarrer und Superintendent
- Achenbach, Hanna (1892–1982), deutsche Malerin
- Achenbach, Hans (1891–1972), deutscher Maler, Grafiker, Zeichner, Holzschneider und Illustrator
- Achenbach, Hans (* 1941), deutscher Strafrechtslehrer
- Achenbach, Heinrich (1881–1966), deutscher Politiker (CDU), MdL
- Achenbach, Heinrich Jacob (1801–1882), Bürgermeister der Stadt Siegen
- Achenbach, Heinrich von (1829–1899), deutscher Bergrechtler und preußischer Politiker
- Achenbach, Heinrich von (1863–1933), preußischer Beamter und Landrat des Landkreises Höchst
- Achenbach, Helge (* 1952), deutscher Art Consultant
- Achenbach, Hermann (1793–1849), deutscher Kaufmann und Schriftsteller
- Achenbach, Hermann (1899–1982), deutscher Chorleiter, Gesangspädagoge und Lehrbeauftragter
- Achenbach, Hermann (* 1937), deutscher Geograph und Hochschullehrer
- Achenbach, Jan D. (1935–2020), niederländisch-US-amerikanischer Ingenieurwissenschaftler
- Achenbach, Jelena von (* 1982), deutsche Juristin und Hochschullehrerin
- Achenbach, Johann Christian Carl (* 1825), deutscher Pianist und Komponist
- Achenbach, Johann Georg (1706–1776), Bürgermeister von Siegen
- Achenbach, Johannes (1701–1771), deutscher evangelisch-reformierter Geistlicher
- Achenbach, Karl Konrad (1655–1720), deutscher evangelisch-reformierter Geistlicher, Theologe und Hochschullehrer
- Achenbach, Klaus (* 1941), deutscher Verwaltungsjurist
- Achenbach, Klaus (* 1945), deutscher Diplomat
- Achenbach, Ludwig (1812–1879), deutscher Jurist und Politiker
- Achenbach, Marc (* 1976), deutscher Kameramann
- Achenbach, Mary (1883–1975), deutsche Malerin und Fotografin
- Achenbach, Oscar (1868–1935), deutscher Porträt- und Landschaftsmaler, Grafiker und Zeichner
- Achenbach, Oswald (1827–1905), deutscher MalerOswald Achenbach (1827–1905)

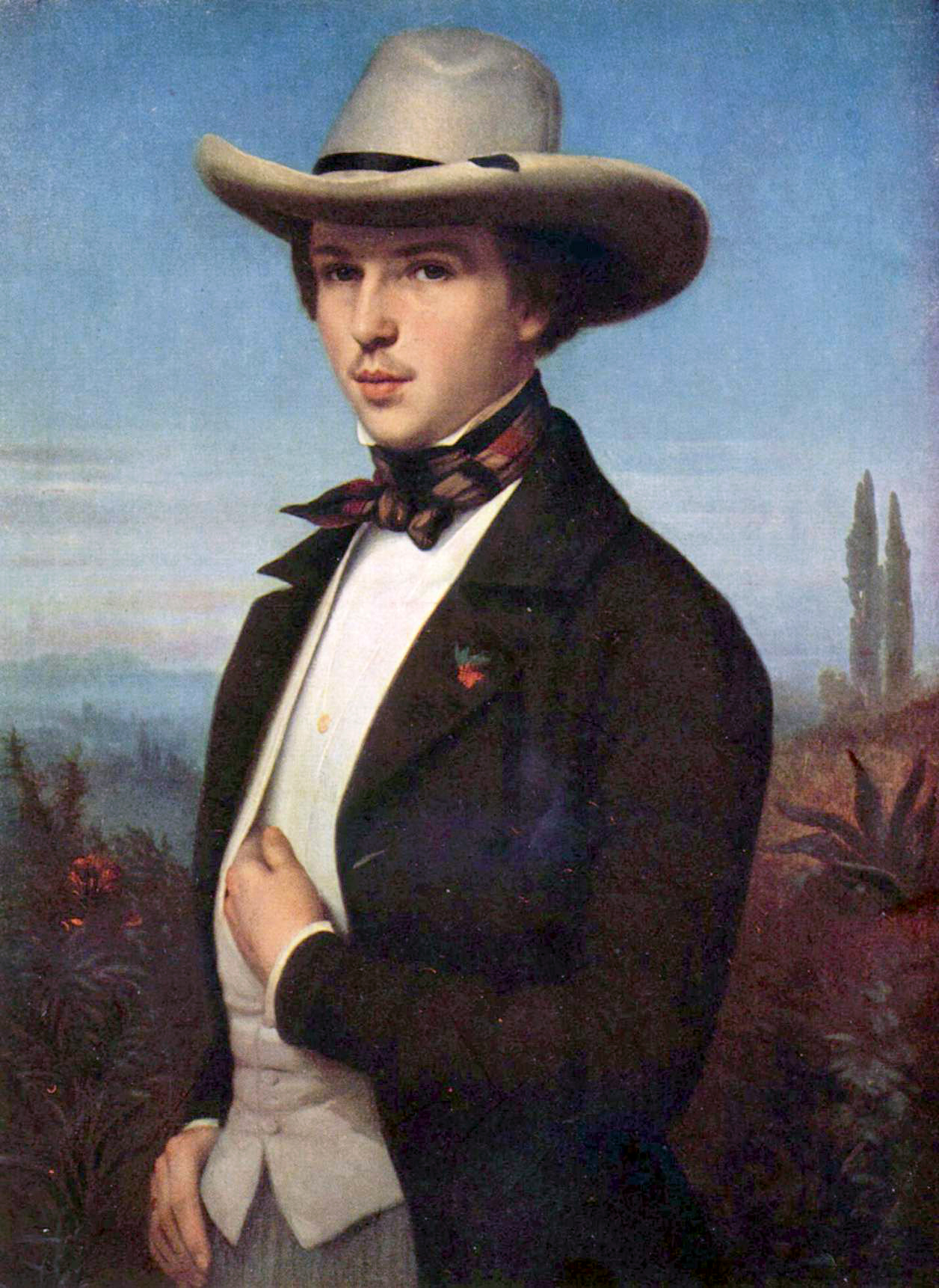
Oswald Achenbach (1827–1905)

- Achenbach, Ralf (1953–2015), deutscher Fußballfunktionär
- Achenbach, Reinhard (* 1957), deutscher evangelischer Theologe
- Achenbach, Reno (1961–2010), deutscher Fußballspieler
- Achenbach, Richard (1916–2003), deutscher Diplomat
- Achenbach, Rosa (* 1815), deutsche Landschafts- und Bildnismalerin
- Achenbach, Rudolf (1928–2015), deutscher Unternehmer
- Achenbach, Timo (* 1982), deutscher Fußballspieler
- Achenbach, Walter (1921–2015), deutscher Mediziner
- Achenrainer, Anna Maria (1909–1972), österreichische Schriftstellerin
- Achenwall, Gottfried (1719–1772), deutscher Historiker und Jurist
- Acher, Markus (* 1967), deutscher Sänger, Gitarrist und KomponistMarkus Acher (* 1967)

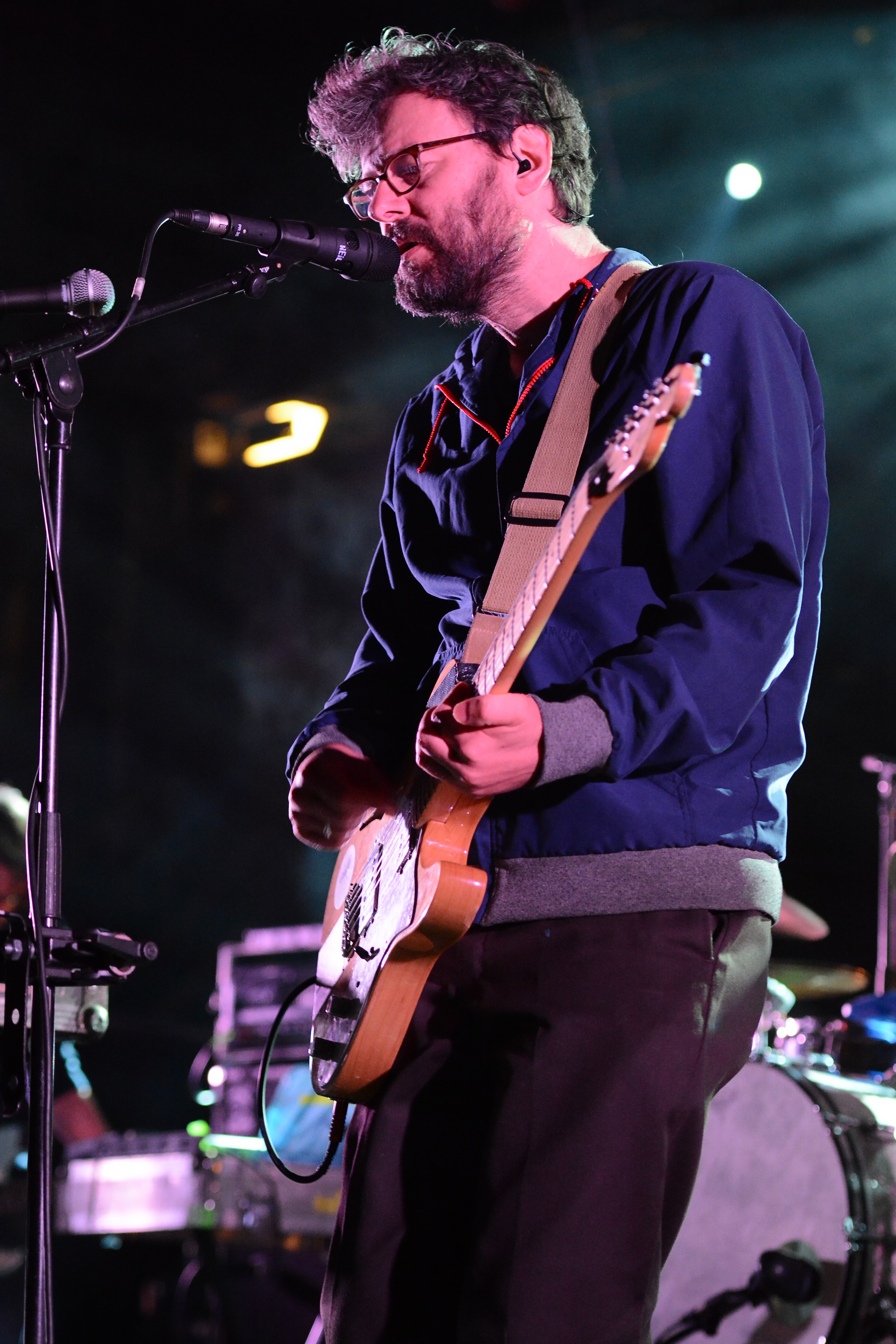
Markus Acher (* 1967)

- Acher, Micha (* 1971), deutscher Musiker
- Acherer, Josef, Zitherspieler und Komponist
- Achergui, Mohamed (* 1949), marokkanischer Jurist, Präsident des Verfassungsgerichtshofes
- Acherif, Bilal Ag (* 1977), Generalsekretär der Nationalen Bewegung für die Befreiung des Azawad
- Achermann, Alfred (* 1959), Schweizer Radrennfahrer
- Achermann, Barbara (* 1979), Schweizer Journalistin und Autorin
- Achermann, Eduard (1928–2004), Schweizer römisch-katholischer Missionspriester
- Achermann, Eric (* 1962), Schweizer Germanist
- Achermann, Ernst (1890–1972), Schweizer Politiker
- Achermann, Franz (1820–1885), Schweizer Politiker
- Achermann, Franz Heinrich (1881–1946), Schweizer Katholischer Geistlicher, Jugendbuchautor
- Achermann, Jo (* 1954), Schweizer Künstler
- Achermann, Johann Joseph († 1834), Schweizer Politiker
- Achermann, Josef Maria (1856–1926), Schweizer Politiker
- Achermann, Sophie (* 1993), Schweizer Aktivistin
- Achermann, Stanislaus (1780–1858), Schweizer Politiker
- Acheson, Archibald, 2. Earl of Gosford (1776–1849), britischer Politiker und Kolonialgouverneur
- Acheson, Carrie (1934–2023), irische Politikerin
- Acheson, David (1830–1896), US-amerikanischer Musiker
- Acheson, Dean (1893–1971), US-amerikanischer PolitikerDean Acheson (1893–1971)

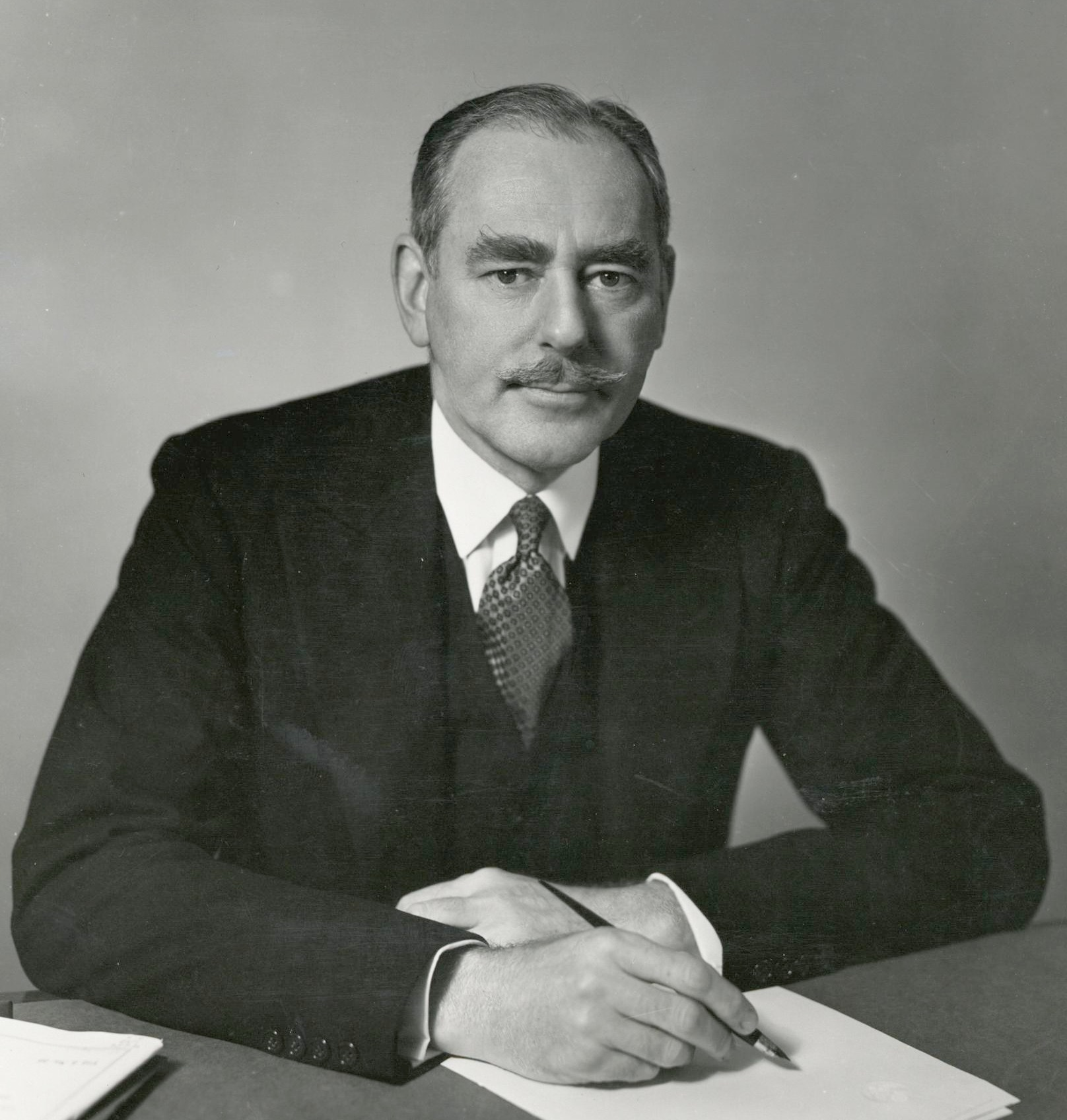
Dean Acheson (1893–1971)

- Acheson, Edward Goodrich (1856–1931), US-amerikanischer Chemiker und Techniker
- Acheson, Ernest F. (1855–1917), US-amerikanischer Politiker
- Acheson, George (1904–1989), US-amerikanischer Offizier der US Army und der US Air Force
- Acheson, James (* 1946), britischer Kostümbildner
- Acheson, Kenny (* 1957), britischer Rennfahrer
- Acheson, Marcus Wilson (1828–1906), US-amerikanischer Jurist
- Acheson, Roy Malcolm (1921–2003), irisch-amerikanischer Epidemiologe
- Achethotep, Schreiber des Schatzhauses

#### Achg
- Achgelis, Gerd (1908–1991), deutscher KunstfliegerGerd Achgelis (1908–1991)

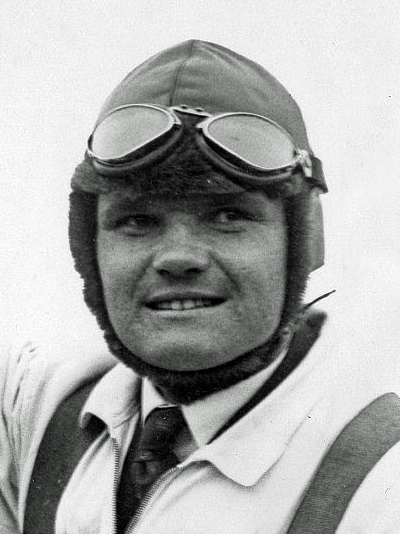
Gerd Achgelis (1908–1991)

- Achgelis, Heinrich (1845–1913), deutscher Ingenieur und Fabrikant

#### Achh
- Achhammer, Alfred (* 1928), deutscher Fußballspieler
- Achhorner, Evelyn (* 1965), österreichische Politikerin (FPÖ), Landtagsabgeordnete in Tirol

#### Achi
- Achi, altägyptischer Bauleiter
- Achi no Omi, koreanischer Prinz
- Achi, Mohamed (* 2002), französisch-marokkanischer Fußballspieler
- Achi, Patrick (* 1955), ivorischer Politiker
- Achiam (1916–2005), israelisch-französischer Bildhauer
- Achiary, Beñat (* 1947), französischer Sänger, Textdichter und Improvisationsmusiker
- Achiban, Mouha Oulhoussein (1916–2016), marokkanischer Amazigh-Sänger und Tänzer
- Achieng, Anisia, südsudanesische Politikerin
- Achijeser, Alexander Iljitsch (1911–2000), sowjetisch-ukrainischer theoretischer Physiker
- Achijeser, Naum Iljitsch (1901–1980), sowjetischer Mathematiker
- Achik, Abdelhak (* 1959), marokkanischer Boxer
- Achik, Mohamed (* 1965), marokkanischer Boxer
- Achik, Redouane (* 1972), marokkanischer Fußballschiedsrichterassistent
- Achike, Onochie (* 1975), britischer Dreispringer
- Achildiev, Olimbek (* 1986), usbekischer Gewichtheber
- Achilier, Gabriel (* 1985), ecuadorianischer Fußballspieler
- Achill von Stierling, Hans Albrecht (1625–1663), kursächsischer Obersteuereinnehmer
- Achillas († 48 v. Chr.), Feldherr des ägyptischen Königs Ptolemaios XIII.
- Achillas von Alexandria, christlicher Bischof von Alexandria
- Achille-Fould, Georges (1868–1951), französische Malerin
- Achilleos, Chris (1947–2021), zypriotisch-britischer Maler und Illustrator
- Achilles, Albrecht (1914–1943), deutscher Marineoffizier, Kommandant von U 161 in der deutschen Kriegsmarine, Ritterkreuzträger
- Achilles, Alexander (1833–1900), deutscher Jurist
- Achilles, August (1798–1861), deutscher Zeichner und Lithograf
- Achilles, Daniel (* 1976), deutscher Koch
- Achilles, Ernst (1929–1999), deutscher Feuerwehrbeamter, Direktor der Branddirektion der Stadt Frankfurt am Main
- Achilles, Gerd (* 1976), deutscher Schauspieler, Sänger und Musicaldarsteller
- Achilles, Horst (1898–1987), deutscher Landwirt und Politiker (NSDAP), MdPl
- Achilles, Jakob (* 2006), österreichischer Handballspieler
- Achilles, Jochen (* 1948), deutscher Anglist, Amerikanist und Hochschullehrer
- Achilles, Kai (* 1975), deutscher Fußballspieler
- Achilles, Sebastian (* 1980), deutscher SchauspielerSebastian Achilles (* 1980)

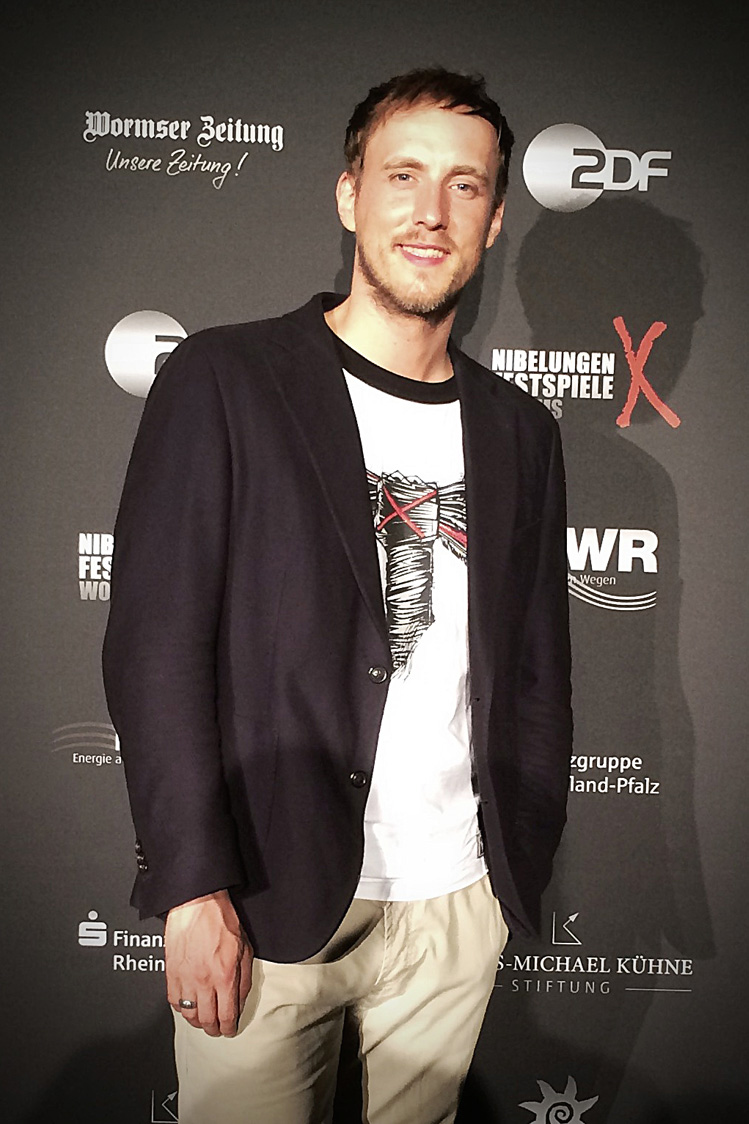
Sebastian Achilles (* 1980)

- Achilles, Walter (1927–2002), deutscher Historiker
- Achilles, Wilhelm (* 1862), deutscher Schriftsteller
- Achilles, Wilhelm-Albrecht (* 1952), deutscher Jurist, Richter am Bundesgerichtshof
- Achilleus, christlicher Märtyrer und Heiliger
- Achilleus Tatios, griechischer Astronom
- Achilleus Tatios, griechischer Schriftsteller
- Achilleus von Spoleto, Bischof von Spoleto
- Achilleus, Aurelius († 298), römischer Gegenkaiser
- Achilleus-Maler, griechischer Vasenmaler
- Achillini, Alessandro (1463–1512), italienischer Philosoph und Arzt
- Achillini, Claudio (1574–1640), italienischer Philosoph, Theologe, Mathematiker, Poet, und Jurist
- Achillini, Giovanni Filoteo (1466–1538), italienischer Dichter
- Achilov, Adhamjon (* 1976), usbekischer Ringer
- Áchim, András L. (1871–1911), ungarischer Politiker
- Achim, Sebastian (* 1986), rumänischer Fußballspieler
- Achim, Vlad (* 1989), rumänischer Fußballspieler
- Achimaats ben Paltiel (1017–1060), jüdischer Dichter und Chronist
- Achinger, Hans (1899–1981), deutscher Nationalökonom und Sozialwissenschaftler
- Achinger, Karl Heinz (1942–2020), deutscher Industriemanager
- Achinstein, Peter (* 1935), US-amerikanischer Philosoph
- Achiriloaie, Ioan Valeriu (* 1990), rumänischer Skirennläufer
- Achiro Fortelo, Josephine, südsudanesische Journalistin
- Achisch, König von Gat
- Achitz, Bernhard (* 1965), österreichischer Gewerkschafter
- Achiuwa, Precious (* 1999), nigerianischer Basketballspieler

#### Achk
- Achkar, Ad (* 1988), libanesischer Fotograf
- Achkar, Paul (1893–1982), syrischer Geistlicher, melkitischer Erzbischof von Latakia
- Achkar, Sonia (* 1984), deutsche Pianistin und Hochschullehrerin für Klavier und Klavierkammermusik
- Achkarian, Vartan (1936–2012), libanesischer Ordensgeistlicher, Weihbischof in Beirut

#### Achl
- Achlama, Ruth (* 1945), deutsch-israelische Übersetzerin
- Achlātī, al- († 1397), husainidischer Scherif
- Achleitner, Ann-Kristin (* 1966), deutsche Wirtschafts- und Rechtswissenschaftlerin
- Achleitner, Arthur (1858–1927), deutscher Schriftsteller
- Achleitner, Carl (* 1963), österreichischer Film- und Theaterschauspieler
- Achleitner, Elke (* 1964), österreichische Geodätin und Politikerin (BZÖ), Abgeordnete zum Nationalrat
- Achleitner, Friedrich (1930–2019), österreichischer Schriftsteller und Architekt
- Achleitner, Georg (1806–1883), österreichischer Jurist und Politiker
- Achleitner, Heidi (* 1972), österreichische Skibobfahrerin
- Achleitner, Innocentius (1832–1880), Sänger der Stimmlage Bass, Geiger, Bratschist und Chorleiter.
- Achleitner, Joseph Christoph (1823–1891), deutscher Zitherspieler, Komponist, Musikpädagoge und Dirigent
- Achleitner, Joseph Johann (1791–1828), österreichischer Komponist und Organist
- Achleitner, Ludwig (1799–1873), Komponist, Organist und Musikpädagoge
- Achleitner, Markus (* 1969), oberösterreichischer Manager und Politiker (ÖVP), Landesrat
- Achleitner, Martin (1823–1882), Wasserbaumeister
- Achleitner, Matthias (* 2002), österreichischer Musiker, Dirigent und Komponist
- Achleitner, Paul (* 1956), österreichischer WirtschaftsmanagerPaul Achleitner (* 1956)

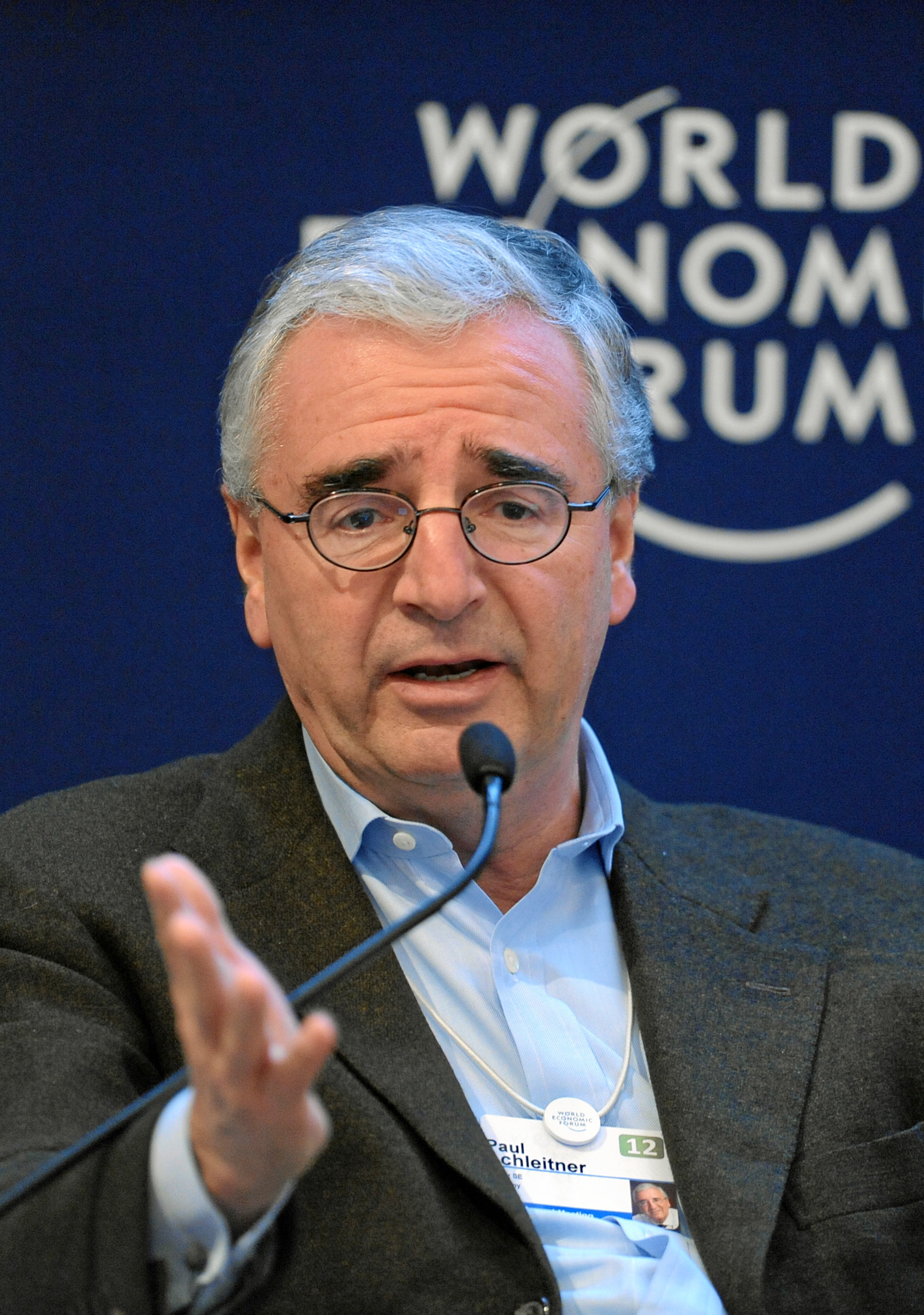
Paul Achleitner (* 1956)

- Achleitner, Rudolf (1864–1909), österreichischer Kapellmeister und Komponist
- Achleitner, Simon († 1488), österreichischer Architekt und Steinmetz
- Achleitner, Walter (1925–1947), österreichischer Violinist und Komponist
- Achler, Elisabeth (1386–1420), deutsche katholische Ordensschwester
- Achleuthner, Leonard (1826–1905), österreichischer Geistlicher und Politiker, Abt von Kremsmünster

#### Achm
- Achmadijew, Jerdos (* 1985), kasachischer Skilangläufer
- Achmadow, Mochmad Isajewitsch (* 1972), russisch-tschetschenischer Politiker
- Achmadulina, Bella Achatowna (1937–2010), russische Dichterin, Übersetzerin und Essayistin
- Achmajew, Said-Ali Saidowitsch (* 1996), russischer Fußballspieler
- Achmann, Josef (1885–1958), deutscher Maler und Grafiker
- Achmann, Werner (1929–2001), deutscher Szenenbildner und Filmausstatter
- Achmat, Zackie (* 1962), südafrikanischer Anti-Apartheids- und LGBT-Aktivist, Gründer und Vorsitzender der Treatment Action Campaign
- Achmatchusin, Artur Kamilewitsch (* 1988), russischer Florettfechter und Olympiasieger
- Achmatowa, Anna Andrejewna (1889–1966), russische Dichterin und SchriftstellerinAnna Andrejewna Achmatowa (1889–1966)

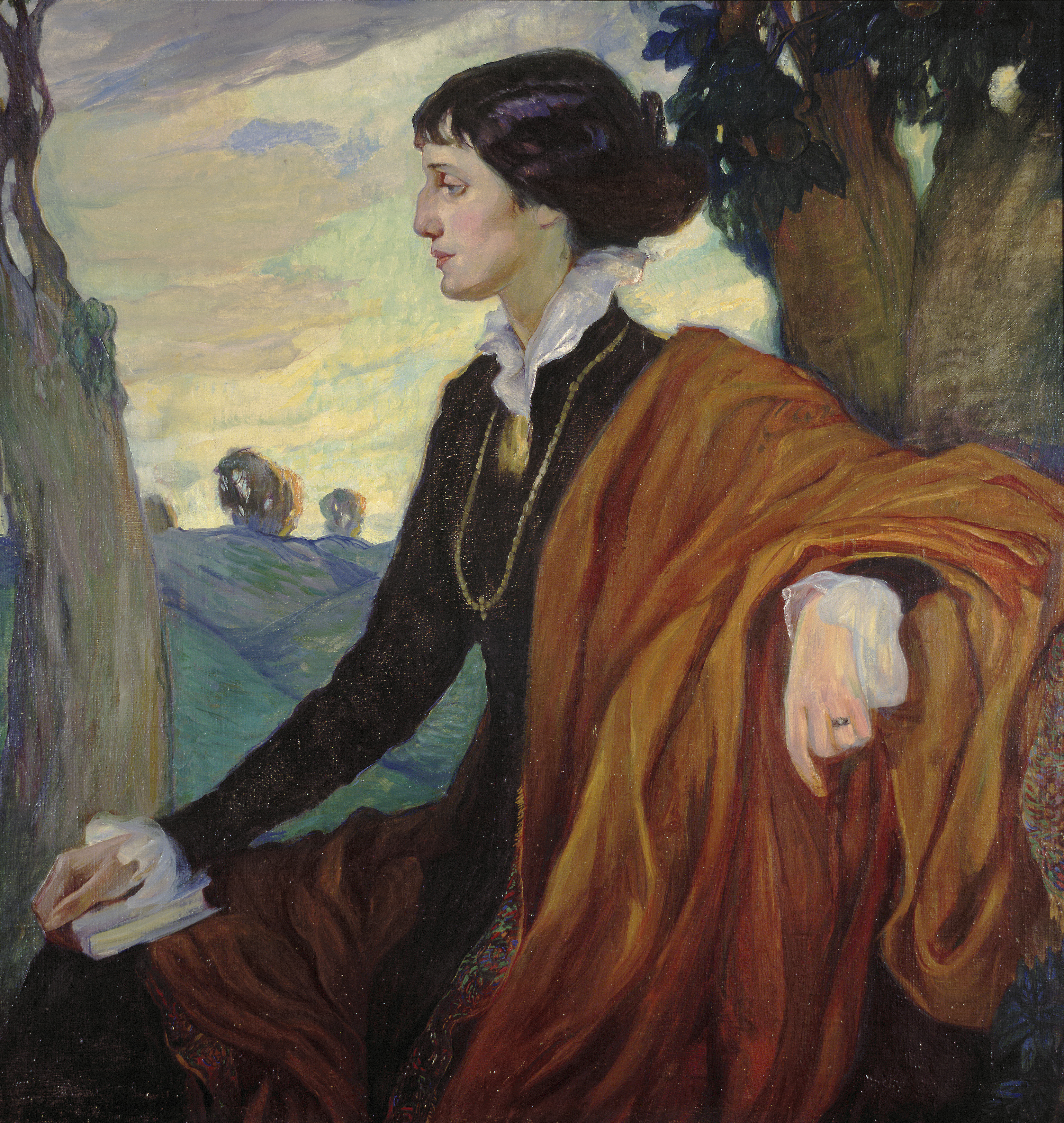
Anna Andrejewna Achmatowa (1889–1966)

- Achmatowa, Raissa Soltamuradowna (1928–1992), sowjetische bzw. russische Dichterin tschetschenischer Herkunft
- Achmatowicz, Mustafa († 1794), tatarischer Leutnant
- Achmatowicz, Mustafa Murza, tatarischer Rittmeister in der litauischen Armee
- Achmatowicz, Osman (1899–1988), polnischer Chemiker
- Achmatowiczowa, Helena (1839–1920), polnische Komponistin
- Achmedilow, Abdulmalik († 2009), russischer Journalist
- Achmednabijew, Achmednabi Omardibirowitsch (1958–2013), russischer Journalist
- Achmedow, Bachtijar Schachabutdinowitsch (* 1987), russischer Ringer
- Achmedow, Ljutwi Dschiber (1930–1997), bulgarischer Ringer
- Achmedowa, Ajssel (* 1980), bulgarische Fußballspielerin
- Achmedowa, Jelena Alexandrowna (* 1951), sowjetische bzw. russische Architektin und Hochschullehrerin
- Achmedowa, Sabina Gjulbalajewna (* 1981), russische Theater- und Filmschauspielerin
- Achmerow, Ildar Ferdinandowitsch (* 1965), russischer Militär, der Kommandeur der Kaspischen Flottille war (2014–2015)
- Achmet von Magate, Soltan-gjin, Reisender
- Achmetbekow, Schambyl (* 1961), kasachischer Politiker
- Achmeteli, Michael (1895–1963), georgischer Gelehrter, Experte für die sowjetische Landwirtschaft
- Achmeteli, Sopiko (* 1981), georgische Skirennläuferin
- Achmetow, Äbutälip (1949–2010), kasachischer Diplomat
- Achmetow, Danial (* 1954), kasachischer Politiker und Premierminister
- Achmetow, Danijar (* 1988), kasachischer Eishockeyspieler
- Achmetow, Ilsat Toglokowitsch (* 1997), russischer Fußballspieler
- Achmetow, Jeldos (* 1990), kasachischer Fußballspieler
- Achmetow, Qairat (* 1965), kasachischer Politiker
- Achmetow, Rafael Midchatowitsch (* 1989), russischer Eishockeyspieler
- Achmetow, Rinat (* 1966), ukrainischer Unternehmer und Politiker tatarischer HerkunftRinat Achmetow (* 1966)

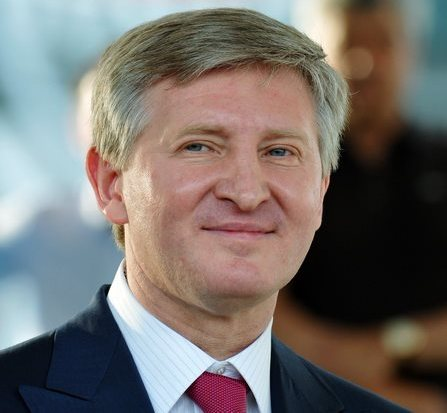
Rinat Achmetow (* 1966)

- Achmetow, Rustam (* 1950), sowjetisch-ukrainischer Hochspringer
- Achmetow, Serik (* 1958), kasachischer Politiker
- Achmetow, Spartak Galejewitsch (* 1949), russischer Politiker
- Achmetschanow, Achmedbek (* 1966), kasachischer Politiker
- Achmetschanow, Marat (* 1964), kasachischer Politiker
- Achmetwalijewa, Dajana (* 1997), kasachische Skispringerin
- Achminow, Herman F. (1921–1985), deutsch-russischer Sowjetologe und Publizist
- Achmüller, Erich (* 1946), italienischer Politiker (Südtirol)
- Achmüller, Hermann (* 1971), italienischer Langstreckenläufer (Südtirol)
- Achmüller, Marco (* 1979), deutscher SchiedsrichterMarco Achmüller (* 1979)

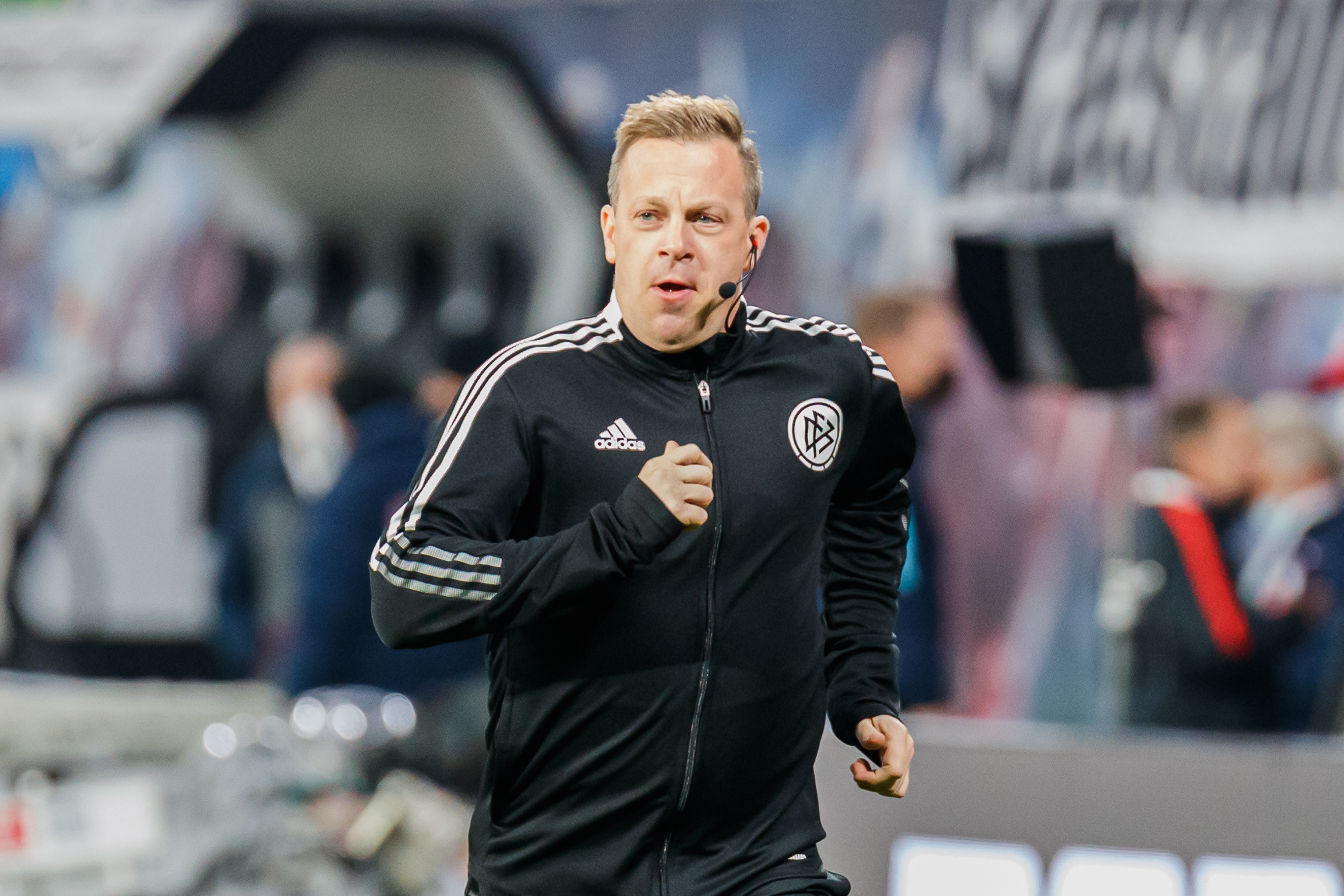
Marco Achmüller (* 1979)

#### Acho
- Acho, Emmanuel (* 1990), US-amerikanischer American-Football-Spieler
- Achola, Janet (* 1988), ugandische Mittelstreckenläuferin
- Acholonu, Catherine (1951–2014), nigerianische Schriftstellerin und Dozentin
- Achong, Bert (1928–1996), trinidadischer Labormediziner
- Achorner, Hans (* 1975), österreichischer Biathlet
- Achour, Ali (* 1949), marokkanischer Diplomat
- Achour, Boris (* 1966), französischer bildender Licht- und Videokünstler
- Achour, Doria (* 1991), französisch-tunesische Filmdirektorin und Schauspielerin
- Achour, Habib (1913–1999), tunesischer Gewerkschafter
- Achour, Mohamed (* 1980), deutscher Schauspieler und Hörspielsprecher
- Achour, Mouloud (1944–2020), algerischer Schriftsteller
- Achour, Sabine (* 1973), deutsche Politikwissenschaftlerin
- Achouri, Elias (* 1999), tunesischer Fußballspieler

#### Achp
- Achpet, altägyptischer Vorzeichner

#### Achr
- Achrainer, Martin (* 1978), österreichischer Opernsänger (Bassbariton)
- Achramenka, Jauheni (* 1995), belarussischer Radrennfahrer
- Achre, Prinz des altägyptischen Alten Reichs
- Achrimenko, Natalja (1955–2025), russische Kugelstoßerin
- Achromejew, Sergei Fjodorowitsch (1923–1991), russischer Militär, Marschall der Sowjetunion und Held der SowjetunionSergei Fjodorowitsch Achromejew (1923–1991)

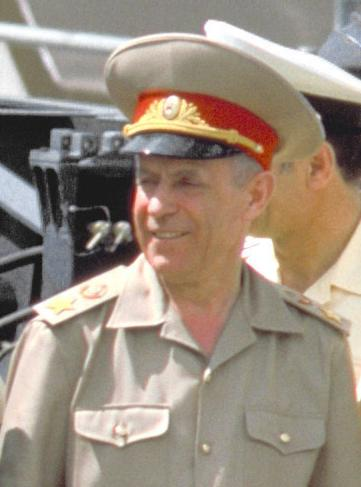
Sergei Fjodorowitsch Achromejew (1923–1991)

- Achron, Isidor (1892–1948), Pianist, Komponist und Musikpädagoge
- Achron, Joseph (1886–1943), litauisch-amerikanischer Komponist und Violinist
- Achruk, Kinga (* 1989), polnische Handballspielerin

#### Achs
- Achs, Matthias (1939–2011), österreichischer Politiker (SPÖ), Abgeordneter zum Nationalrat, Mitglied des Bundesrates
- Achsa, Tochter Kalebs
- Achscharumow, Dmitri Wladimirowitsch (1864–1938), russischer Geiger, Komponist, Musikpädagoge und Dirigent
- Achsel, Wanda (1886–1977), deutsche Opernsängerin (Sopran)
- Achsel, Willy (1884–1955), deutscher Filmregisseur, Drehbuchschreiber, Filmproduzent und Schauspieler

#### Acht
- Acht, Daniel (* 1968), deutscher Filmregisseur, Filmproduzent und Drehbuchautor
- Acht, Jakob (1822–1887), deutscher Maler
- Acht, Peter (1911–2010), deutscher Historiker
- Acht, René (1920–1998), Schweizer Maler
- Acht, Yvonne van (* 1975), deutsche Malerin, Grafikerin und Schriftstellerin
- Acht-Hirsch-Jaguarkralle (1063–1115), Teuctli der Mixteken
- Achtal, al-, arabischer Dichter
- Achté, Emmy (1850–1924), finnische Opernsängerin (Mezzosopran) und Musikpädagogin
- Achté, Kalle (1928–2019), finnischer Psychiater und Psychoanalytiker
- Achté, Lorenz Nikolai (1835–1900), finnischer Dirigent, Komponist, Opernsänger und Musikpädagoge
- Achtel, Jozef (1805–1857), polnischer Komponist
- Achtel, Jürgen (* 1950), deutscher Fußballspieler
- Achtel, Klaus (* 1937), deutscher Politiker (CDU) und Staatssekretär
- Achtel, Ludwig (1929–2007), deutscher Dramaturg, Schriftsteller und Drehbuchautor
- Achtel, Noam (* 1996), israelische Fußballspielerin
- Achtelik, Johannes (* 1949), deutscher Schauspieler, Hörspielsprecher und Schauspiellehrer
- Achtélik, Josef (1881–1965), deutscher Komponist, Musiktheoretiker und -lehrer
- Achtelik, Kirsten (* 1978), deutsche Soziologin, Journalistin und Autorin
- Achtelstetter, Georg (1883–1973), deutscher Maler und Schriftsteller
- Achten, Christophe (* 1978), belgischer Volleyball-Trainer
- Achten, Dominik von (* 1965), deutscher Manager und Jurist
- Achten, Fridolin, deutscher Musiker und Fernsehmoderator
- Achten, Govert van, Maler
- Achten, Joseph (1822–1867), österreichischer Porträtmaler und Genremaler
- Achten, Marten van, Maler
- Achten, Nicolas (* 1985), belgischer Sänger, Lautenist und Dirigent
- Achten, Udo (1943–2021), deutscher Papiermacher, Sozialpädagoge und Herausgeber von Büchern zur Arbeiterbewegung
- Achten, Willi (* 1958), deutscher SchriftstellerWilli Achten (* 1958)

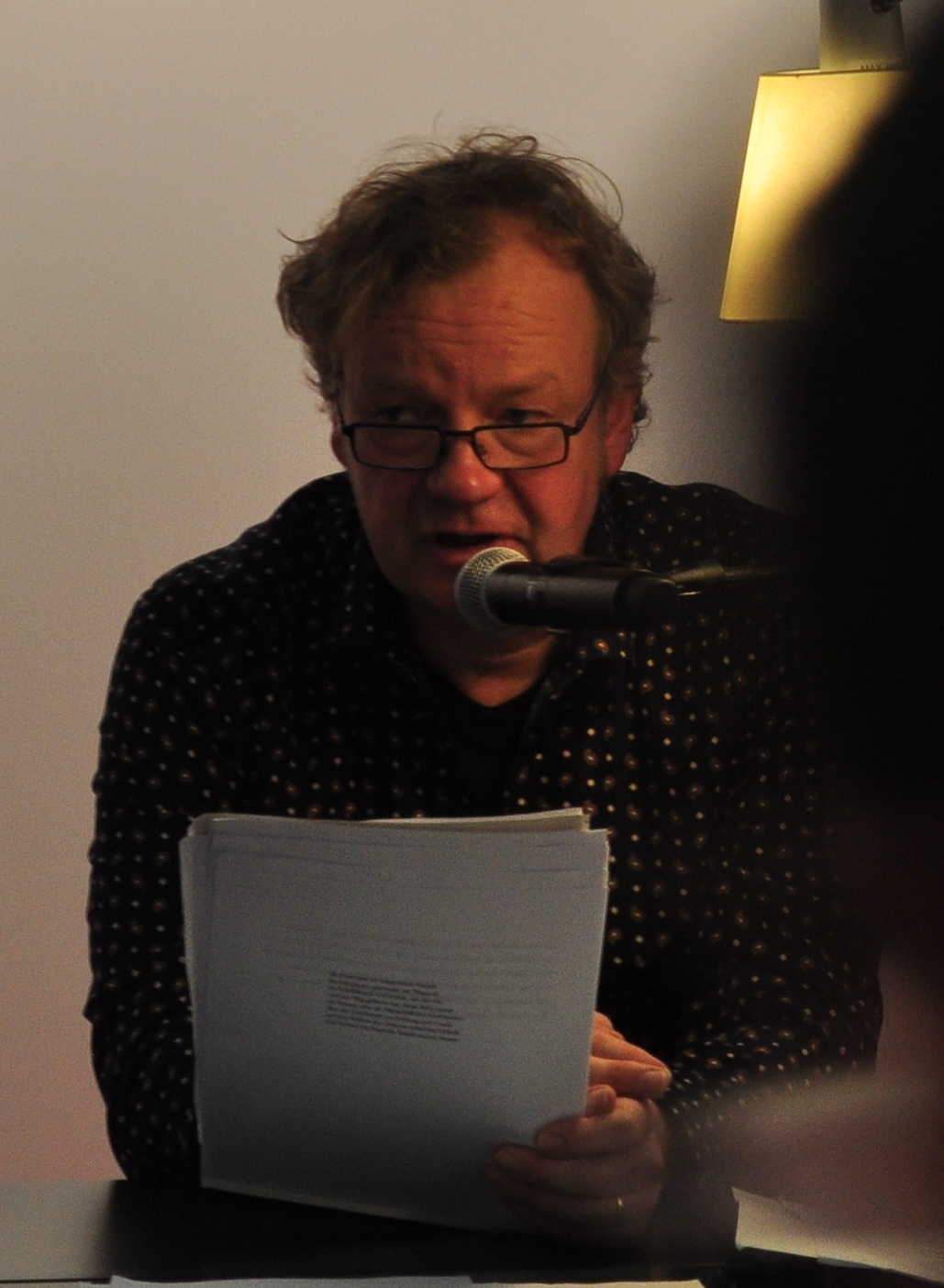
Willi Achten (* 1958)

- Achtenberg, Ben (* 1943), US-amerikanischer Filmproduzent
- Achtenhagen, August (1865–1938), deutscher Porzellanmaler
- Achtenhagen, Frank (* 1939), deutscher Wirtschaftspädagoge und Wirtschaftswissenschaftler
- Achter, Martin (1905–1995), deutscher katholischer Priester und Prälat
- Achter, Morton (* 1937), US-amerikanischer Musikwissenschaftler, Musikpädagoge und Komponist
- Achter, Rod (* 1961), US-amerikanischer American-Football-Spieler, Canadian-Football-Spieler und Footballtrainer
- Achter, Ulrich (1777–1803), deutscher Violinist und Komponist
- Achter, Viktor (1874–1957), deutscher Unternehmer
- Achter, Viktor (1905–1981), deutscher Jurist und Hochschullehrer sowie Unternehmer
- Achter, Wilhelm (* 1896), deutscher Generaldirektor und Präsident der IHK Gladbach-Rheydt
- Achterberg, Bernhard (1945–1998), deutscher Psychologe, Psychotherapeut und Hochschullehrer
- Achterberg, Chantal (* 1985), niederländische Ruderin
- Achterberg, Eberhard (1910–1983), deutscher Religionswissenschaftler und nationalsozialistischer Funktionär
- Achterberg, Eddy (* 1947), niederländischer Fußballspieler und -trainer
- Achterberg, Erich (1895–1979), deutscher Bankhistoriker und Wirtschaftsjournalist
- Achterberg, Fritz (1880–1971), deutscher Theater- und Stummfilmschauspieler
- Achterberg, Gerd (1940–2025), deutscher Fußballtrainer und -funktionär
- Achterberg, Gerd-M. (* 1948), deutscher Rechtsanwalt und Politiker (FDP, SPD)
- Achterberg, Gerrit (1905–1962), niederländischer Dichter
- Achterberg, Gisela (1941–2025), deutsche Malerin, Grafikerin und Plastikerin
- Achterberg, Gudula (* 1965), deutsche Politikerin (Bündnis 90/Die Grünen), MdL
- Achterberg, Herbert (1903–1983), deutscher evangelischer Geistlicher
- Achterberg, Kees van (* 1948), niederländischer Entomologe
- Achterberg, Norbert (1932–1988), deutscher Jurist und Hochschullehrer
- Achtereekte, Carlijn (* 1990), niederländische Eisschnellläuferin
- Achterfeld, Johann Heinrich (1788–1877), katholischer Theologe, Professor und Herausgeber
- Achterfeld, Wilfried (1931–2002), deutscher Journalist, Autor und Hochschullehrer
- Achterhuis, Hans (* 1942), niederländischer Philosoph
- Achterkamp, Jan Willem (* 1953), niederländischer Carilloneur, Komponist, Gesangspädagoge, Chorleiter und Organist
- Achterkirchen, Johann (1722–1789), deutscher Bürgermeister
- Achtermann, Georg (1584–1656), deutscher Bürgermeister und Kaufmann
- Achtermann, Marlene, deutsche Schauspielerin, Hörspielsprecherin und Schauspiellehrerin
- Achtermann, Wilhelm (1799–1884), deutscher Bildhauer
- Achtermann, Wilhelm (1851–1901), deutscher praktischer Arzt
- Achtermeyer, Tim (* 1993), deutscher Politiker (Bündnis 90/Die Grünen), MdL
- Achternbusch, Herbert (1938–2022), deutscher Schriftsteller, Filmregisseur und MalerHerbert Achternbusch (1938–2022)

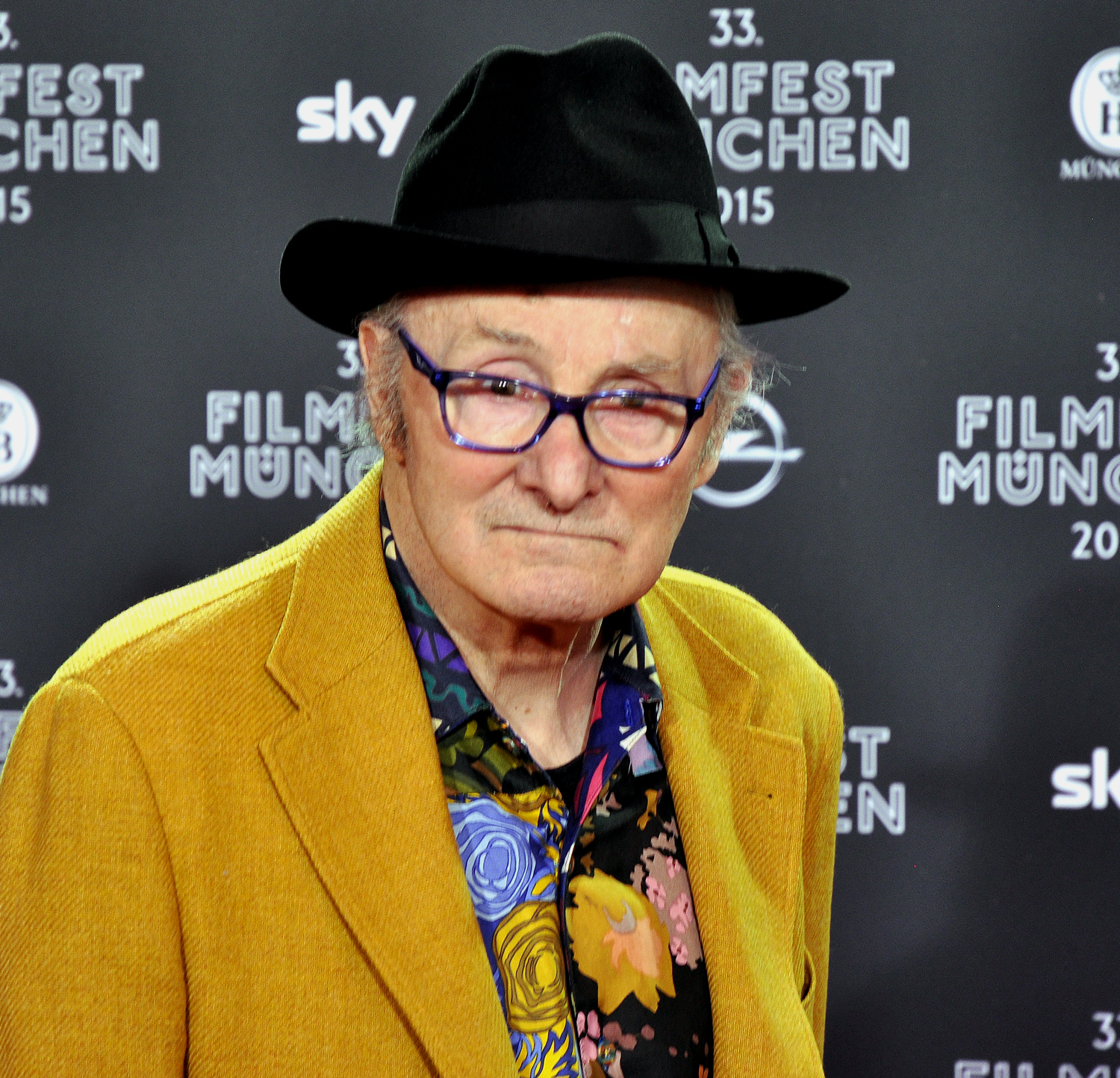
Herbert Achternbusch (1938–2022)

- Achternbusch, Naomi (* 1994), deutsche Schauspielerin
- Achtiaa, altägyptischer Beamter
- Achtihotep, altägyptischer Beamter
- Achtner, Wolfgang (1957–2017), deutscher Theologe und Autor
- Achtner-Theiß, Elke (* 1951), deutsche Journalistin und Buchautorin
- Achtnich, Karl (* 1887), deutscher Lehrer und Parteifunktionär (SED)
- Achtnich, Martin (1918–1996), Schweizer Psychologe
- Achtnich, Tilman (* 1954), deutscher Journalist und Dokumentarfilmer
- Achtnich, Wolfram (1923–2008), deutscher Pflanzenbauwissenschaftler
- Achtnich, Zora (* 1997), deutsche Schauspielerin
- Achtschellinck, Lucas (1626–1699), belgischer Landschaftsmaler
- Achtsioglou, Efi (* 1985), griechische Politikerin
- Achtsynit, Martin (1526–1592), Kanzler und Kirchenratspräsident der Markgrafschaft Baden-Durlach
- Achtung, Ernst (1837–1874), Kaufmann und Mäzen in Heilbronn
- AchtVier (* 1984), deutscher Rapper
- Achtymichuk, Spencer (* 1994), kanadischer Schauspieler
- Achtzenichts, Jeremias, deutscher Kartenmaler
- Achtziger, Anja (* 1970), deutsche Sozialpsychologin

#### Achu
- Achu, Simon Achidi (1934–2021), kamerunischer Politiker
- Achúcarro, Ignacio (1936–2021), paraguayischer Fußballspieler
- Achúcarro, Joaquín (* 1932), spanischer Pianist und Musikpädagoge
- Achugar, Hugo (* 1944), uruguayischer Schriftsteller, literarischer Essayist und Dozent
- Achunbabajew, Juldasch (1885–1943), sowjetisch-usbekischer Politiker
- Achund, Mohammed Hassan, Premierminister des Islamischen Emirats AfghanistanMohammed Hassan Achund

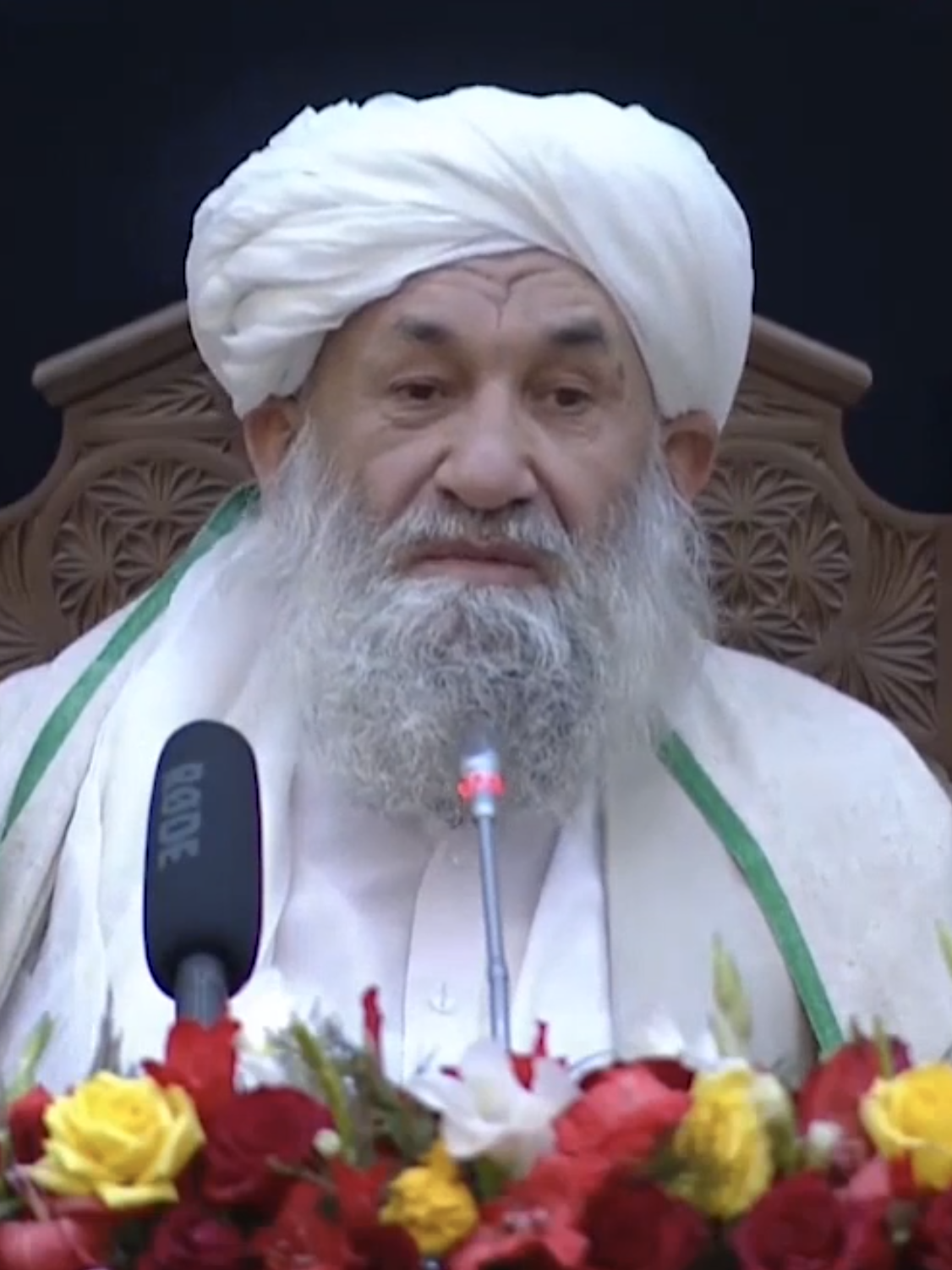
Mohammed Hassan Achund

- Achund, Obaidullah († 2010), afghanischer Taliban
- Achundsada, Hibatullah, afghanischer Führer der Taliban
- Achurch, James (1928–2015), australischer Speerwerfer
- Achuthanandan, V S (1923–2025), indischer Politiker, Chief Minister von KeralaV. S. Achuthanandan (1923–2025)

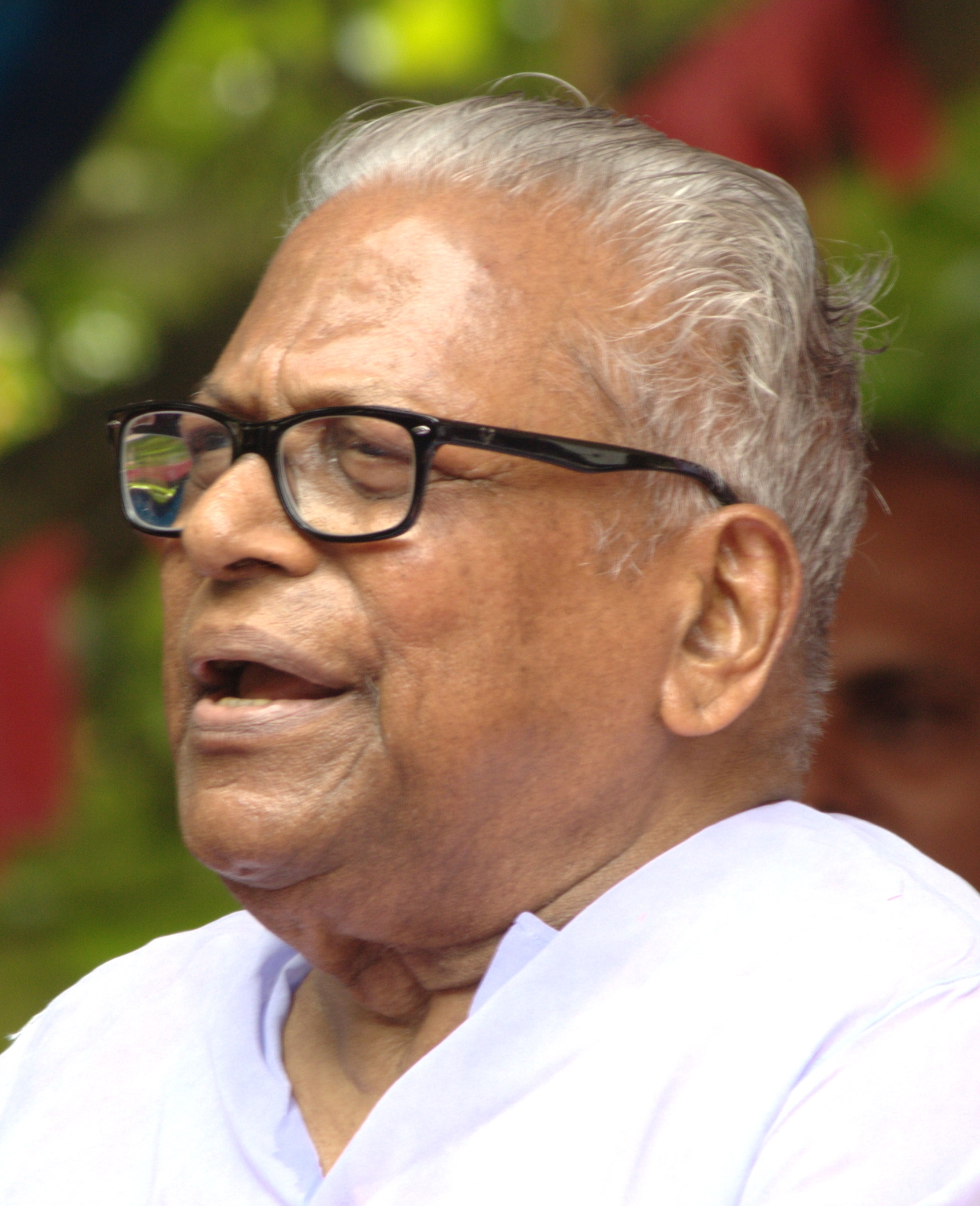
V. S. Achuthanandan (1923–2025)

- Achutin, Wladimir Michailowitsch (1924–2005), sowjetisch-russischer Kybernetiker und Hochschullehrer

#### Achv
- Achvinus, antiker römischer Toreut

#### Achw
- Achwlediani, Daur (1964–1993), abchasischer Fußballspieler
- Achwlediani, Tea (* 1975), georgische Politikerin und Diplomatin

#### Achz
- Achzennicht, Michael (1547–1614), sächsischer Kommunalpolitiker
- Achzennicht, Michael (1594–1652), deutscher Jurist und kursächsischer Landrichter

### Aci
- Acid Maria, deutsche DJ und Musikproduzentin der elektronischen Musikszene
- Acidalius, Gottfried († 1665), deutscher Mediziner und Leibarzt mehrerer Fürsten
- Acidalius, Valens (1567–1595), deutscher Humanist
- Acidini, Cristina (* 1951), italienische Kunsthistorikern
- Ačienė, Vida (* 1963), litauische Politikerin und Beamte, seit November 2016 Mitglied des Seimas
- Acier, Michel Victor (1736–1799), französischer Bildhauer
- Açık, Akın (* 1993), türkischer Fußballspieler
- Açıkalın, Cevat (1901–1970), türkischer Diplomat
- Açıkalın, Peker (* 1963), türkischer Theater- und Filmschauspieler
- Acikgoez-Baker, Yazmeen (* 1979), deutsche Schauspielerin
- Açıkgöz, Can (* 2000), deutsch-türkischer Hörbuchsprecher
- Açıkgöz, Dilara (* 2004), deutsch-türkische Fußballspielerin
- Açıkgöz, Gökhan (* 1993), türkischer Fußballspieler
- Açıkgöz, İlayda (* 2004), deutsch-türkische Fußballspielerin
- Acikgöz, Meltem (* 1989), deutsche Sängerin und Teilnehmerin von DSDSMeltem Acikgöz (* 1989)

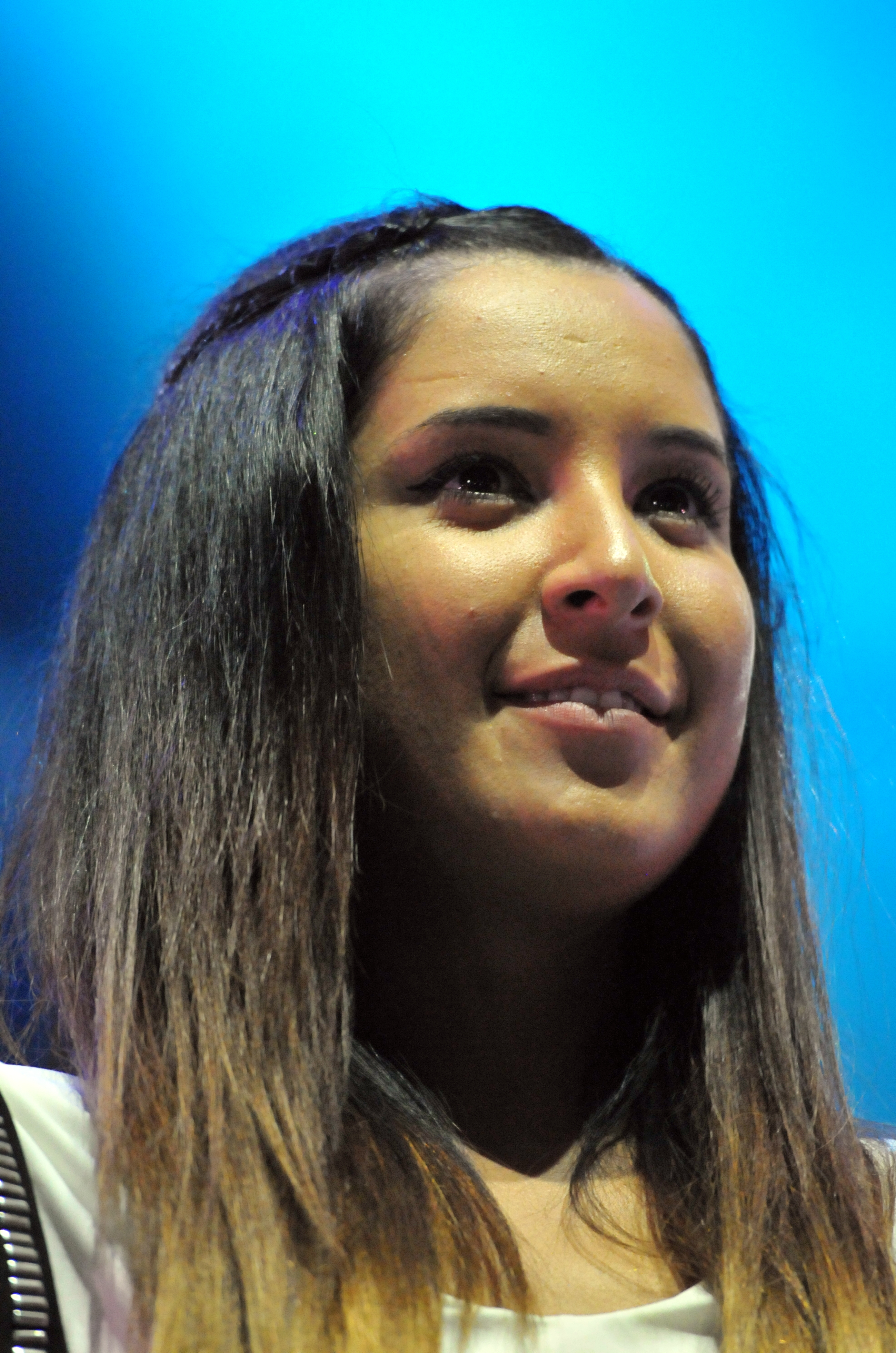
Meltem Acikgöz (* 1989)

- Açıkgöz, Tuğçe (* 1993), türkische Schauspielerin
- Açıkmeşe, İbrahim (* 1950), türkischer Generalleutnant der Gendarmerie
- Açıköney, Sami (1908–1948), türkischer Fußballspieler und -schiedsrichter
- Açıksöz, İsfendiyar (1929–2006), türkischer Fußballspieler
- Açıl, Merthan (* 1982), türkischer Fußballspieler
- Acilianus, Minucius, Senator Roms und ein Freund von Plinius dem Jüngeren
- Acilius Alexander, Marcus, römischer Offizier (Kaiserzeit)
- Acilius Architectus, Gaius, römischer Architekt
- Acilius Attianus, Publius, römischer Militär, Prätorianerpräfekt unter Trajan und Hadrian
- Acilius Aviola, römischer Senator
- Acilius Aviola, Manius, römischer Konsul 122
- Acilius Aviola, Manius († 97), römischer Konsul 54
- Acilius Aviola, Manius, römischer Konsul 239
- Acilius Balbus, Manius, römischer Politiker, Konsul 114 v. Chr.
- Acilius Balbus, Manius, römischer Politiker, Konsul 150 v. Chr.
- Acilius Caninus, Marcus, römischer Diplomat und Militär unter Caesar
- Acilius Faustinus, Manius, römischer Konsul 210
- Acilius Faustinus, Manius, römischer Suffektkonsul (179)
- Acilius Glabrio, römischer Konsul unter Nero oder Domitian
- Acilius Glabrio, Manius, römischer Politiker
- Acilius Glabrio, Manius, römischer Politiker, Konsul 191 v. Chr.
- Acilius Glabrio, Manius, römischer Politiker, Suffektkonsul 154 v. Chr.
- Acilius Glabrio, Manius, römischer Politiker
- Acilius Glabrio, Manius († 95), römischer Konsul 91
- Acilius Glabrio, Manius, römischer Politiker, Volkstribun 122 v. Chr.
- Acilius Glabrio, Manius, römischer Konsul 152
- Acilius Glabrio, Manius, römischer Konsul 186
- Acilius Glabrio, Marcus, römischer Konsul 256
- Acilius Glabrio, Marcus, römischer Suffektkonsul 33 v. Chr.
- Acilius Priscus, Gaius, römischer Suffektkonsul (132)
- Acilius Rufus, Lucius, römischer Suffektkonsul 107
- Acilius Strabo, Lucius, römischer Suffektkonsul 80
- Acilius, Gaius, römischer Senator und Historiker
- Acilius, Lucius, römischer Jurist der Republik
- Acilius, Manius, römischer Politiker
- Aćimac, Danica (1928–2009), jugoslawische Schauspielerin
- Aciman, André (* 1951), amerikanischer Romanist und SchriftstellerAndré Aciman (* 1951)

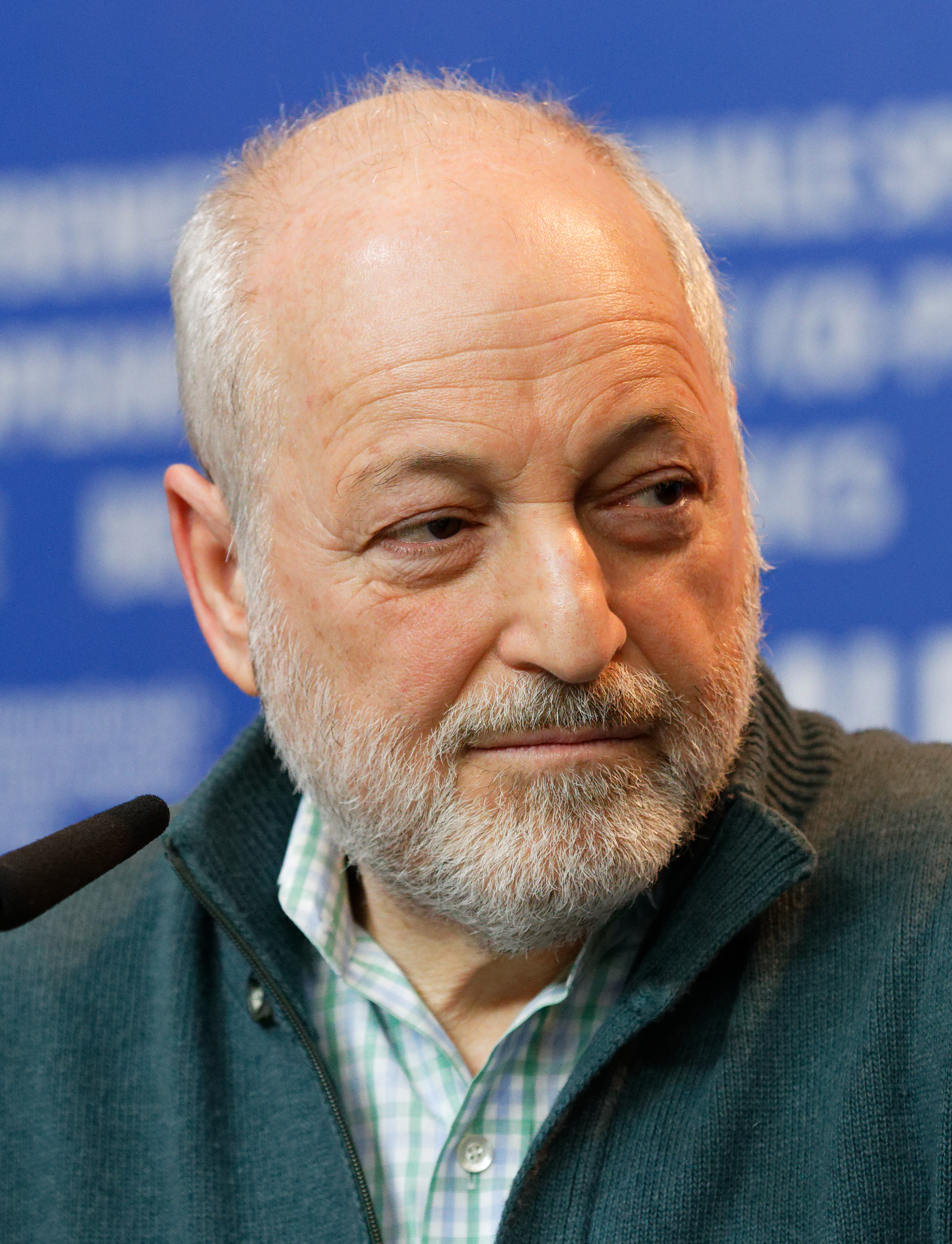
André Aciman (* 1951)

- Aćimović Godina, Karpo (* 1943), jugoslawischer Kameramann und Regisseur
- Aćimović, Gorica (* 1985), bosnisch-österreichische Handballspielerin
- Aćimović, Jovan (* 1948), jugoslawischer Fußballspieler
- Aćimović, Milan (1898–1945), serbischer Politiker und Kollaborateur der Achsenmächte in Jugoslawien während des Zweiten Weltkriegs
- Ačimovič, Milenko (* 1977), slowenischer FußballspielerMilenko Ačimovič (* 1977)

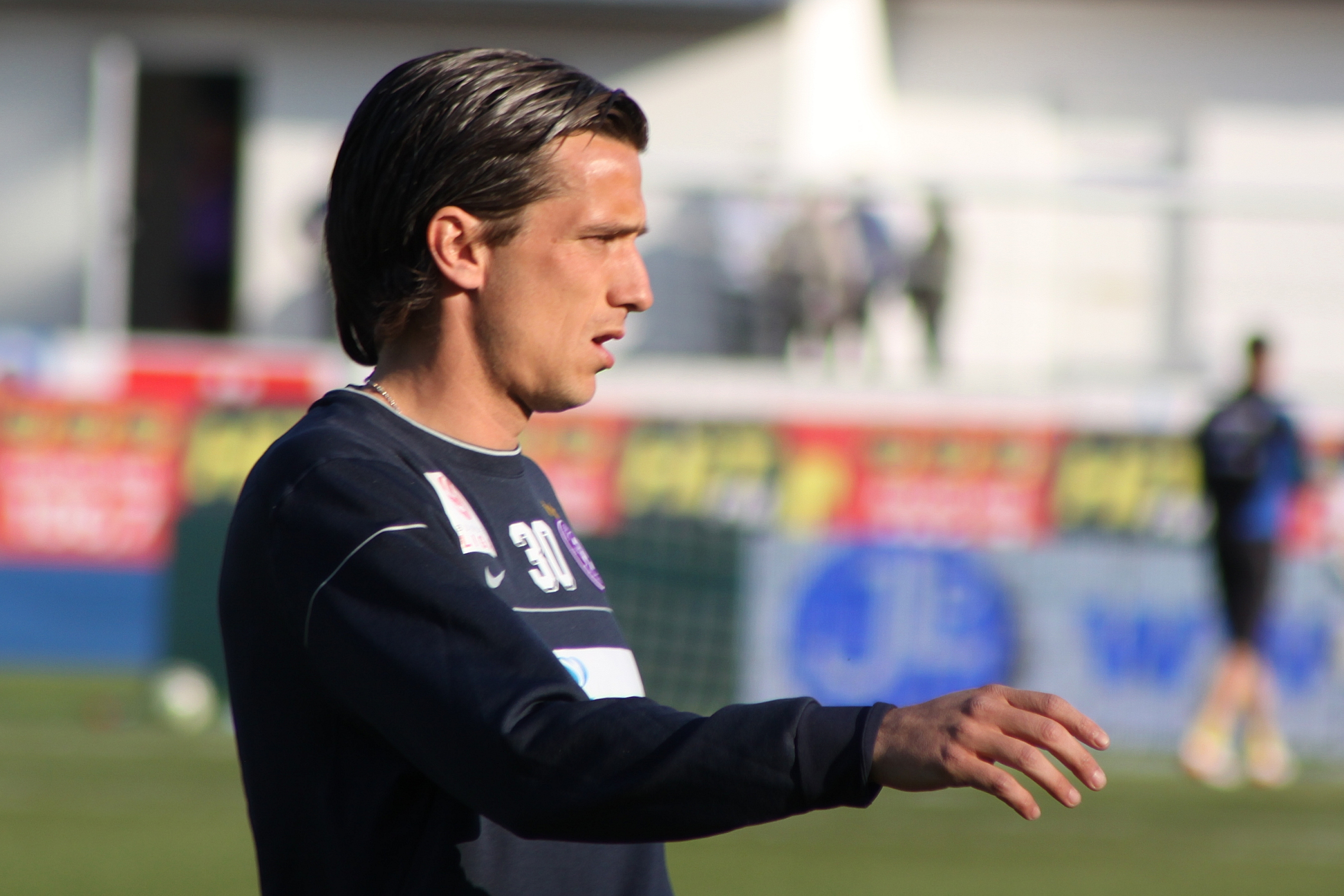
Milenko Ačimovič (* 1977)

- Aciobăniței, Adrian (* 1997), rumänischer Volleyballnationalspieler
- Acioli, Patricia (1964–2011), brasilianische Richterin
- Acioly, Ricardo (* 1964), brasilianischer Tennisspieler
- Aciro, Joyce, ugandische Leichtathletin
- Aciru, Knight (* 1998), ugandische Leichtathletin
- Acito, Pasquale (1892–1981), US-amerikanischer Klarinettist, Pianist und Kapellmeister

### Ack

#### Acka
- Acka, Stephane (* 1990), ivorischer Fußballspieler

#### Acke
- Acke, Fausto (1897–1967), schwedischer Turner
- Acke, Tine (* 1977), deutsche Fotografin und Designerin

##### Acken
- Acken, Bernhard van (1881–1969), deutscher Jesuit und theologischer Schriftsteller
- Acken, Johannes van (1879–1937), deutscher römisch-katholischer Geistlicher, Caritasfunktionär
- Acken, Lea van (* 1999), deutsche NachwuchsschauspielerinLea van Acken (* 1999)

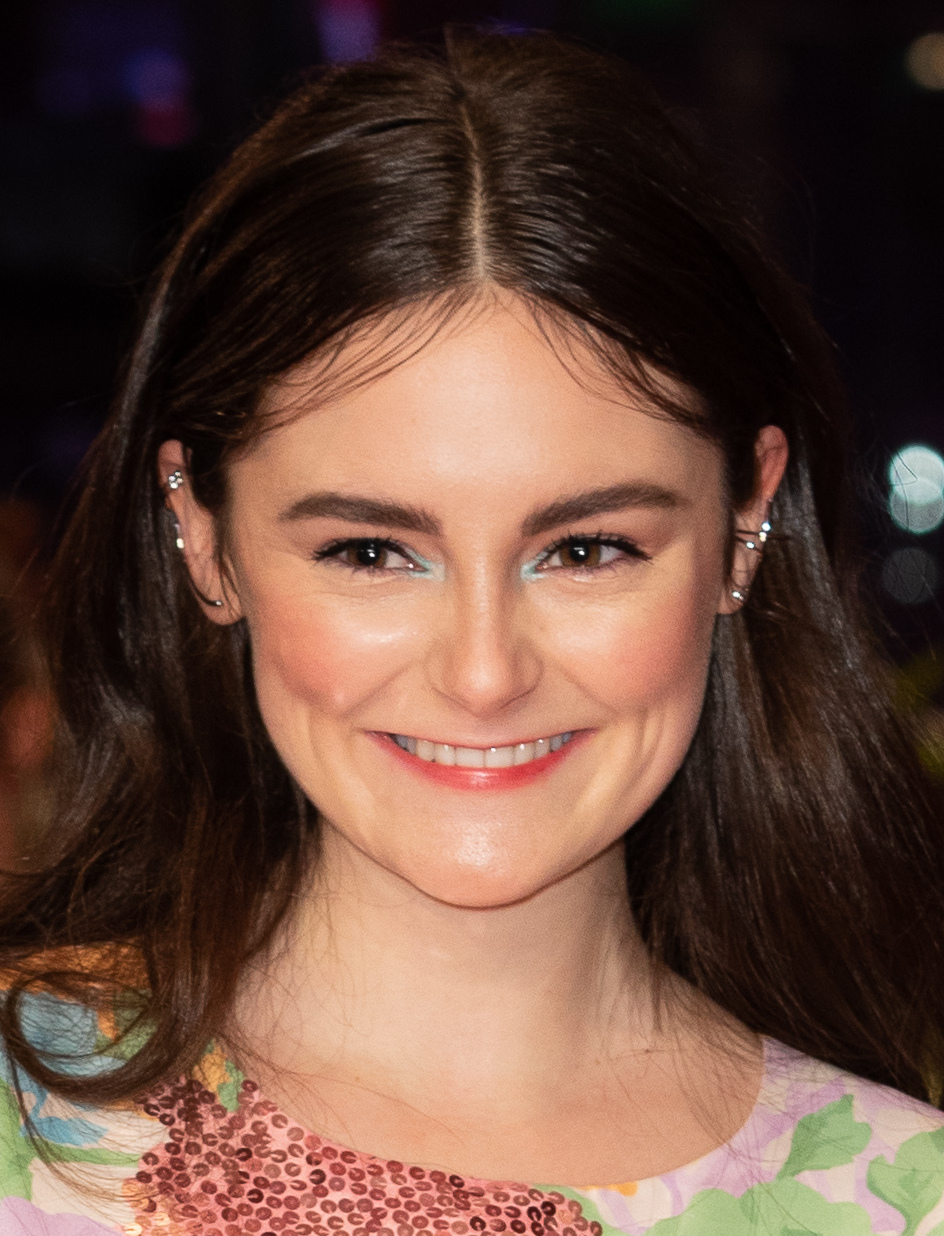
Lea van Acken (* 1999)

- Ackens, Christian Felix (1816–1886), deutscher Chorleiter und Komponist

##### Acker
- Acker, Agnès (* 1940), französische Astrophysikerin
- Acker, Amandus (1848–1923), elsässischer katholischer Missions- und Kolonialpionier und Wiederbegründer der deutschen Spiritanerprovinz
- Acker, Amy (* 1976), US-amerikanische Schauspielerin
- Acker, Berko (1945–1978), deutscher Film- und Theaterschauspieler
- Acker, Charles Ernest (1868–1920), US-amerikanischer Elektroingenieur, Erfinder und Unternehmer
- Acker, Daniel (1853–1921), US-amerikanischer Banjospieler, Musikpädagoge und Komponist
- Acker, Dieter (1940–2006), deutscher Komponist, Musikpädagoge und Hochschullehrer
- Acker, Ephraim Leister (1827–1903), US-amerikanischer Politiker
- Acker, Evi Van (* 1985), belgische Seglerin
- Acker, Hans († 1461), deutscher Glasmaler
- Acker, Heinrich (1896–1954), deutscher Verwaltungsbeamter, Landrat und Politiker
- Acker, Jakob der Jüngere, deutscher Maler
- Acker, Jakob, der Ältere, deutscher Glasmaler
- Acker, Jean (1893–1978), US-amerikanische Schauspielerin der Stumm- und frühen Tonfilmzeit
- Acker, Jean Adam (1665–1745), deutscher Ofenbauer und Stadtkachler in Straßburg
- Acker, Jim (* 1958), amerikanischer Baseballspieler
- Acker, Joan (1924–2016), US-amerikanische Soziologin
- Acker, Johann Heinrich (1647–1719), deutscher evangelischer Theologe und Schriftsteller
- Acker, Johann Heinrich (1680–1759), deutscher lutherischer Geistlicher, Theologe und Pädagoge
- Acker, Kathy (1947–1997), amerikanische SchriftstellerinKathy Acker (1947–1997)

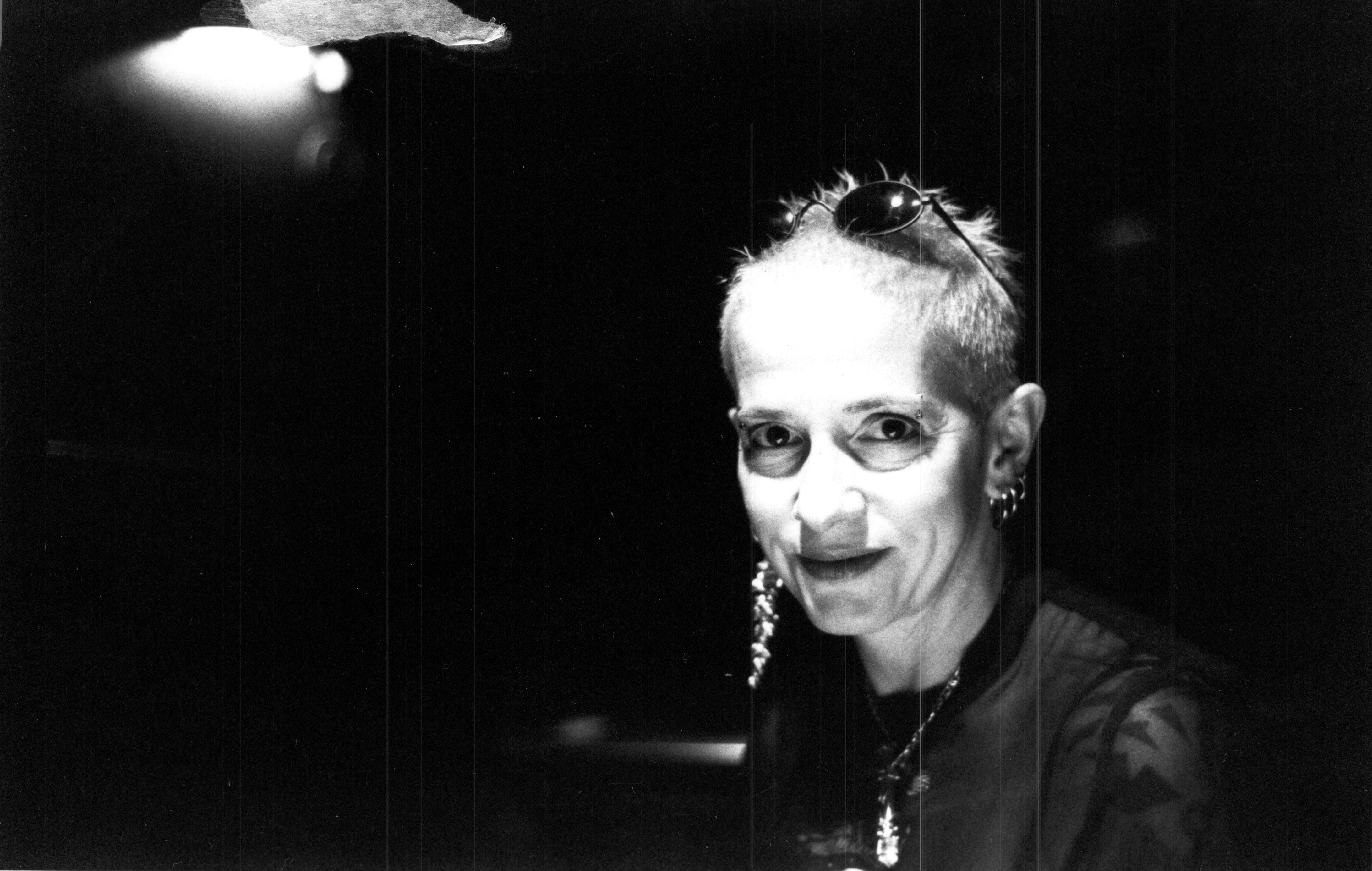
Kathy Acker (1947–1997)

- Acker, Laurens van den (* 1965), niederländischer Automobildesigner, Chefdesigner von Renault
- Acker, Ludwig (1913–1998), deutscher Chemiker
- Acker, Paula (1913–1989), deutsche SED-Funktionärin
- Acker, Rolf (1917–1977), deutscher Offizier und Rechtsanwalt
- Acker, Shane (* 1971), US-amerikanischer Filmregisseur, Drehbuchautor, Animator
- Acker, Sharon (1935–2023), kanadische Schauspielerin
- Acker, Sherry (* 1959), US-amerikanische Tennisspielerin
- Acker, Theodor (1899–1986), deutscher Bahnbeamter, Präsident der Bundesbahndirektion Mainz
- Acker, Werner (* 1955), deutscher Musiker (Gitarrist)
- Acker, Wilfried (1908–1979), deutscher Politiker (KPD), MdL
- Acker-Palmer, Amparo (* 1968), spanische Neurowissenschaftlerin und Zellbiologin

###### Ackere
- Ackeren, Isabell van (* 1974), deutsche Erziehungswissenschaftlerin und Hochschullehrerin
- Ackeren, Marcel van (* 1971), deutscher Philosoph und Philosophiehistoriker
- Ackeren, Robert van (* 1946), deutscher Filmregisseur, Kameramann, Drehbuchautor und Filmproduzent
- Ackeret, Jakob (1898–1981), Schweizer AerodynamikerJakob Ackeret (1898–1981)

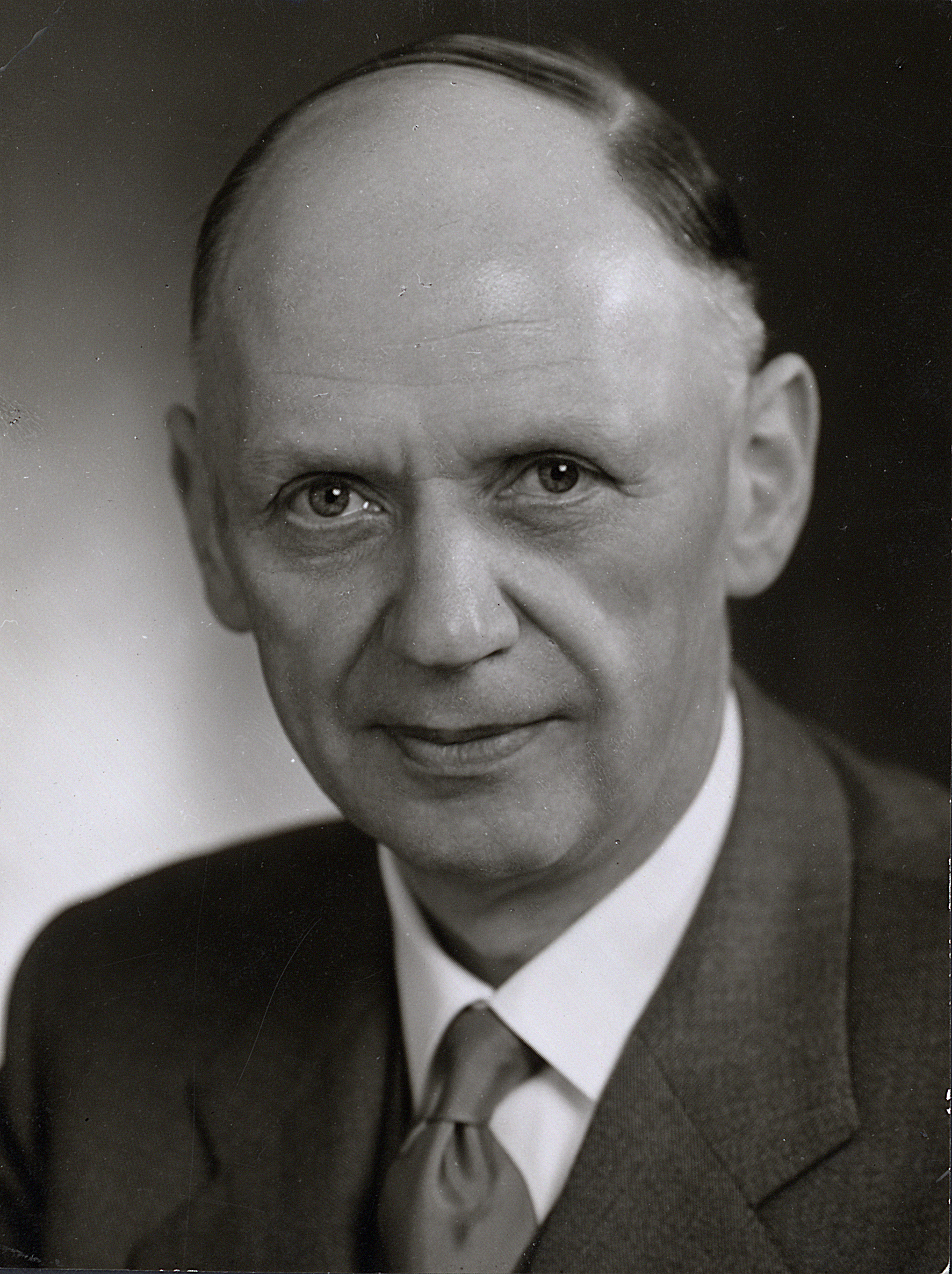
Jakob Ackeret (1898–1981)

- Ackeret, Matthias (* 1963), Schweizer Journalist, Buchautor und Publizist

###### Ackerk
- Ackerknecht, Eberhard (1883–1968), deutsch-schweizerischer Veterinär
- Ackerknecht, Erwin (1880–1960), deutscher Volksbibliothekar, Direktor des Schiller-Nationalmuseums
- Ackerknecht, Erwin Heinz (1906–1988), deutschamerikanischer Arzt, Ethnologe und Medizinhistoriker
- Ackerknecht, Julius (1856–1932), deutscher Gymnasialprofessor und Französischlehrer
- Ackerknecht, Lucy (1913–1997), deutsche Psychotherapeutin und Autorin

###### Ackerl
- Ackerl, Dietmar (1965–2022), österreichischer Trampolinturner
- Ackerl, Franz (1901–1988), österreichischer Geodät
- Ackerl, Isabella (* 1940), österreichische Historikerin und Autorin
- Ackerl, Johann (1851–1923), österreichischer katholischer Priester, Stiftsherr und Professor an St. Florian, Schriftsteller
- Ackerl, Josef (* 1946), österreichischer Politiker (SPÖ), LandtagsabgeordneterJosef Ackerl (* 1946)

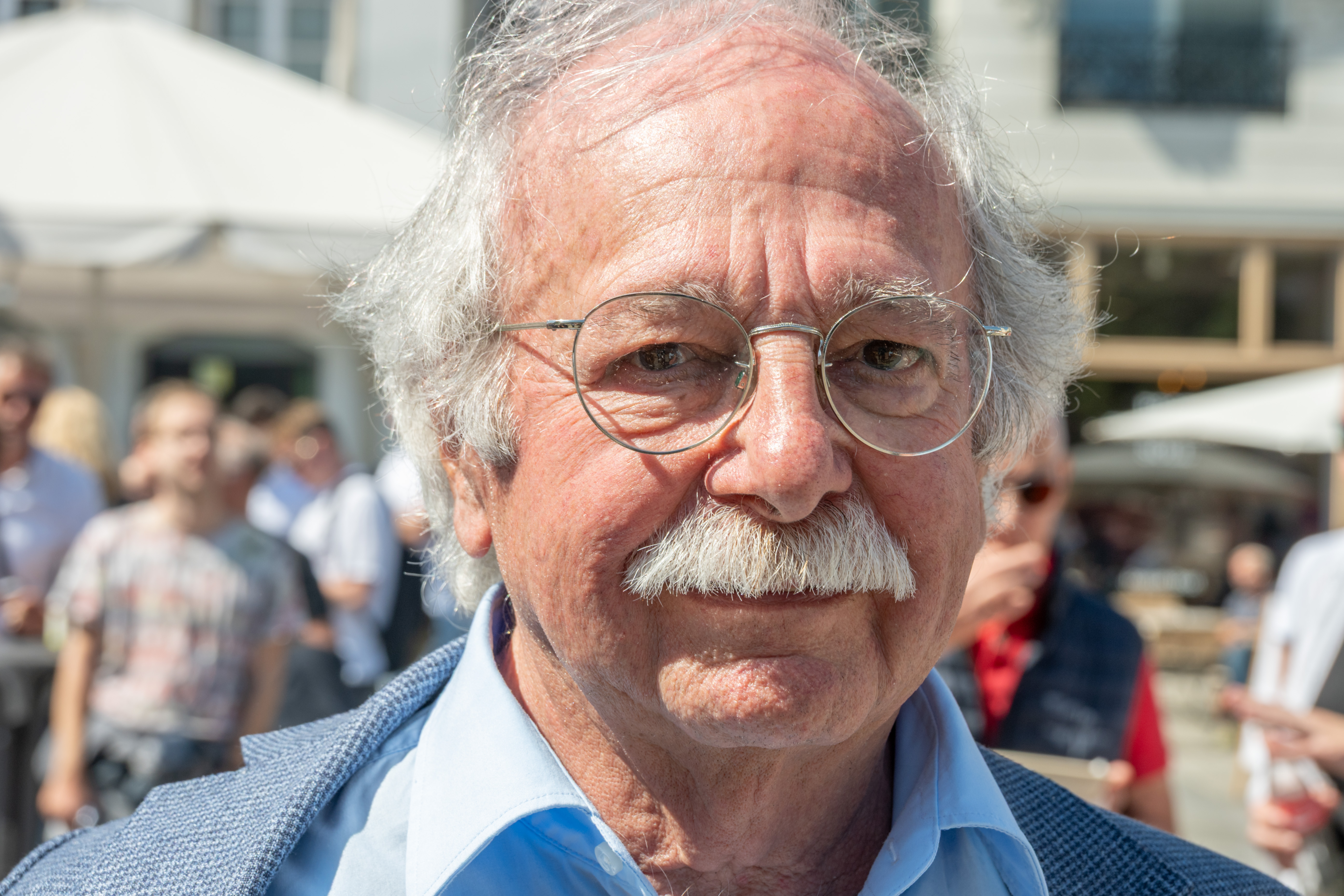
Josef Ackerl (* 1946)

- Ackerley, Ernie (1943–2017), englischer Fußballspieler
- Ackerley, George (1887–1958), englischer Fußballspieler
- Ackerley, J. R. (1896–1967), britischer Schriftsteller und Redakteur
- Ackerley, Jessica, kanadische Jazz- und Improvisationsmusikerin
- Ackerley, Julian Michael (* 1954), US-amerikanischer Chorleiter und Musikpädagoge
- Ackerley, Paul (1949–2011), neuseeländischer Feldhockeyspieler und -trainer
- Ackerley, Tom (* 1990), britischer Filmproduzent
- Ackerly, Brooke A., US-amerikanische Politikwissenschaftlerin
- Ackerly, Charles E. (1898–1982), US-amerikanischer Ringer

###### Ackerm
- Ackerman, Bettye (1924–2006), US-amerikanische Schauspielerin
- Ackerman, Bob († 2022), US-amerikanischer Jazzmusiker (Holzblasinstrumente)
- Ackerman, Bruce A. (* 1943), US-amerikanischer Philosoph
- Ackerman, Diane (* 1948), US-amerikanische Schriftstellerin und Essayistin
- Ackerman, Ernest R. (1863–1931), US-amerikanischer Politiker
- Ackerman, Forrest J. (1916–2008), US-amerikanischer Herausgeber, Verfasser und Verleger von Science-Fiction-Literatur
- Ackerman, Frank (1946–2019), US-amerikanischer Wirtschaftswissenschaftler
- Ackerman, Gary (* 1942), US-amerikanischer Politiker (Demokratische Partei)
- Ackerman, Jack (1931–1991), US-amerikanischer Songwriter, Sänger und Schauspieler
- Ackerman, Keith (* 1946), US-amerikanischer Bischof der Episkopalkirche
- Ackerman, Kenneth D., US-amerikanischer Rechtsanwalt und Autor mehrerer Biografien
- Ackerman, Leslie (* 1956), US-amerikanische Schauspielerin
- Ackerman, Nathan (1908–1971), US-amerikanischer Psychiater und Psychoanalytiker
- Ackerman, Nathanael (* 1978), britisch-amerikanischer Freistilringer
- Ackerman, Paul (1909–1977), US-amerikanischer Musikredakteur
- Ackerman, Raymond (1931–2023), südafrikanischer Unternehmer
- Ackerman, Richard Henry (1903–1992), US-amerikanischer Geistlicher, römisch-katholischer Bischof von Covington
- Ackerman, Robert Allan (1944–2022), US-amerikanischer Regisseur in Film und Fernsehen
- Ackerman, Thomas E. (* 1948), US-amerikanischer Kameramann
- Ackerman, Tony (* 1948), englischer Fußballspieler
- Ackerman, Tracy, britische Sängerin und Songschreiberin
- Ackermann, Albert (1882–1954), deutscher Unternehmer
- Ackermann, Albin (1826–1903), deutscher Verleger und Buchhändler
- Ackermann, Alexander (* 1993), deutscher Eishockeyspieler
- Ackermann, Alfred (1907–1997), Schweizer Politiker (FDP) und Unternehmer
- Ackermann, Andreas (1946–2024), deutscher Politiker (SPD), MdHB
- Ackermann, Anna (1872–1955), deutsche Kommunalpolitikerin (DNVP)
- Ackermann, Annemarie (1913–1994), deutsche Politikerin (CDU), MdB
- Ackermann, Anton (1905–1973), deutscher Politiker (SED), MdV, SED-Funktionär und Kandidat des Politbüros des Zentralkomitees der SEDAnton Ackermann (1905–1973)

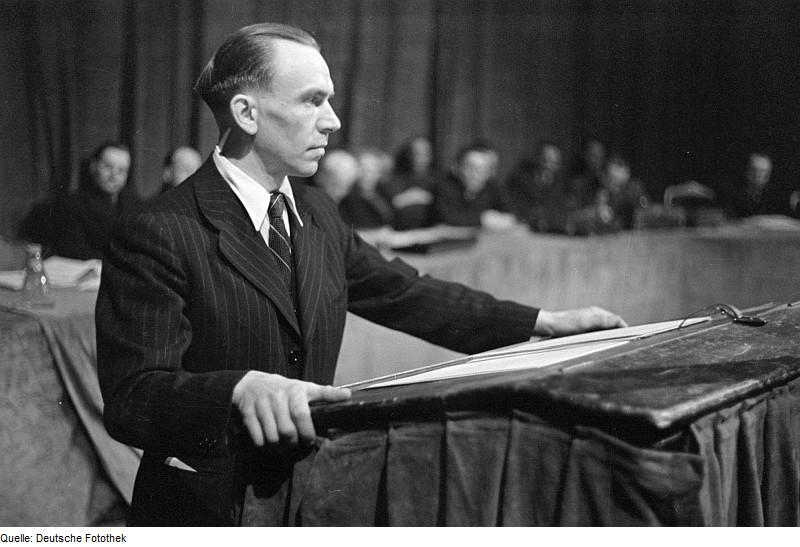
Anton Ackermann (1905–1973)

- Ackermann, Antonie Jacobus (1836–1914), niederländischer Pianist, Organist, Musikpädagoge und Komponist
- Ackermann, Arne (* 1965), deutscher Slawist und Bibliotheksdirektor
- Ackermann, August (1883–1968), Schweizer katholischer Pfarrer und Publizist
- Ackermann, Carl (1790–1859), deutscher Verleger
- Ackermann, Carl August (1829–1913), deutscher Polizeirat und Herausgeber
- Ackermann, Charlotte (1757–1775), deutsche Schauspielerin
- Ackermann, Christian, deutscher Bildhauer und Holzschnitzer in Tallinn
- Ackermann, Christina (* 1990), deutsche Skirennläuferin
- Ackermann, Colin (* 1991), niederländischer Cricketspieler
- Ackermann, Conrad August (1791–1861), deutscher Jurist, Schriftsteller und Freimaurer
- Ackermann, Constantin (1799–1877), deutscher evangelischer Geistlicher
- Ackermann, Curt (1905–1988), deutscher Schauspieler, Synchronsprecher, Dialogbuchautor und SynchronregisseurCurt Ackermann (1905–1988)

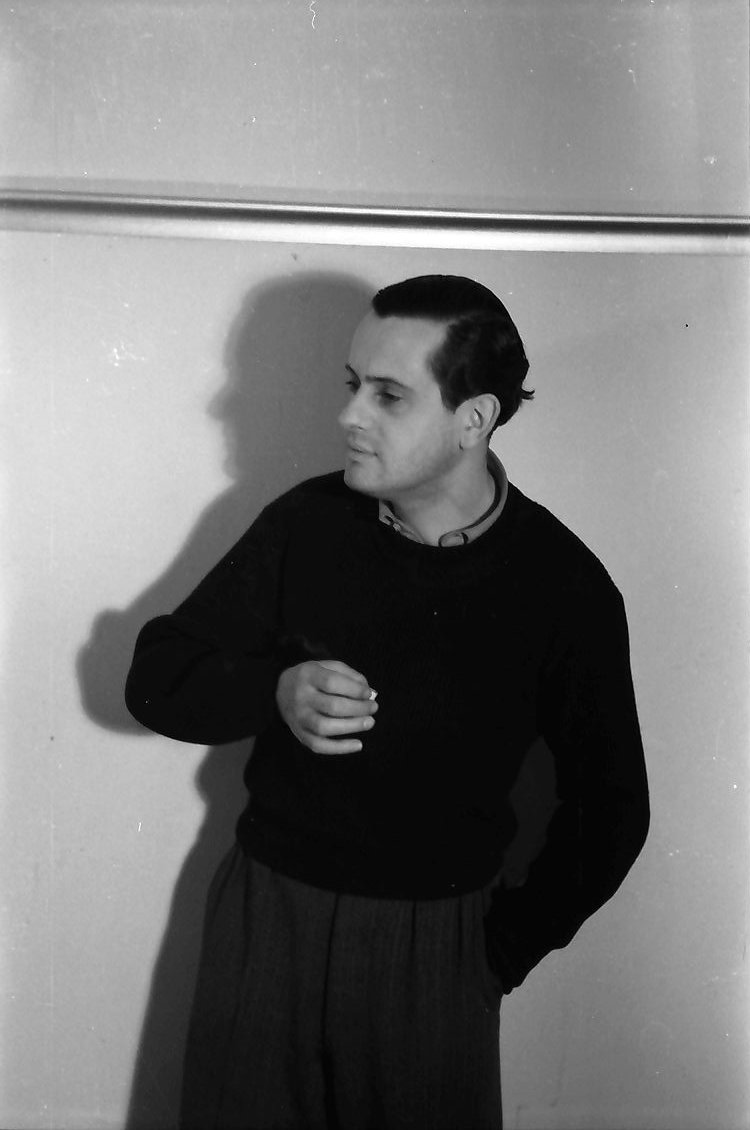
Curt Ackermann (1905–1988)

- Ackermann, Dankwart (1878–1965), deutscher Biochemiker
- Ackermann, Dieter (1932–1985), deutscher evangelischer Theologe
- Ackermann, Dorothea (1752–1821), Schauspielerin
- Ackermann, Eberhard (* 1933), deutscher Ökonom
- Ackermann, Eduard (1885–1950), deutscher Rechtsanwalt und Justitiar
- Ackermann, Eduard (1928–2015), deutscher Politiker (CDU)
- Ackermann, Elisabeth (1905–1995), deutsche Diakonisse
- Ackermann, Elisabeth (* 1938), deutsche Film- und Theaterschauspielerin
- Ackermann, Elisabeth (* 1963), Schweizer Politiker (GPS)
- Ackermann, Else (1933–2019), deutsche Pharmakologin, Hochschullehrerin und Politikerin (CDU), MdV, MdB
- Ackermann, Erhard (1813–1880), deutscher Steinmetz und Unternehmer, Erfinder der Granitschleiftechnologie
- Ackermann, Erich (1900–1983), deutscher Verleger
- Ackermann, Ernst (1875–1951), deutscher Eisenbahningenieur und Baubeamter
- Ackermann, Ernst (1886–1978), Schweizer Statistiker
- Ackermann, Ernst (1906–2003), deutscher Geologe
- Ackermann, Ernst Christian Wilhelm (1761–1835), deutscher Schriftsteller
- Ackermann, Ernst Wilhelm (1821–1846), deutscher Theologe und Dichter der Spätromantik
- Ackermann, Evelyne (* 1991), Schweizer Unihockeyspielerin
- Ackermann, Felix (* 1978), deutscher Kulturwissenschafter, Stadtanthropologe und Historiker
- Ackermann, Franz (1778–1837), badischer Verwaltungsbeamter und Konsul
- Ackermann, Franz (* 1963), deutscher Maler
- Ackermann, Friedhelm (1934–2005), deutscher Bankmanager und sauerländischer Heimatforscher
- Ackermann, Friedrich (1799–1866), deutscher Instanzrichter und Parlamentarier
- Ackermann, Friedrich (1866–1931), deutscher Lokalpolitiker und Oberbürgermeister von Stettin
- Ackermann, Friedrich (1876–1949), bayerischer Politiker (SPD), Abgeordneter im Bayerischen Landtag (1919–1933), Zweiter Bürgermeister von Augsburg
- Ackermann, Friedrich (* 1901), deutscher Agrarwissenschaftler und Unternehmer
- Ackermann, Friedrich Adolf (1837–1903), deutscher Buchhändler, Autor und Verleger
- Ackermann, Friedrich Wilhelm Georg (1767–1836), deutscher Verwaltungsjurist und Bürgermeister von Bützow
- Ackermann, Georg (1603–1680), Bürgermeister von Kroppenstedt, Soldat im Dreißigjährigen Krieg
- Ackermann, Georg (1897–1964), deutscher Politiker (SPD), MdL
- Ackermann, Georg (* 1972), deutscher Weitspringer
- Ackermann, Georg Christian Benedikt (1763–1833), deutscher Theologe, Pädagoge, Pastor und Hofprediger
- Ackermann, Gerhard (1922–2004), deutscher Chemiker und Hochschullehrer
- Ackermann, Gottfried (* 1951), deutscher Violinist
- Ackermann, Günter (* 1940), deutscher Fotograf
- Ackermann, Gustav Adolph (1791–1872), deutscher Verwaltungsjurist
- Ackermann, Guy (* 1933), Schweizer Journalist
- Ackermann, Hannah (1881–1962), deutsche Politikerin (DVP), Teilnehmerin der bürgerlichen Frauenbewegung in der Weimarer Republik
- Ackermann, Hannes (* 1990), deutscher Freestyle Motocross-Fahrer
- Ackermann, Hans, deutscher Dichter
- Ackermann, Hans (1908–1995), deutscher Jurist, Richter und DAV-Funktionär
- Ackermann, Hans (* 1928), deutscher Fußballspieler (DDR)
- Ackermann, Hans (1935–2023), deutscher Physiker
- Ackermann, Hans-Wolfgang (1936–2017), deutscher Mikrobiologe
- Ackermann, Harald (1810–1873), deutscher Mediziner
- Ackermann, Heide (* 1943), bayerische Volks-, Fernseh- und Theaterschauspielerin
- Ackermann, Heinz (1921–1986), deutscher Biologe, Gründer des Vivariums Darmstadt
- Ackermann, Heinz-Josef (* 1945), deutscher Fußballspieler
- Ackermann, Helmut (1936–2017), deutscher Grafiker, Maler und Bildhauer
- Ackermann, Henriette (1887–1977), deutsche Politikerin der Weimarer Republik
- Ackermann, Jacob Fidelis (1765–1815), deutscher Mediziner
- Ackermann, Jens (* 1975), deutscher Politiker (FDP), MdB
- Ackermann, Jessie (1857–1951), US-amerikanische Frauenrechtlerin, Journalistin und Schriftstellerin
- Ackermann, Johann (1836–1918), deutscher Violinist
- Ackermann, Johann (* 1984), deutscher Triathlet
- Ackermann, Johann Adam (1780–1853), deutscher Maler
- Ackermann, Johann Carl Heinrich (1765–1810), sächsischer Mediziner
- Ackermann, Johann Christian Gottlieb (1756–1801), deutscher Arzt
- Ackermann, Johann Friedrich (1726–1804), deutscher Mediziner
- Ackermann, Johann Georg (1805–1869), Politiker Freie Stadt Frankfurt
- Ackermann, Josef (1896–1959), deutscher Journalist
- Ackermann, Josef (1905–1997), deutscher Kaufmann, SA-Führer, Politiker (NSDAP), MdR
- Ackermann, Josef (* 1948), Schweizer Manager (Deutsche Bank)Josef Ackermann (* 1948)

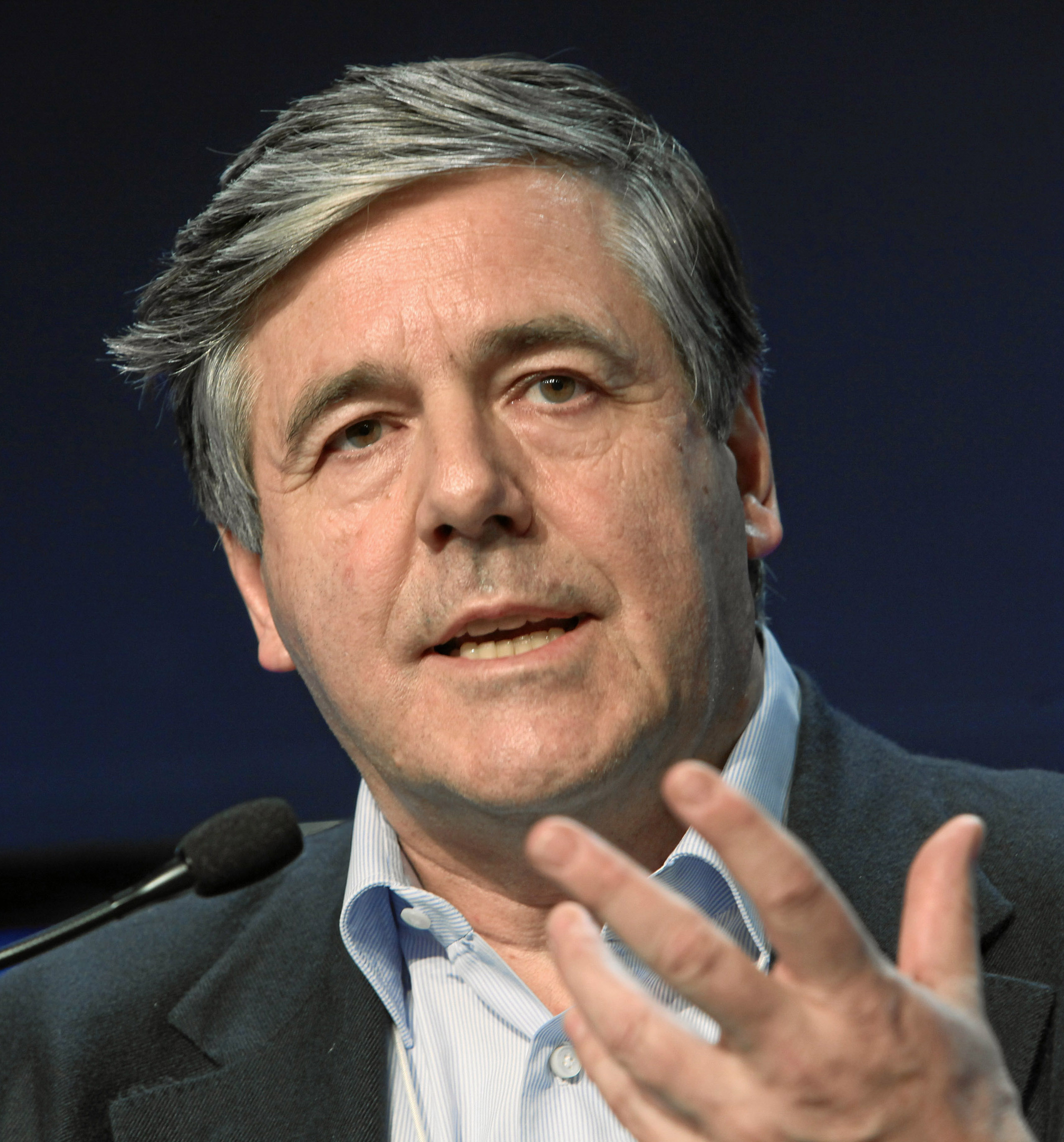
Josef Ackermann (* 1948)

- Ackermann, Joseph (1901–1987), Schweizer Politiker (CSP)
- Ackermann, Jürg-Beat (* 1962), Schweizer Rechtswissenschaftler
- Ackermann, Karl (1841–1903), deutscher Lehrer und Naturforscher
- Ackermann, Karl (1908–1996), deutscher Journalist und Verleger
- Ackermann, Karl David (1751–1811), deutscher Schauspieler, Sänger und Brauereibesitzer
- Ackermann, Karl Gustav (1820–1901), deutscher Politiker, MdR
- Ackermann, Karl-Ernst (* 1945), deutscher Pädagoge
- Ackermann, Karl-Friedrich (* 1938), deutscher Wirtschaftswissenschaftler und Unternehmensberater
- Ackermann, Karl-Heinz (1948–2015), deutscher Generalmajor der Bundeswehr
- Ackermann, Kathrin (* 1938), deutsche Schauspielerin und Synchronsprecherin
- Ackermann, Klaus (* 1946), deutscher Fußballspieler
- Ackermann, Konrad (1935–2022), deutscher Historiker und Heimatforscher
- Ackermann, Konrad Ernst (1712–1771), deutscher Schauspieler; Mitbegründer der deutschen Schaubühne
- Ackermann, Kurt (1928–2014), deutscher Architekt
- Ackermann, Kurt (1934–2013), deutscher Bauingenieur, Verkehrswissenschaftler und Hochschullehrer
- Ackermann, Lea (1937–2023), deutsche OrdensschwesterLea Ackermann (1937–2023)

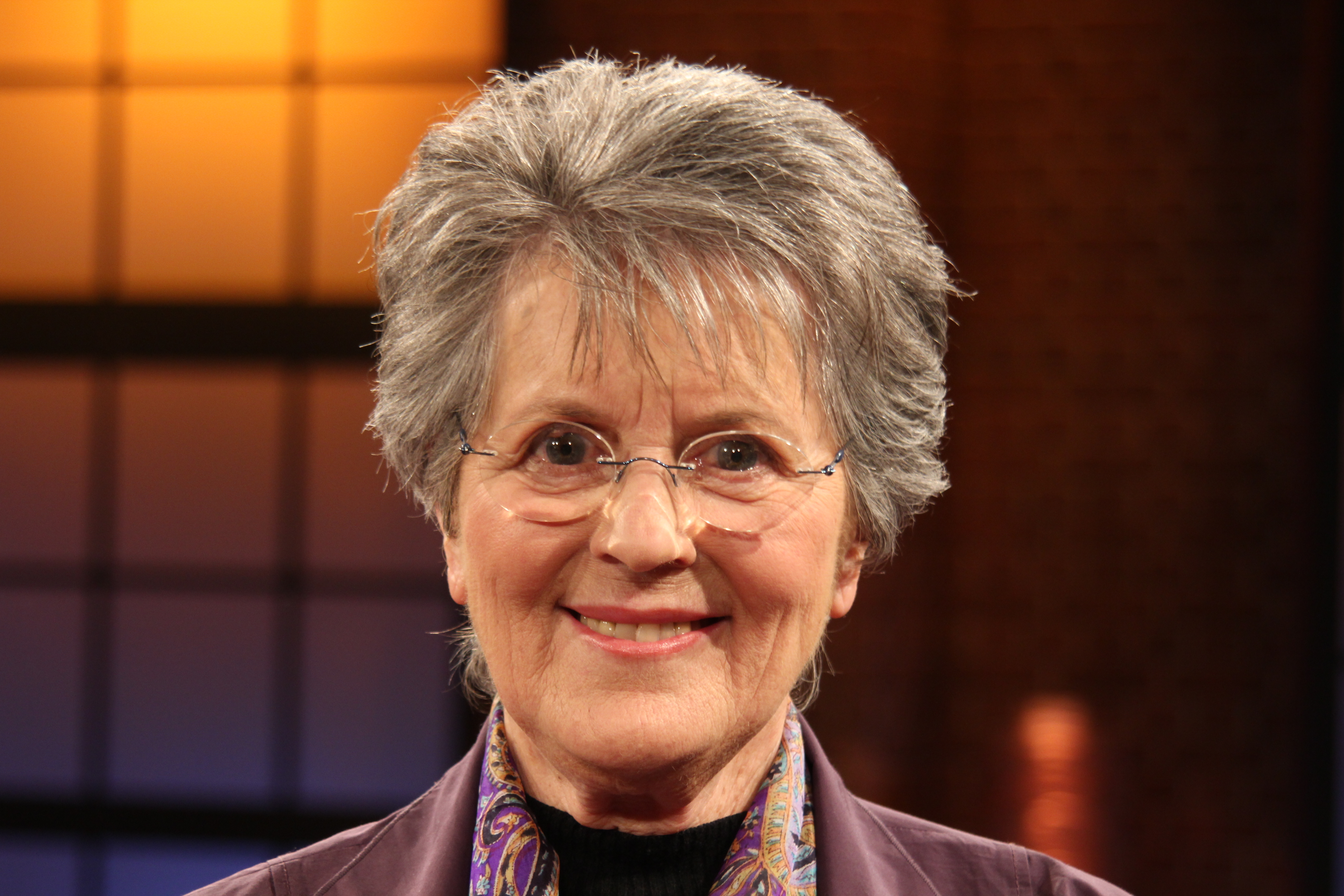
Lea Ackermann (1937–2023)

- Ackermann, Leo (1853–1907), deutscher Schauspieler und Regisseur
- Ackermann, Leonore (* 1936), deutsche Politikerin (Bündnis 90/Die Grünen), MdL
- Ackermann, Leopold (1771–1831), österreichischer katholischer Theologe
- Ackermann, Lilly (1891–1976), deutsche Schauspielerin und Schauspiellehrerin
- Ackermann, Louise-Victorine (1813–1890), französische Schriftstellerin und Mitglied der Parnassiens
- Ackermann, Lourens (1934–2024), südafrikanischer Jurist, Richter am Verfassungsgericht der Republik Südafrika
- Ackermann, Luc (* 1998), deutscher Freestyle Motocross-Fahrer
- Ackermann, Ludwig (* 1826), fränkischer Landwirt, Bäcker und Abgeordneter im Landtag
- Ackermann, Lutz (* 1941), deutscher Bildhauer
- Ackermann, Lutz (* 1945), deutscher Journalist und Rundfunk- und Fernsehmoderator
- Ackermann, Lutz (* 1972), deutscher Chemiker (Organische Chemie)
- Ackermann, Lutz (* 1977), deutscher Fernsehjournalist
- Ackermann, Manfred (1898–1991), österreichischer Politiker
- Ackermann, Marcus (* 1966), deutscher Wirtschaftsmanager und Basketballspieler
- Ackermann, Marion (* 1965), deutsche Kunsthistorikerin, Direktorin des Kunstmuseum StuttgartMarion Ackermann (* 1965)

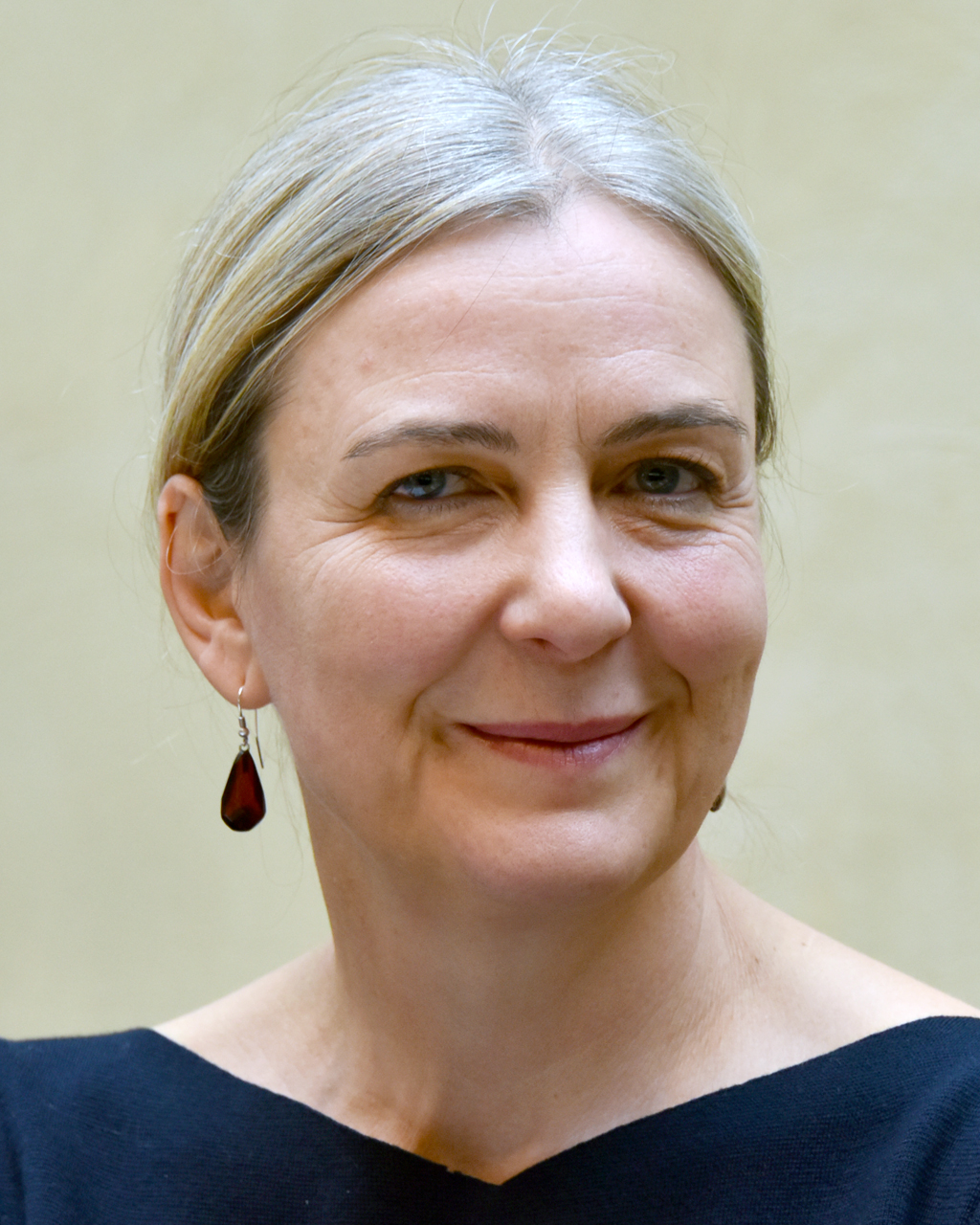
Marion Ackermann (* 1965)

- Ackermann, Martin (* 1971), Schweizer Biologe und Hochschullehrer
- Ackermann, Matthäus (1544–1606), kursächsischer Beamter
- Ackermann, Maud (* 1965), deutsche Synchronsprecherin
- Ackermann, Max (1887–1975), deutscher Maler und Grafiker; Schüler Adolf Hölzels
- Ackermann, Natalie (* 1980), deutsche Schauspielerin, Moderatorin und ehemalige Schönheitskönigin
- Ackermann, Norman (* 1983), deutscher Degenfechter
- Ackermann, Oskar (1836–1913), deutscher evangelischer Theologe
- Ackermann, Otto (1872–1953), deutscher Landschafts-, Marine- und Porträtmaler
- Ackermann, Otto (1909–1960), Schweizer Dirigent
- Ackermann, Pascal (* 1994), deutscher RadrennfahrerPascal Ackermann (* 1994)

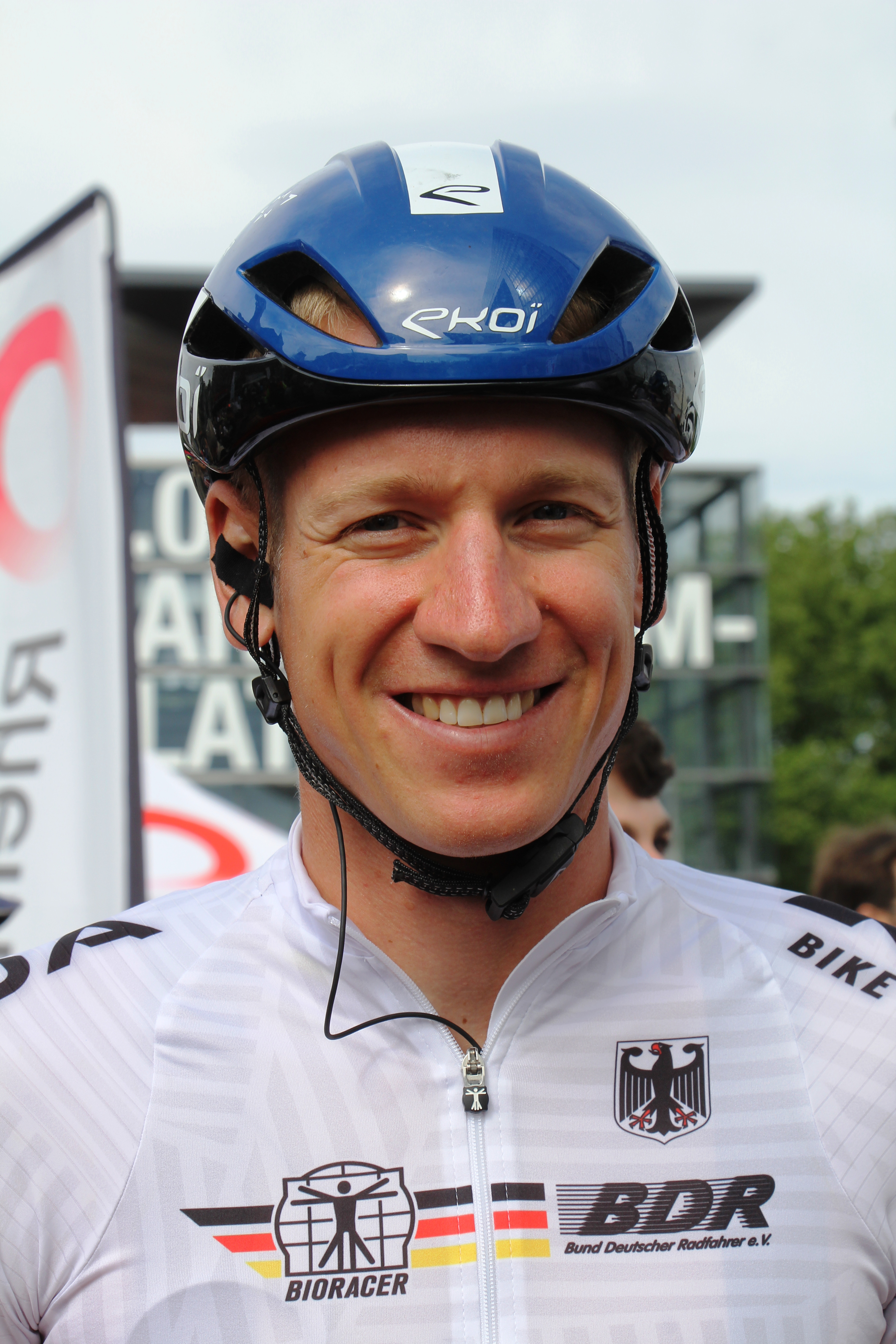
Pascal Ackermann (* 1994)

- Ackermann, Paul (1812–1846), französischer Sprachwissenschaftler
- Ackermann, Paul (* 1939), deutscher Politikwissenschaftler
- Ackermann, Peter (1934–2007), deutscher Maler und Graphiker, Professor in Karlsruhe
- Ackermann, Peter R. (* 1939), deutscher Rechtsanwalt, Unternehmer und Gründer der Kreuzberger Kinderstiftung rechtsfähige Stiftung bürgerlichen Rechts
- Ackermann, Philipp (* 1965), deutscher Diplomat
- Ackermann, Pia (* 1988), Schweizer Politikerin (SP)
- Ackermann, Placidus († 1842), Schweizer Benediktiner und Abt
- Ackermann, Rainer (* 1957), deutscher Fußballspieler
- Ackermann, Ralf (* 1971), liechtensteinischer Fussballspieler
- Ackermann, Reiner (* 1958), deutscher Fußballspieler
- Ackermann, Renate (* 1952), deutsche Politikerin (Grüne), MdL
- Ackermann, Richard (1869–1930), deutscher Konteradmiral der Kaiserlichen Marine
- Ackermann, Richard (1892–1968), deutscher Maler und Grafiker
- Ackermann, Rita (* 1968), ungarisch-amerikanische Künstlerin
- Ackermann, Rolf (1934–2024), deutscher Kriminalist und Kriminalwissenschaftler
- Ackermann, Rolf (1941–2015), deutscher Urologe und Hochschullehrer
- Ackermann, Rolf (* 1947), deutscher Fußballspieler
- Ackermann, Ronny (* 1977), deutscher Nordischer Kombinierer
- Ackermann, Rosemarie (* 1952), deutsche Leichtathletin (Hochspringerin)Rosemarie Ackermann (* 1952)

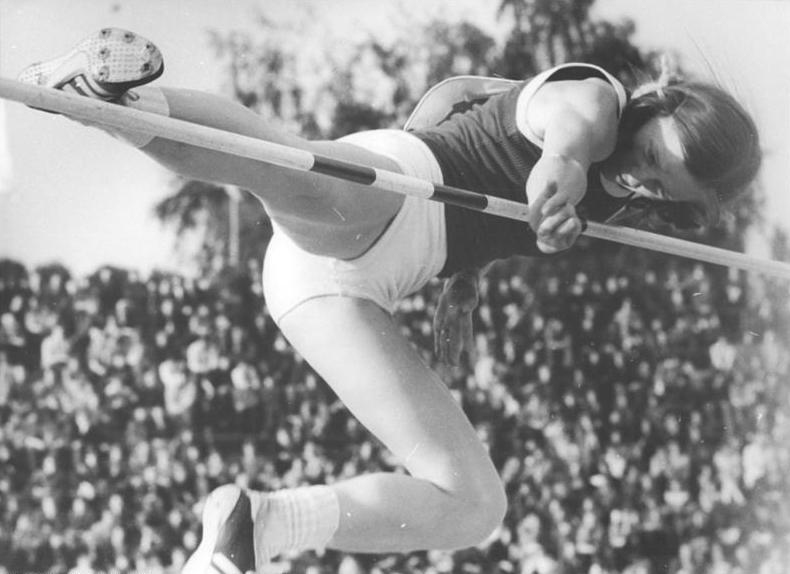
Rosemarie Ackermann (* 1952)

- Ackermann, Rudolf, deutscher Schwerathlet
- Ackermann, Rudolf (1921–2013), deutscher Neurologe, Psychiater und Hochschullehrer
- Ackermann, Rudolf Werner (1908–1982), deutscher Maler
- Ackermann, Rudolph (1764–1834), deutsch-britischer Verleger
- Ackermann, Ruth (* 1960), Schweizer Politikerin (Die Mitte)
- Ackermann, Samuel (* 1981), Schweizer Schauspieler
- Ackermann, Silke (* 1961), deutsch-britische Wissenschaftshistorikerin
- Ackermann, Silvère (* 1984), Schweizer Radrennfahrer
- Ackermann, Sofie (1760–1815), deutsche Theaterschauspielerin
- Ackermann, Sophie Charlotte (1714–1792), deutsche Schauspielerin
- Ackermann, Steffi (* 1975), deutsche Filmproduzentin und Drehbuchautorin
- Ackermann, Stephan (* 1963), deutscher römisch-katholischer Theologe und Bischof von TrierStephan Ackermann (* 1963)

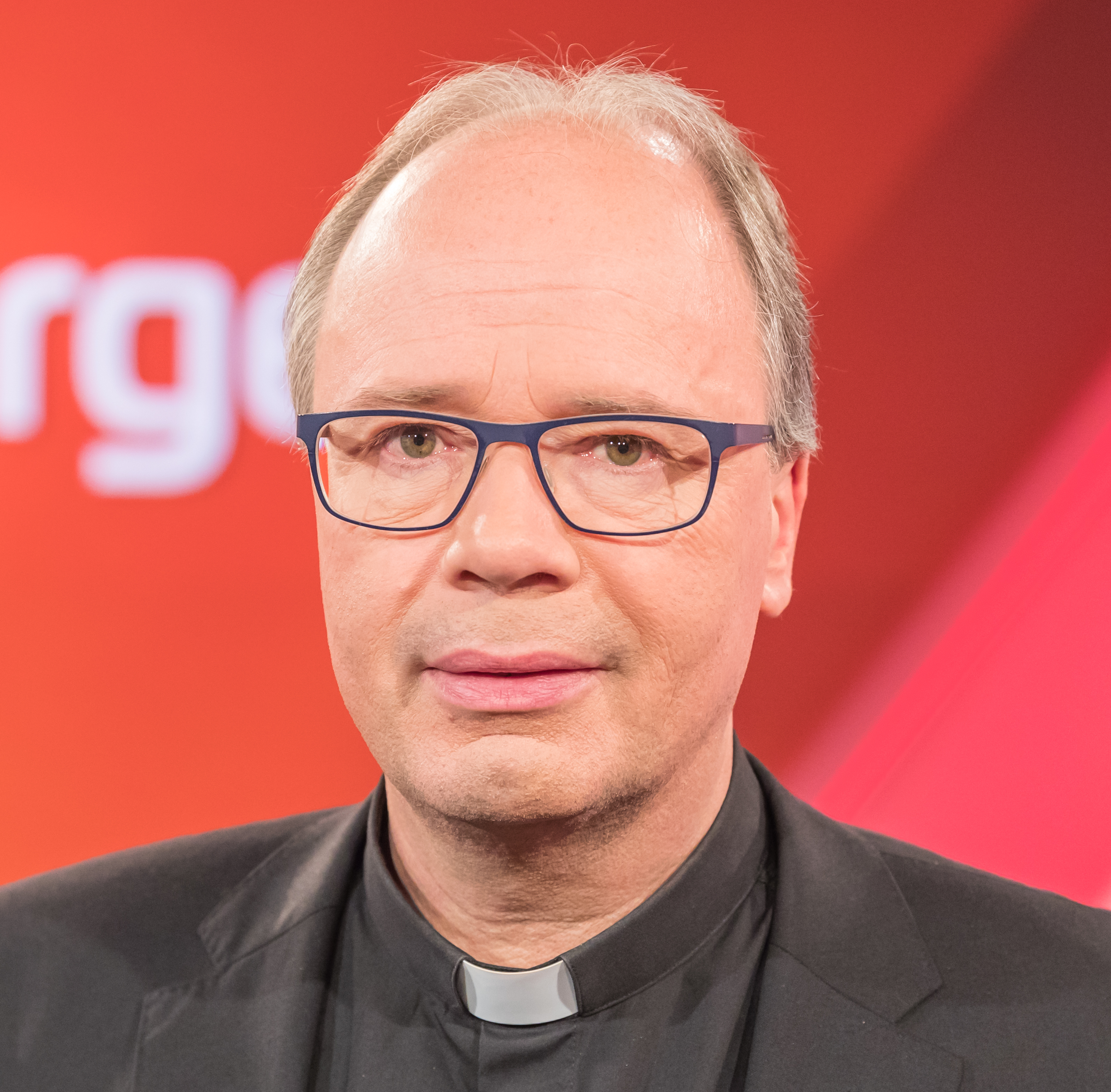
Stephan Ackermann (* 1963)

- Ackermann, Stephan (* 1973), Schweizer Politiker (GP)
- Ackermann, Theodor (1825–1896), deutscher Pathologe und Hochschullehrer
- Ackermann, Theodor (1925–2004), deutscher Chemiker
- Ackermann, Thomas (* 1966), deutscher Jurist und Hochschullehrer
- Ackermann, Thomas (* 1967), deutscher Politiker (Bündnis 90/Die Grünen), MdL Hessen
- Ackermann, Tobias (1656–1722), Abt der Zisterzienserklöster Heinrichau und Zirc
- Ackermann, Trude (1924–2018), österreichische Schauspielerin und Autorin
- Ackermann, Ueli (* 1957), Schweizer Kabarettist, Autor, Regisseur und Lehrer in Basel
- Ackermann, Ulla (* 1950), deutsche Reisejournalistin
- Ackermann, Ulrike (* 1957), deutsche Sozialforscherin, Journalistin und Buchautorin
- Ackermann, Uwe (* 1960), deutscher Leichtathlet
- Ackermann, Walter (1889–1978), deutscher Pädagoge
- Ackermann, Walter (1890–1969), Schweizer Textilunternehmer, Kantonsrat, Landammann und Ständerat
- Ackermann, Walter (1903–1939), Schweizer Pilot und Schriftsteller
- Ackermann, Werner (1892–1982), deutschsprachiger Schriftsteller, Verleger und zeitweise Miteigentümer der Künstlerkolonie Monte Verità in Ascona/Schweiz
- Ackermann, Werner (1923–1995), deutscher Fußballspieler
- Ackermann, Wilhelm (1758–1825), sächsischer Oberpfarrer und Schulinspektor
- Ackermann, Wilhelm (1887–1959), deutscher Journalist
- Ackermann, Wilhelm (1896–1962), deutscher MathematikerWilhelm Ackermann (1896–1962)

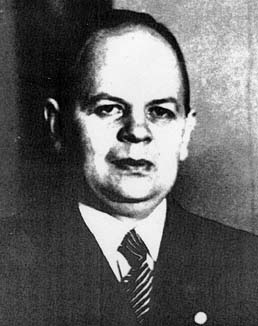
Wilhelm Ackermann (1896–1962)

- Ackermann, Wilhelm August (1793–1865), deutscher Gymnasiallehrer, Bibliothekar und Kunsthistoriker
- Ackermann, Wilhelm Heinrich (1789–1848), deutscher Lehrer
- Ackermann, Wilhelm Paul (1914–2002), deutscher Heilpraktiker und schwedischer Arzt
- Ackermann, Willy (1896–1973), Schweizer Schauspieler, Operettenbuffo und Kabarettist
- Ackermann, Wolfgang (* 1951), deutscher Generalapotheker der Bundeswehr
- Ackermann-Teubner, Alfred (1857–1941), deutscher Verleger
- Ackermanns, Johannes (1887–1962), deutscher Politiker der CDU
- Ackermans, Gerhard (1926–2011), deutscher Medienunternehmer
- Ackermans, Heinz (* 1949), deutscher Bildhauer, Maler, Grafiker und Kunstsammler

###### Ackern
- Ackern, Klaus van (* 1941), deutscher Anästhesist
- Ackernley, Mabel (1891–1977), englische Komponistin und Musikerin

###### Ackers
- Ackers, Andrew Acquarulo (1919–1978), US-amerikanischer Pianist, Bandleader und Komponist
- Ackers, Beatrix (* 1964), deutsche Hörspielregisseurin
- Ackers, Maximiliane (1896–1982), deutsche Schriftstellerin, Drehbuchautorin und Schauspielerin
- Ackers, Rebekka (* 1990), deutsche Leichtathletin
- Ackerschott, Richard (1921–2002), deutscher Fußballspieler
- Ackersdijck, Jan (1790–1861), niederländischer Jurist, Statistiker und Staatsökonom

##### Ackes
- Ackeström, Oscar (* 1972), schwedischer Eishockeyspieler

#### Ackh
- Ackhavong, Sisouphonh (* 2003), laotischer Fußballspieler

#### Acki
- Ackie, Naomi (* 1992), britische SchauspielerinNaomi Ackie (* 1992)

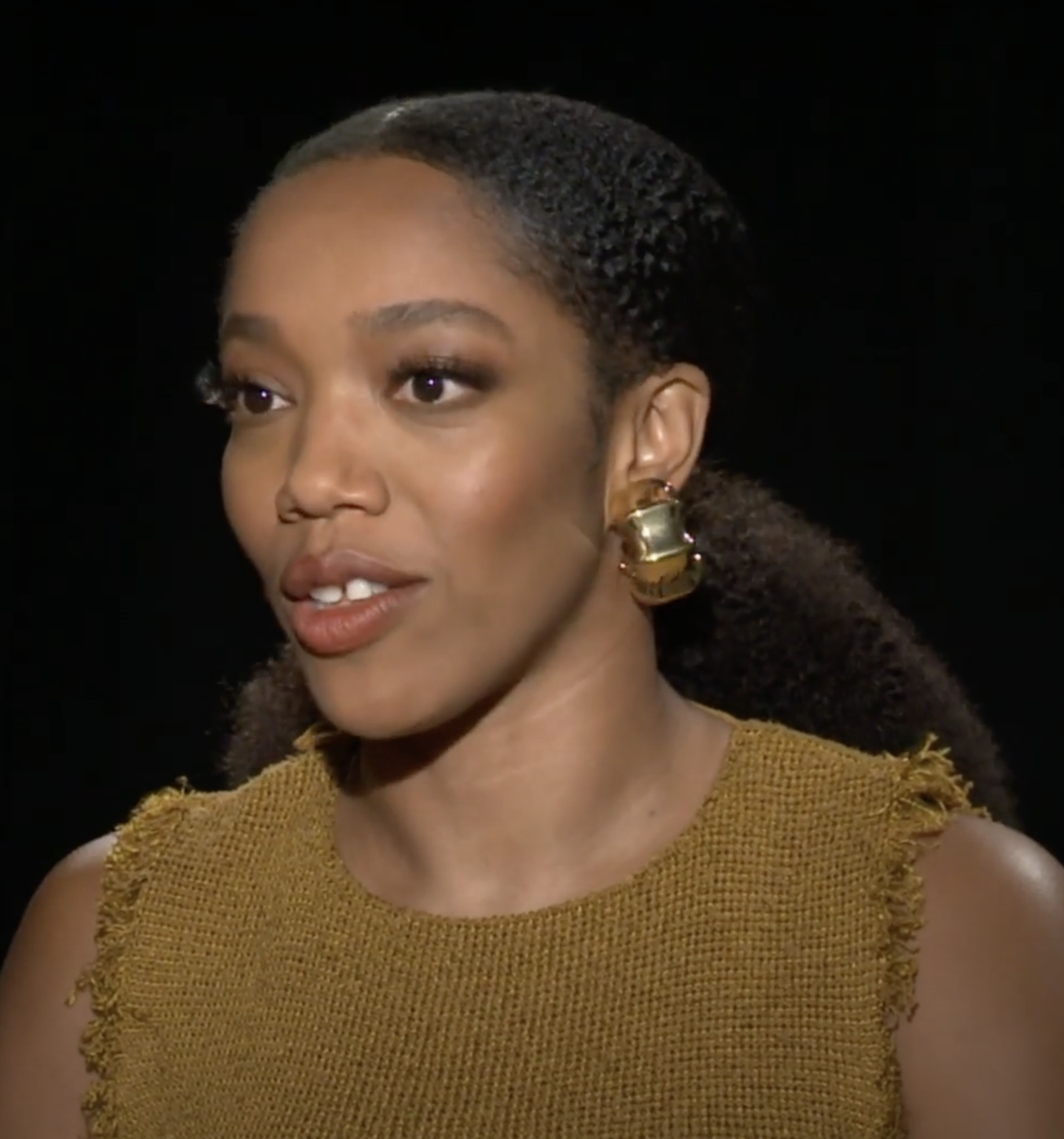
Naomi Ackie (* 1992)

- Acking, Carl-Axel (1910–2001), schwedischer Architekt und Möbeldesigner

#### Ackl
- Ackland, Jeanne Isabel Dorothy (1914–1998), kanadische Organistin, Pianistin, Musikpädagogin und Komponistin
- Ackland, Joss (1928–2023), britischer Schauspieler
- Ackland, Rodney (1908–1991), britischer Schauspieler, Drehbuchautor, Bühnenautor und Regisseur
- Ackland, Valentine (1906–1969), britische Lyrikerin und Antiquitätenhändlerin
- Ackland-Snow, Brian (1940–2013), britischer Artdirector und Szenenbildner
- Ackland-Snow, Terry (* 1943), britischer Produktionsdesigner
- Acklen, Joseph H. (1850–1938), US-amerikanischer Politiker
- Ackles, Danneel (* 1979), US-amerikanische Schauspielerin
- Ackles, David (1937–1999), US-amerikanischer Singer-Songwriter, Pianist, Hochschullehrer und Kinderdarsteller
- Ackles, Jensen (* 1978), US-amerikanischer FernsehschauspielerJensen Ackles (* 1978)

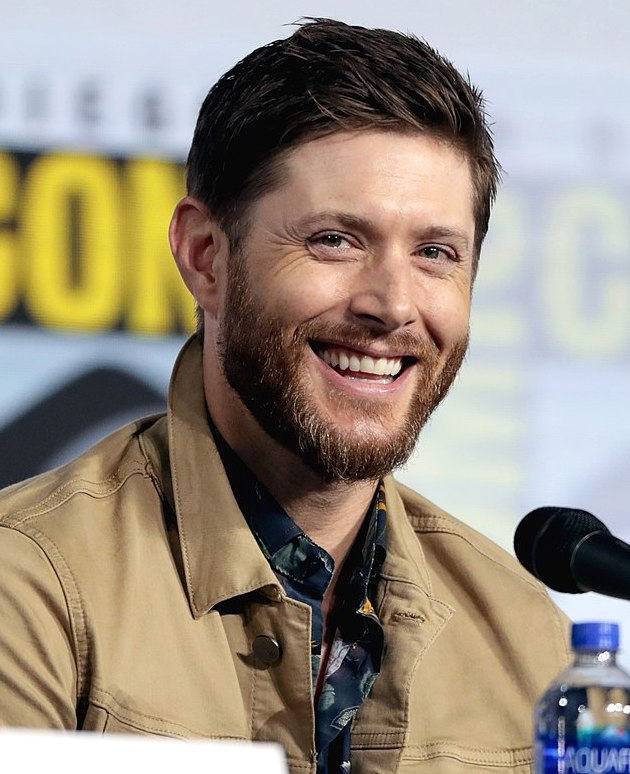
Jensen Ackles (* 1978)

- Ackley, Gardner (1915–1998), US-amerikanischer Ökonom
- Acklin, Barbara (1943–1998), US-amerikanische Soulsängerin und Songschreiberin
- Acklin, Donat (* 1965), Schweizer Olympiasieger im Bobsport
- Acklin, Guido (* 1969), Schweizer Bobfahrer
- Acklin, Jürg (* 1945), Schweizer Psychoanalytiker und Schriftsteller
- Acklin, Peter (1821–1879), Schweizer Jurist, Journalist und Politiker

#### Ackm
- Ackman, Bill (* 1966), amerikanischer Hedgefonds-ManagerBill Ackman (* 1966)

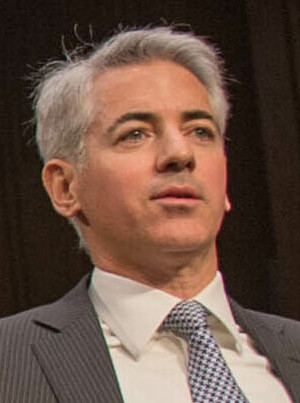
Bill Ackman (* 1966)

- Ackman, Robert (1927–2013), kanadischer Chemiker und Professor
- Ackmann, Friedrich (1903–1972), deutscher Verwaltungsjurist und Landrat

#### Ackn
- Ackner, Desmond, Baron Ackner (1920–2006), britischer Jurist
- Ackner, Johann Michael (1782–1862), siebenbürgischer Archäologe und Naturforscher

#### Acko
- Ačko, France (1904–1974), slowenischer Kirchenmusiker, Organist und Komponist
- Ackoff, Karen, US-amerikanische Illustratorin
- Ackoff, Russell (1919–2009), US-amerikanischer Organisationstheoretiker

#### Ackr
- Ackrill, John Lloyd (1921–2007), englischer Philosophiehistoriker
- Ackrill, Ursula (* 1974), rumänische deutschsprachige Schriftstellerin
- Ackroyd, Barry (* 1954), britischer Kameramann
- Ackroyd, Haughton (1894–1979), englischer Fußballspieler
- Ackroyd, Jack (1895–1967), englischer Fußballspieler
- Ackroyd, John (1868–1927), englischer Fußballspieler
- Ackroyd, Peter (* 1949), englischer Schriftsteller
- Ackroyd, Poppy, britische Musikerin und Komponistin
- Ackroyd, William (1875–1953), britischer Geiger und Musikpädagoge

#### Acks
- Acksel, Tilo (* 1970), deutscher Schauspieler und Hörfunkmoderator
- Ackson, Tulia (* 1976), tansanische Juristin und Politikerin
- Acksteiner, Jozo (* 1969), deutscher Wirtschaftswissenschaftler

#### Ackt
- Ackté, Aino (1876–1944), finnische Opernsängerin (Sopran)
- Acktun, Gerhard (* 1955), deutscher Schauspieler und Synchronsprecher

#### Ackv
- Ackva, Wolf (1911–2000), deutscher Schauspieler und SynchronsprecherWolf Ackva (1911–2000)

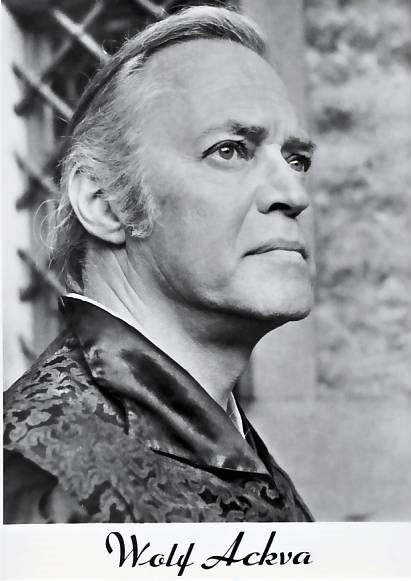
Wolf Ackva (1911–2000)

### Acl
- Aclan, Alejandro (* 1951), philippinisch-US-amerikanischer Geistlicher und römisch-katholischer Weihbischof in Los Angeles
- Acland, Antony (1930–2021), britischer Diplomat
- Acland, Arthur, 13. Baronet (1847–1926), britischer Politiker der Liberal Party, Unterhausabgeordneter, Bildungsminister
- Acland, Emily (1830–1905), neuseeländische Pionierin und Malerin
- Acland, Jack (1904–1981), neuseeländischer Politiker und Landwirtschaftsfunktionär
- Acland, John (1928–2006), britischer Generalmajor
- Acland, Mike (* 1935), englischer Fußballspieler
- Acland, Richard (1906–1990), britischer Politiker (Liberal Party, British Common Wealth Party, Labour Party)

### Aco
- ACO (* 1977), japanische Sängerin
- Acocks, John Phillip Harison (1911–1979), südafrikanischer Botaniker
- Acol Dalis, Sebastian (1925–2004), philippinischer katholischer Bischof
- Acolatse, Guy (* 1942), togoischer Fußballspieler
- Acolatse, Sena (* 1990), US-amerikanisch-kanadischer Eishockeyspieler
- Acoluth, Johann (1658–1696), deutscher Mediziner, Stadtarzt in Breslau
- Acoluth, Johann Karl (1700–1763), deutscher Mediziner und Apotheker der Stadt-Apotheke in Zittau
- Acoluth, Karl Benjamin (1726–1800), deutscher Jurist und Schriftsteller
- Acoluthus, Andreas (1654–1704), deutscher Orientalist und Sprachforscher
- Acomb, Doug (* 1949), kanadischer Eishockeyspieler
- Aconcha Acosta, Leandro (* 1966), kolumbianischer Pianist, Dirigent und Komponist
- Aconia Fabia Paulina († 384), aristokratische Römerin, Frau des Vettius Agorius Praetextatus
- Aconius Catullinus Philomatius, römischer Senator, Konsul (349)
- Aconius Statura, Lucius, römischer Centurio
- Acontius, Jacobus (* 1492), italienischer Humanist und Theologe
- Acontius, Melchior († 1569), deutscher Humanist und Lyriker
- Acop, Romeo, philippinischer General und Politiker
- Acord, Art (1890–1931), US-amerikanischer Stummfilmschauspieler und Rodeo-Champion
- Acord, David, Tontechniker und Synchronsprecher
- Acord, Lance (* 1964), US-amerikanischer Kameramann und Filmproduzent
- Acoreus, alexandrinischer Gelehrter
- Acorn, Milton (1923–1986), kanadischer Dichter und Schriftsteller
- Acosta Beltrán, José Hiraís (* 1966), mexikanischer Geistlicher, römisch-katholischer Bischof von Huejutla
- Acosta Cárdenas, Miguelina (1887–1933), peruanische Juristin, Journalistin und Frauenrechtlerin
- Acosta Chaparro, Mario Arturo (1942–2012), mexikanischer Militär
- Acosta de Barón, Josefina (* 1897), kolumbianische Pianistin, Musikpädagogin und Komponistin
- Acosta Espinosa, Alberto (* 1948), ecuadorianischer Wirtschaftswissenschaftler, Politiker und Autor
- Acosta Gadea, Cecilio (1899–1957), venezolanischer Pianist, Komponist, Schriftsteller und Journalist
- Acosta García, Julio (1872–1954), costa-ricanischer Politiker
- Acosta Guión, Domingo (1884–1959), spanischer Schriftsteller und Journalist
- Acosta Hernández, José Antonio, mutmaßlicher mexikanischer Verbrecher
- Acosta Hospitaleche, Carolina (* 1975), argentinische Paläornithologin
- Acosta Moreno, Miguel (* 1975), mexikanischer Fußballspieler
- Acosta Romero, Ulisses (1911–1986), venezolanischer Geiger, Komponist, Arrangeur und Dirigent
- Acosta y Lara, Eduardo F. (1917–2014), uruguayischer Historiker und Anthropologe
- Acosta, Agustín (1886–1978), kubanischer Politiker und Schriftsteller
- Acosta, Aida de (1884–1962), erste amerikanische Frau kubanischer Abstammung, die ein motorgetriebenes Luftschiff steuerte
- Acosta, Alberto Joshimar (* 1988), mexikanischer Fußballspieler
- Acosta, Alejandro (* 1980), uruguayischer Fußballspieler

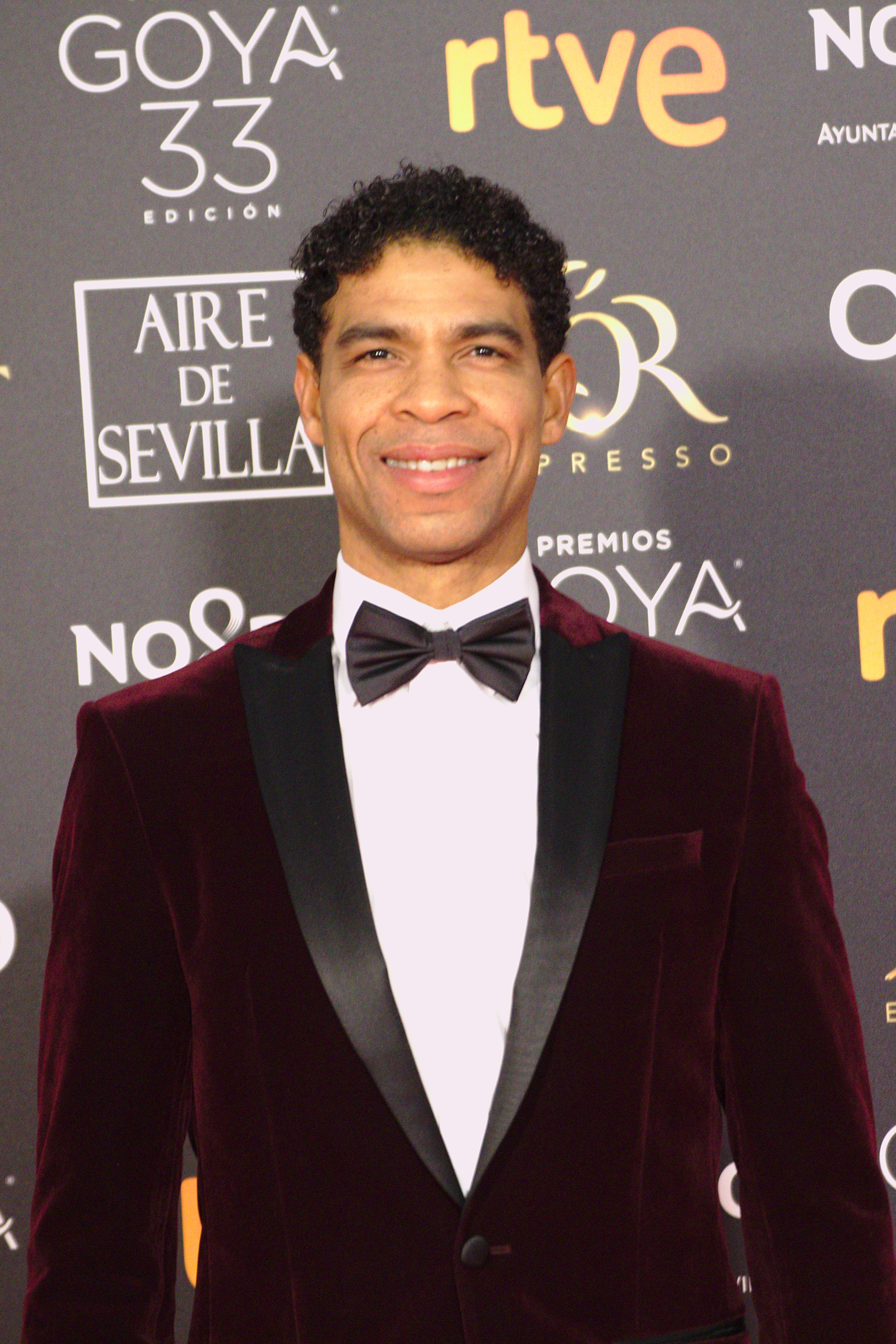
Carlos Acosta (* 1973)

- Acosta, Alejandro Rafael (* 1990), uruguayischer Fußballspieler
- Acosta, Alexander (* 1969), US-amerikanischer Jurist, Hochschullehrer und PolitikerAlexander Acosta (* 1969)

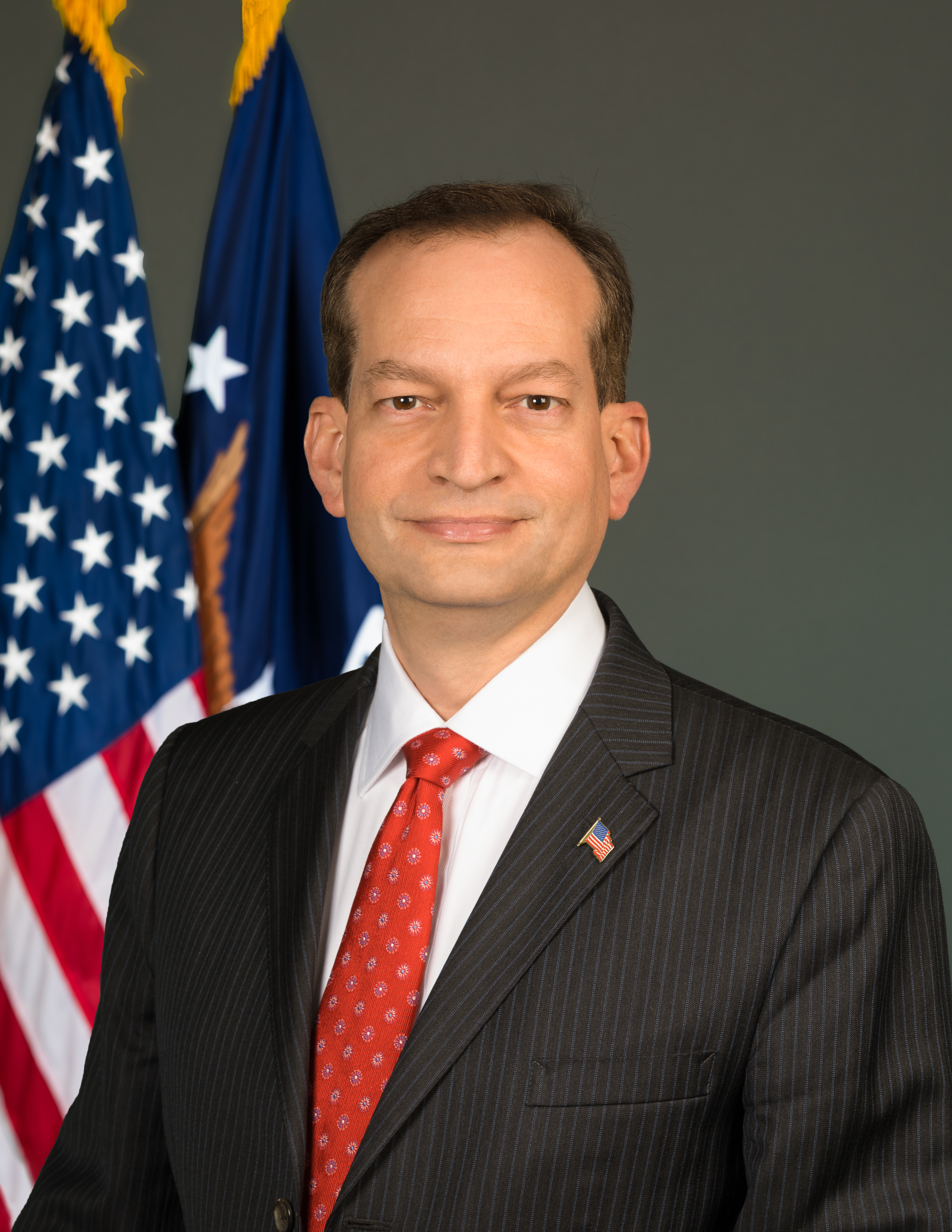
Alexander Acosta (* 1969)

- Acosta, Anabelle (* 1987), kubanische Schauspielerin und Model
- Acosta, Anastasia (* 1975), costa-ricanische Schauspielerin und Model
- Acosta, Ángel (* 1990), puerto-ricanischer Boxer
- Acosta, Asunción (* 1954), kubanische Sprinterin
- Acosta, Azi (* 2004), philippinische Filmschauspielerin
- Acosta, Beto (* 1966), argentinischer Fußballspieler und -trainer
- Acosta, Boris, US-amerikanischer Filmproduzent und Filmregisseur
- Acosta, Carlos (* 1973), kubanischer Balletttänzer und ChoreografCarlos Acosta (* 1973)
- Acosta, Carlos Daniel (* 1990), uruguayischer Fußballspieler
- Acosta, Christian (* 2004), paraguayischer Leichtathlet
- Acosta, Cristóbal (* 1515), portugiesischer Arzt und Botaniker
- Acosta, Danilo (* 1997), honduranisch-US-amerikanischer Fußballspieler
- Acosta, Diego (* 2002), paraguayischer Fußballspieler
- Acosta, Ditto (* 1969), arubanischer Poolbillardspieler
- Acosta, Franco (1996–2021), uruguayischer Fußballspieler
- Acosta, Gerardo (* 1984), uruguayischer Fußballspieler
- Acosta, Graciela (* 1963), uruguayische Leichtathletin
- Acosta, Gustavo (1965–2024), argentinischer Fußballspieler
- Acosta, Héctor (1933–1973), argentinischer Radrennfahrer
- Acosta, Héctor (* 1967), dominikanischer Sänger und Komponist
- Acosta, Ildefonso (1939–2022), kubanischer Gitarrist, Musikpädagoge und Komponist
- Acosta, Jhonny (* 1983), costa-ricanischer Fußballtorhüter
- Acosta, Jim (* 1971), US-amerikanischer JournalistJim Acosta (* 1971)

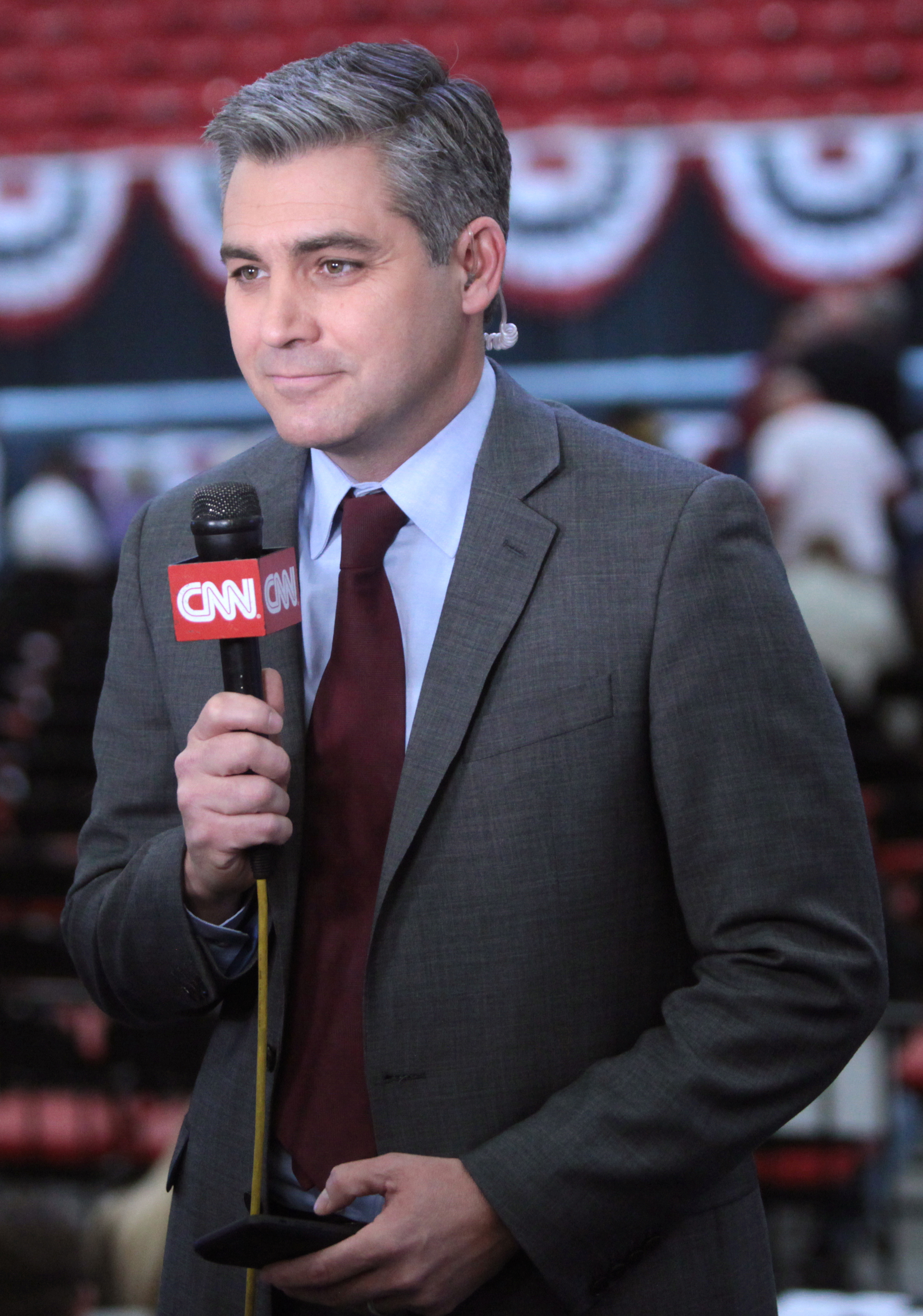
Jim Acosta (* 1971)

- Acosta, Joaquín († 1852), kolumbianischer Wissenschaftler
- Acosta, Jorge Eduardo (* 1941), argentinischer Militär und Politiker
- Acosta, José de, spanischer Jesuit, Missionar
- Acosta, José Julián (1825–1891), puerto-ricanischer Journalist und Abolitionist
- Acosta, José Renato Salazar, kolumbianischer Diplomat
- Acosta, Juan Alberto (* 1957), uruguayischer Fußballspieler
- Acosta, Juan Carlos (* 1957), uruguayischer Fußballspieler
- Acosta, Kellyn (* 1995), US-amerikanischer Fußballspieler
- Acosta, Lautaro (* 1988), argentinischer Fußballspieler
- Acosta, Luciano (* 1994), argentinischer Fußballspieler
- Acosta, Luis Alberto (* 1959), uruguayischer Fußballspieler
- Acosta, Manny (* 1981), panamaischer Baseballspieler
- Acosta, Mariano (* 1930), argentinischer Sprinter
- Acosta, Mauricio, uruguayischer Fußballspieler
- Acosta, Mauro (* 1989), uruguayischer Gewichtheber
- Acosta, Mercedes de (1893–1968), amerikanische Schriftstellerin und Modedesignerin
- Acosta, Michel (* 1988), uruguayischer Fußballspieler
- Acosta, Miguel (* 1972), paraguayisch Fußballspieler
- Acosta, Miguel (* 1978), venezolanischer Boxer
- Acosta, Nelson, uruguayisch-chilenischer Fußballspieler und Trainer
- Acosta, Oscar (* 1964), argentinischer Fußballspieler
- Acosta, Oscar Zeta (* 1935), US-amerikanischer Rechtsanwalt, Schriftsteller und PolitikerOscar Zeta Acosta (* 1935)

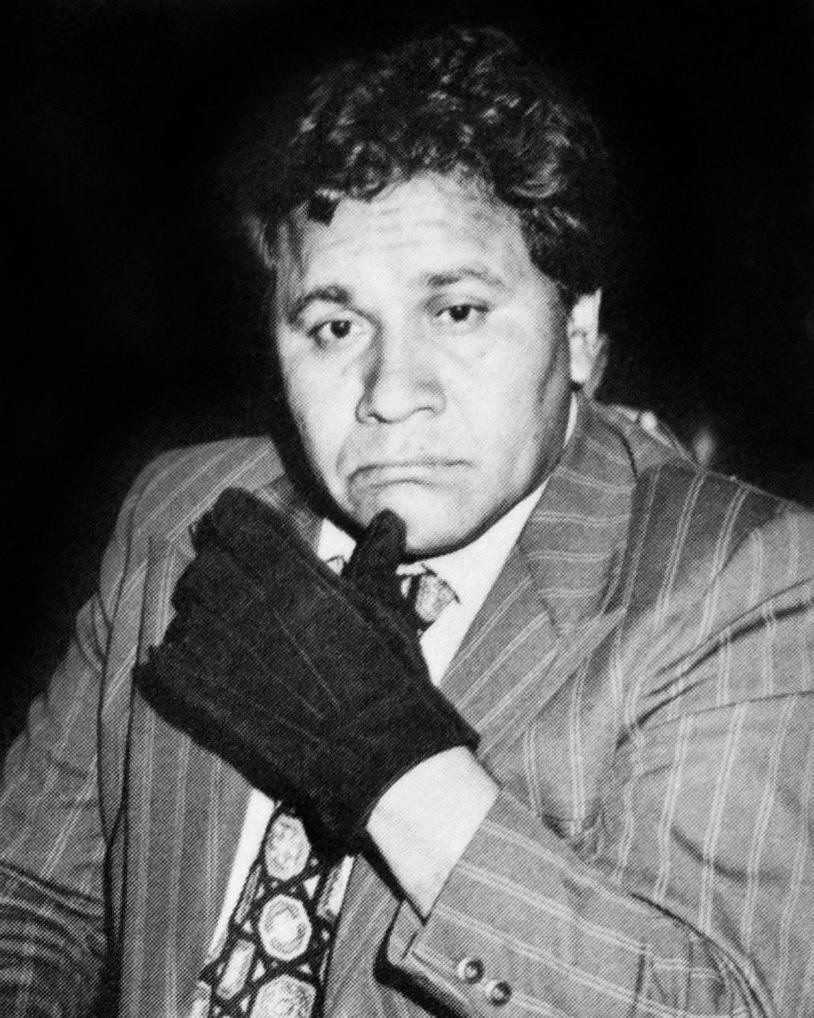
Oscar Zeta Acosta (* 1935)

- Acosta, Osmay (* 1985), kubanischer Boxer
- Acosta, Pedro (* 2004), spanischer Motorradrennfahrer
- Acosta, Rafael (* 1989), venezolanischer Fußballspieler
- Acosta, Ray (* 1983), US-amerikanischer Basketballschiedsrichter
- Acosta, Rodolfo (1920–1974), mexikanischer Schauspieler
- Acosta, Rodolfo (* 1970), kolumbianischer Komponist
- Acosta, Rubén (* 1968), uruguayischer Fußballspieler
- Acosta, Ursula (1933–2018), deutsch-US-amerikanische Psychologin
- Acosta, Waldemar (* 1986), uruguayischer Fußballspieler
- Acosta, Walter (* 1935), uruguayischer Schauspieler, Theaterregisseur und Dramaturg
- Acosta-Hughes, Benjamin (* 1960), US-amerikanischer Gräzist
- Acosta-Sison, Honoria (1888–1970), philippinische Ärztin
- Acou, Lucien (1921–2016), belgischer Radrennfahrer und Radsportnationaltrainer
- A’Court, Alan (1934–2009), englischer Fußballspieler und -trainer
- Acović, Dragomir M. (* 1943), jugoslawischer und serbischer Architekt, Phaleristiker und Heraldiker

### Acq
- Acquaah, George (1925–1963), ghanaischer Leichtathlet
- Acquafresca, Robert (* 1987), italienisch-polnischer Fußballspieler
- Acquah, Afriyie (* 1992), ghanaischer FußballspielerAfriyie Acquah (* 1992)

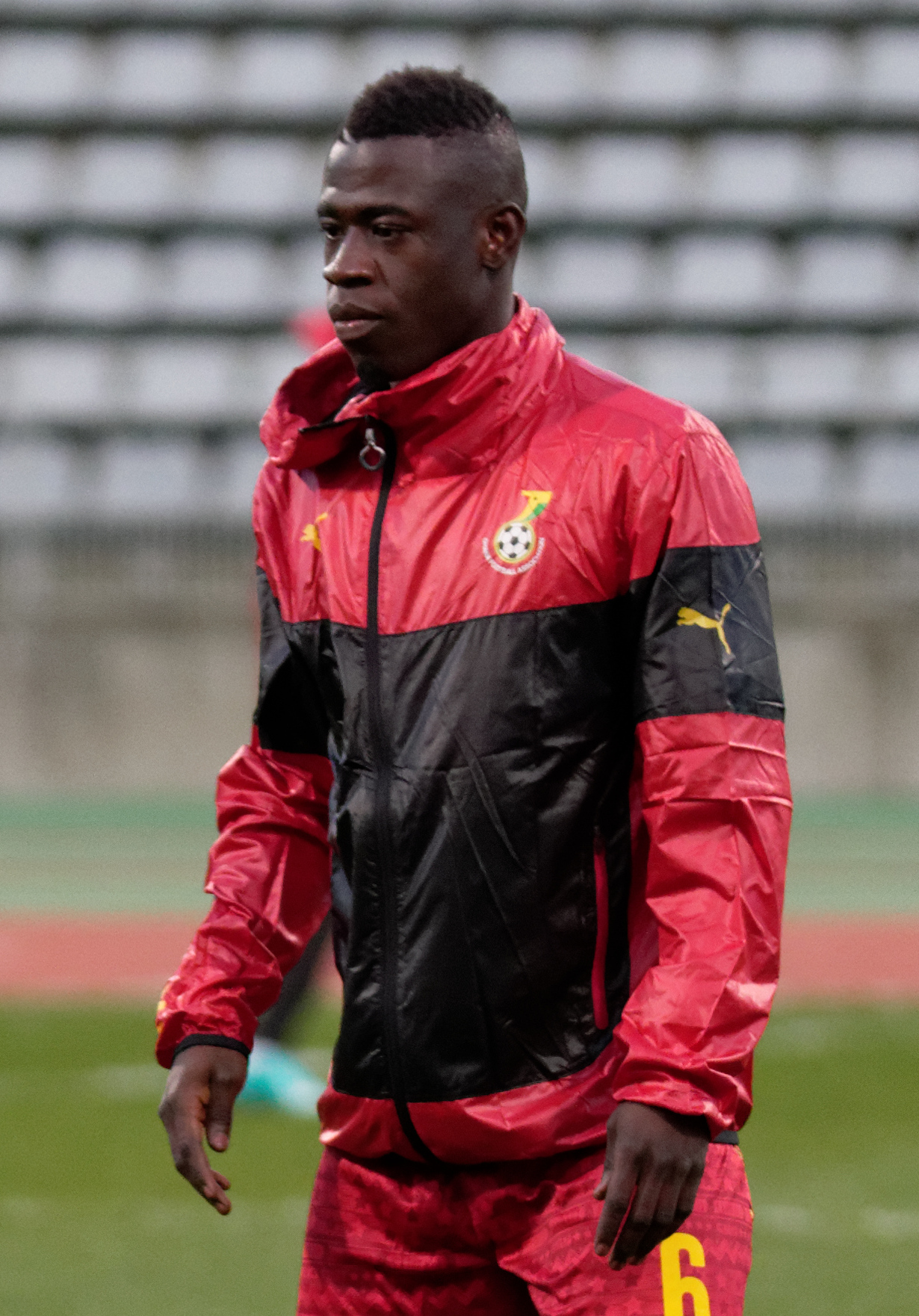
Afriyie Acquah (* 1992)

- Acquah, Benjamin (* 2000), ghanaischer Fußballspieler
- Acquah, Deborah (* 1996), ghanaische Weit- und Dreispringerin
- Acquah, Edward (1935–2011), ghanaischer Fußballspieler
- Acquah, George Kingsley (1942–2007), ghanaischer Jurist und Politiker
- Acquah, Henry (* 1965), ghanaischer Fußballspieler
- Acquah, Reuben (* 1996), ghanaischer Fußballspieler
- Acquanetta (1921–2004), US-amerikanische Schauspielerin
- Acquaro, Kimberlee, US-amerikanische Filmregisseurin, Filmproduzentin und Fotojournalistin
- Acquarone, Lorenzo (1931–2020), italienischer Rechtsanwalt und Politiker
- Acquart, André (1922–2016), französischer Maler, Bühnen- und Kostümbildner
- Acquart, Pauline (* 1992), französische Schauspielerin
- Acquaviva d’Aragona, Ottavio (1560–1612), Kardinal, Erzbischof von Neapel
- Acquaviva d’Aragona, Ottavio (1609–1674), italienischer Kardinal der Römischen Kirche
- Acquaviva, Claudio (1543–1615), Generaloberer der Societas Jesu (Jesuitenorden)
- Acquaviva, Francesco (1665–1725), Kardinal der Römischen Kirche
- Acquaviva, Giosia († 1462), italienischer Adliger
- Acquaviva, Giulio Antonio († 1481), italienischer Adliger
- Acquaviva, Jean-Félix (* 1973), französischer Politiker (Femu a Corsica)
- Acquaviva, John (* 1963), italienisch-kanadischer Techno/House DJ
- Acquaviva, Rodolfo (1550–1583), italienischer Mönch, als Märtyrer seliggesprochener Indienmissionar aus dem Jesuitenorden
- Acquaviva, Safiatou (* 1999), französisch-guineische Sprinterin
- Acquevillo, Jean-Jacques (* 1989), französischer Handballspieler
- Acquistapace, Jonas (* 1989), deutscher Fußballspieler
- Acquoy, Johannes Gerhardus Rijk (1829–1896), niederländischer reformierter Theologe

### Acr
- Acraze, US-amerikanischer DJ, Musikproduzent und Songwriter der EDM
- Acres, Birt (1854–1918), britischer Fotograf und Filmpionier
- Acres, Isabella (* 2001), US-amerikanische Schauspielerin und Synchronsprecherin
- Acres, Thyra Avis Mary (1910–1994), neuseeländische Schriftstellerin, Illustratorin, Malerin, Umweltschützerin
- Acri, Bob (1918–2013), US-amerikanischer Jazz- und Studiomusiker
- Acri, Francesco (1834–1913), italienischer Philosoph und Philosophiehistoriker
- Acrivos, Andreas (1928–2025), griechisch-US-amerikanischer Ingenieurwissenschaftler und Chemieingenieur
- Acron, Helenius, antiker römischer Grammatiker und Kommentator
- Acronius, Johannes (1565–1627), deutscher reformierter Theologe

### Acs
- Ács, Gábor (* 1926), ungarischer Architekt
- Ács, József (1914–1990), jugoslawischer Maler, Kunstpädagoge und Kunstkritiker
- Ács, József (1931–2023), ungarischer Bildhauer und Medailleur
- Ács, József (* 1948), ungarischer Pianist und Organist
- Ács, József (* 1965), ungarischer Programmierer und Schriftsteller
- Ács, Péter (* 1981), ungarischer Schachmeister

### Act
- Act, Courtney (* 1982), australische Dragqueen und Reality-TV-Persönlichkeit
- Actarian, Virgil (1921–1998), rumänischer Politiker (PCR)
- Action Bronson (* 1983), US-amerikanischer RapperAction Bronson (* 1983)

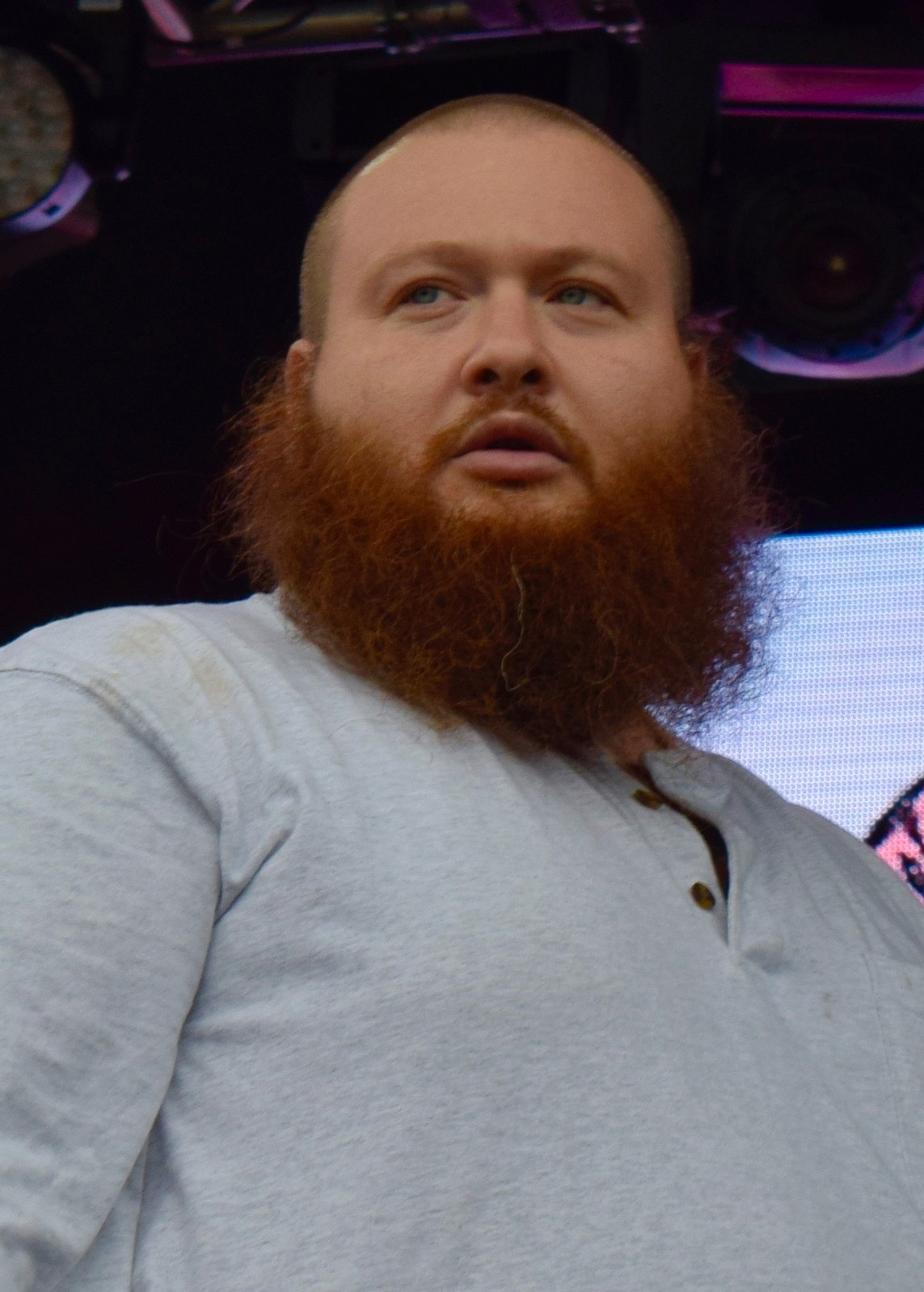
Action Bronson (* 1983)

- Acton Burnell, Rory, britischer Schauspieler und Synchronsprecher
- Acton, Alec (1938–1994), englischer Fußballspieler
- Acton, Alfredo (1867–1934), italienischer Admiral und Senator
- Acton, Ben (1927–2020), australischer Eishockeyspieler
- Acton, Brian (* 1972), US-amerikanischer Programmierer und Unternehmer
- Acton, Brigitte (* 1985), kanadische Skirennläuferin
- Acton, Carlo (1829–1909), italienischer Komponist und Pianist
- Acton, Charles Januarius (1803–1847), italienischer Kardinal mit englischen Vorfahren
- Acton, Edward (* 1949), britischer Historiker und Hochschullehrer
- Acton, Eliza (1799–1859), englische Köchin und Kochbuchautorin
- Acton, Ferdinando (1832–1891), italienischer Admiral und Politiker, Mitglied der Camera und Senats, Marineminister
- Acton, Harold (1904–1994), britischer Autor
- Acton, Jafrailyson (* 2004), niederländischer Sprinter
- Acton, John (1736–1811), italienischer Politiker und Militär englischer Abstammung
- Acton, John (1863–1915), britischer Sänger, Gesangspädagoge und Komponist
- Acton, Keith (* 1958), kanadischer Eishockeyspieler und -trainer
- Acton, Loren (* 1936), US-amerikanischer Astrophysiker und Astronaut
- Acton, Shane (1947–2002), britischer Weltumsegler
- Acton, Will (* 1987), kanadisch-US-amerikanischer Eishockeyspieler und -scout
- Acton, William († 1875), britischer Sexualforscher
- Actorius Naso, Marcus, römischer Geschichtsschreiber
- Actumerus, Anführer der antiken Chatten

### Acu
- Acuff, Amy (* 1975), US-amerikanische Hochspringerin
- Acuff, Eddie (1908–1956), US-amerikanischer Schauspieler
- Acuff, Roy (1903–1992), US-amerikanischer Countrysänger und MusikverlegerRoy Acuff (1903–1992)

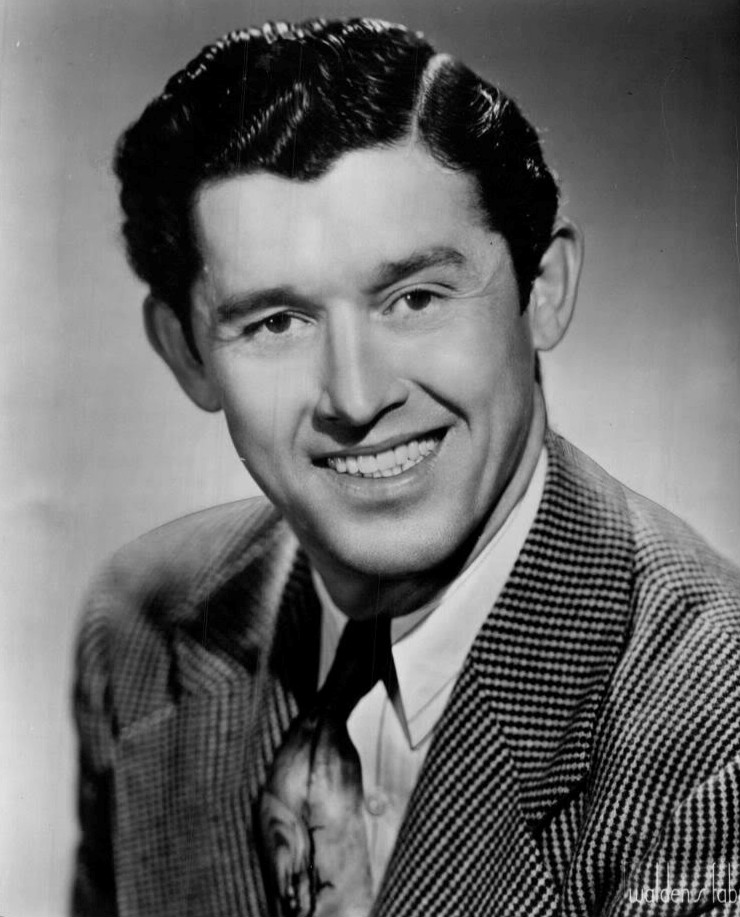
Roy Acuff (1903–1992)

- Acuil, Awut Deng (* 1962), südsudanesische Politikerin
- Acuña Braun, Ángela (1888–1983), costa-ricanische Diplomatin
- Acuña Cabrera, Antonio de († 1662), spanischer Soldat und Gouverneur von Chile
- Acuña de Baravalle, Mirta (1925–2024), argentinische Menschenrechtsaktivistin
- Acuña de Figueroa, Francisco († 1862), uruguayischer Schriftsteller
- Acuña i Requejo, Vicenç (* 1946), spanischer Musikpädagoge und Komponist
- Acuña Jiménez, Dimas Antonio (* 1972), kolumbianischer römisch-katholischer Geistlicher, Bischof von El Banco
- Acuña Núñez, Juan Vitalio (1925–1967), kubanischer Revolutionär und internationalistischer Guerillero
- Acuña, Alberto (1896–1975), argentinischer Tangosänger, Gitarrist und Komponist
- Acuña, Alex (* 1944), peruanischer Schlagzeuger und Perkussionist
- Acuña, Angelina (1905–2006), guatemaltekische Dichterin
- Acuña, Arturo (1881–1945), chilenischer Fußballspieler
- Acuña, Carlos (1915–1999), argentinischer Tangosänger und Komponist
- Acuña, Carlos Javier (* 1988), paraguayischer Fußballspieler
- Acuña, Clarence (* 1975), chilenischer Fußballspieler
- Acuña, Claudia (* 1971), chilenische Jazzsängerin
- Acuña, Cristóbal de (1597–1675), spanischer Entdecker und Jesuitenmissionar
- Acuña, Diego Sarmiento de (1567–1626), spanischer Botschafter in London
- Acuña, Edgardo, argentinischer Tango-Gitarrist und -komponist
- Acuña, Elvis (* 1991), chilenischer Fußballspieler
- Acuña, Héctor (* 1981), uruguayischer Fußballspieler
- Acuña, Jesus Maria (1879–1957), mexikanischer Pianist, Violinist, Dirigent, Musikpädagoge und Komponist
- Acuña, Jorge († 2024), uruguayischer Fußballspieler
- Acuña, Jorge (* 1978), chilenischer Fußballspieler
- Acuña, José Francisco († 1828), portugiesischer Pianist und Komponist spanischer Herkunft
- Acuña, Juan (1921–1989), chilenischer Fußballspieler
- Acuña, Juan de (1658–1734), Vizekönig von Neuspanien
- Acuña, Julio (* 1954), uruguayischer Fußballspieler und -trainer
- Acuña, Luis (* 1989), argentinischer Fußballspieler
- Acuña, Luisangel (* 2002), venezolanischer Baseballspieler
- Acuña, Marcos (* 1991), argentinischer Fußballspieler
- Acuña, Matías (1992–2025), uruguayischer Fußballspieler
- Acuña, Máxima, peruanische Aktivistin
- Acuña, Maximiliano (* 1987), uruguayischer Fußballspieler
- Acuña, Naíma (* 1988), spanische Jazzmusikerin (Schlagzeug)
- Acuña, Robert, US-amerikanischer Maler
- Acuña, Roberto (* 1972), paraguayischer FußballspielerRoberto Acuña (* 1972)

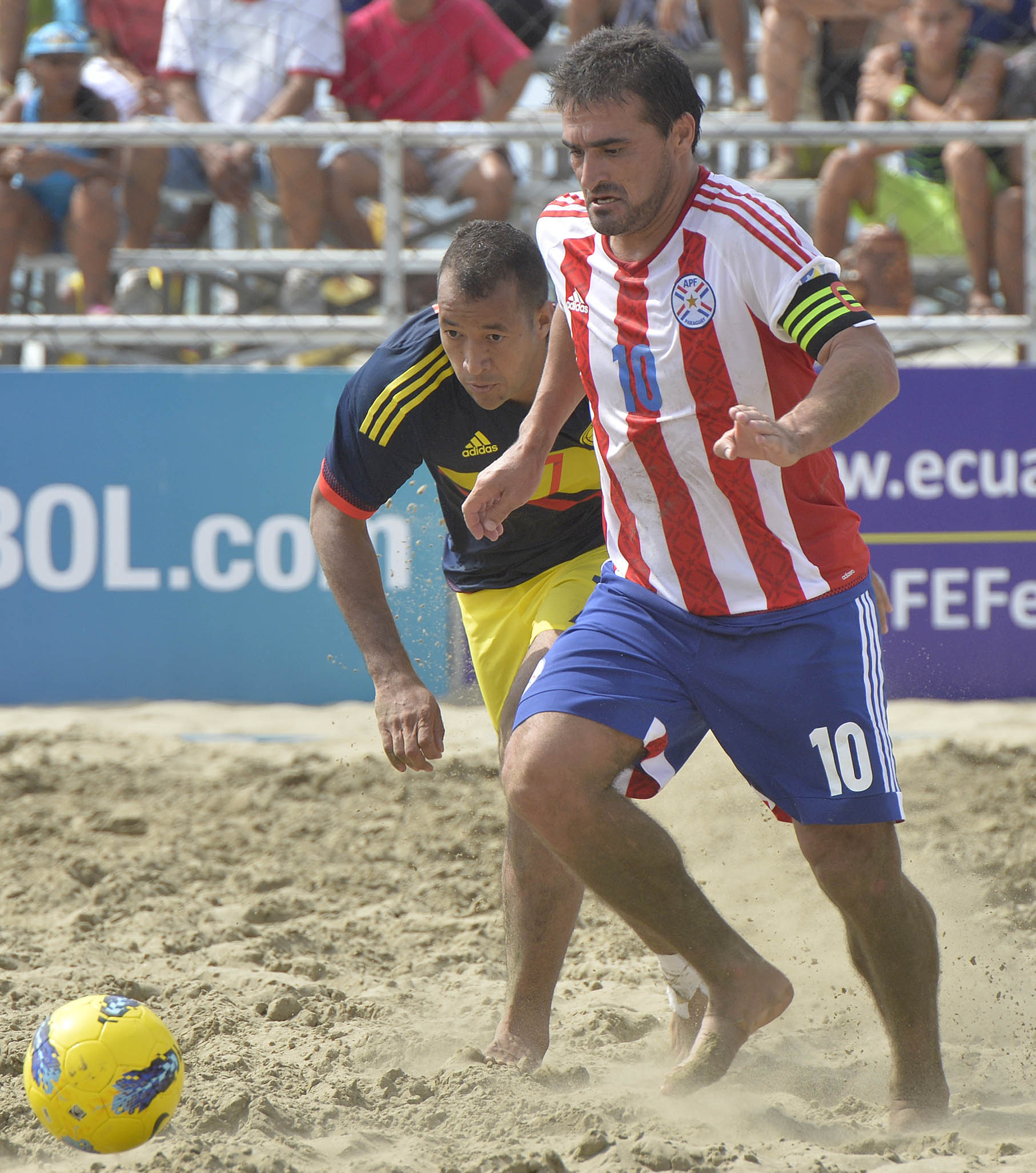
Roberto Acuña (* 1972)

- Acuña, Rosario de (1850–1923), spanische Schriftstellerin
- Acuña, Sebastian (* 1998), ecuadorianischer Leichtathlet
- Acuner, Ergün (1941–2002), türkischer Fußballspieler und -trainer
- Acunha, Roberto Cezar Lima (* 1986), brasilianischer Fußballspieler
- Acunzo, Filippo (1835–1867), italienischer Fagottist, Dirigent und Komponist
- Acurio, Gastón (* 1967), peruanischer Chefkoch und ein Vertreter der Cocina Novoandina
- Acúrsio, Óscar (1916–1990), portugiesischer Schauspieler
- Acutia, römische Adlige
- Acutis, Carlo (1991–2006), italienischer, römisch-katholischer JugendlicherCarlo Acutis (1991–2006)

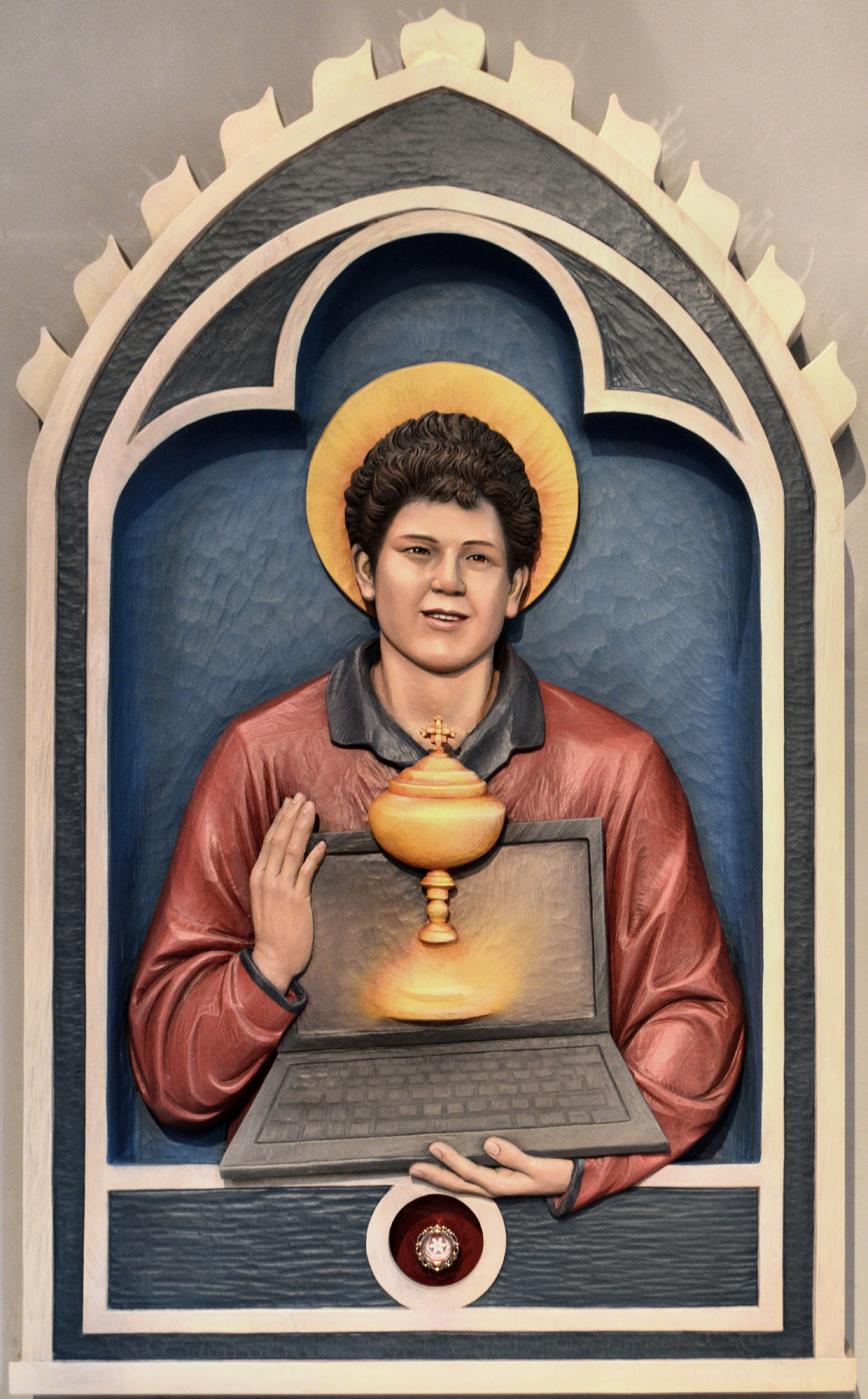
Carlo Acutis (1991–2006)

- Acutius Nerva, Quintus, römischer Senator und Konsul (100)

### Acw
- Acworth, Peter (* 1970), britischer Webunternehmer

### Acy
- Acy, Quincy (* 1990), US-amerikanischer Basketballspieler
- Acyl, Ahmat (1944–1982), Militär im Tschad

### Acz
- Aczel, Amir (1950–2015), israelisch-US-amerikanischer Mathematiker, Hochschullehrer und Autor
- Aczél, György (1917–1991), ungarischer Kulturpolitiker
- Aczél, János (1924–2020), ungarisch-kanadischer Mathematiker
- Aczel, Peter (1941–2023), britischer Logiker